# Guerra Fria
Guerra Fria foi um período de tensão geopolítica entre a União Soviética e os Estados Unidos e seus respectivos aliados, o Bloco Oriental e o Bloco Ocidental, após a Segunda Guerra Mundial. Considera-se geralmente que o período abrange a Doutrina Truman de 1947 até a dissolução da União Soviética em 1991. O termo "fria" é usado porque não houve combates em larga escala diretamente entre as duas superpotências, mas cada uma delas apoiou grandes conflitos regionais conhecidos como guerras por procuração. O conflito foi baseado em torno da luta ideológica e geopolítica pela influência global das duas potências, após sua aliança temporária e vitória contra a Alemanha nazista em 1945. A doutrina da destruição mutuamente assegurada (MAD) desencorajou um ataque nuclear preventivo de ambos os lados. Além do desenvolvimento do arsenal nuclear e da mobilização militar convencional, a luta pelo domínio foi expressa por meios indiretos, como guerra psicológica, campanhas de propaganda, espionagem, embargos econômicos de longo alcance, rivalidade em eventos esportivos e competições tecnológicas como a Corrida Espacial.

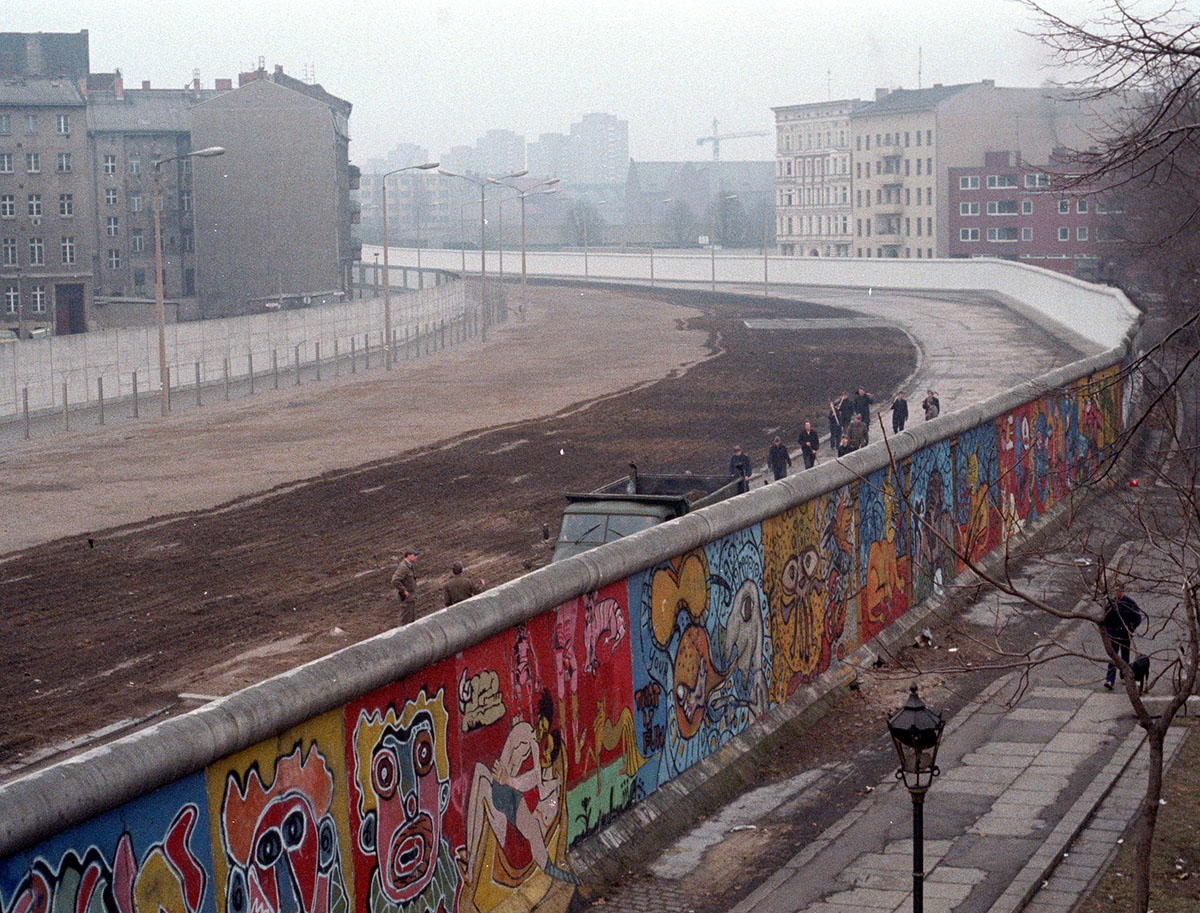
Muro de Berlim visto a partir do lado ocidental. O muro foi construído em 1961 pelo governo da Alemanha Oriental para evitar que seus habitantes fugissem e deixassem um vazio economicamente desastroso de trabalhadores. A barreira se tornou um símbolo da Guerra Fria e sua queda, em 1989, marcou o fim iminente do conflito e o início do processo de descomunização e lustração.

O Ocidente era liderado pelos Estados Unidos e por outras nações do Primeiro Mundo do Bloco Ocidental que eram geralmente democráticas liberais, mas ligadas a uma rede de Estados autoritários, a maioria das quais eram suas ex-colônias. O Oriente era liderado pela União Soviética e seu Partido Comunista, que tiveram influência em todo o Segundo Mundo. O governo dos Estados Unidos apoiou regimes e golpes de direita em todo o mundo, enquanto o governo soviético financiou partidos e revoluções comunistas. Como quase todos os Estados coloniais alcançaram a independência no período de 1945 a 1960, eles tornaram-se campos de batalha do Terceiro Mundo na Guerra Fria. A primeira fase da Guerra Fria começou imediatamente após o fim da Segunda Guerra Mundial, em 1945. Os Estados Unidos criaram a aliança militar da OTAN em 1949, apreendendo um ataque soviético e denominaram sua política global contra a contenção da influência soviética. A União Soviética formou o Pacto de Varsóvia em 1955 em resposta à OTAN. As principais crises dessa fase incluíram o bloqueio de Berlim de 1948 a 1949, a Guerra Civil Chinesa de 1927 a 1950, a Guerra da Coreia de 1950 a 1953, a Crise de Suez de 1956, a crise de Berlim em 1961 e a crise dos mísseis de Cuba em 1962. A URSS e os EUA competiram por influência na América Latina, no Oriente Médio e nos Estados descolonizadores da África e da Ásia.
Após a crise dos mísseis de Cuba, começou uma nova fase que viu a divisão sino-soviética entre a China e a União Soviética complicar as relações na esfera comunista, enquanto a aliada dos EUA, a França, começou a exigir maior autonomia de ação. A URSS invadiu a Tchecoslováquia para suprimir a Primavera de Praga de 1968, enquanto os EUA experimentaram turbulências internas do movimento pelos direitos civis e oposição à Guerra do Vietnã. Nos anos 1960-70, um movimento internacional de paz se enraizou entre os cidadãos de todo o mundo. Ocorreram movimentos contra o teste de armas nucleares e pelo desarmamento nuclear, com grandes protestos antiguerra. Na década de 1970, os dois lados começaram a fazer concessões de paz e segurança, dando início a um período de detenção que viu as conversações estratégicas sobre limitação de armas e os EUA abrindo relações com a República Popular da China como um contrapeso estratégico para a URSS. A détente entrou em colapso no final da década, com o início da Guerra Soviético-Afegã, em 1979. O início dos anos 1980 foi outro período de tensão elevada. Os Estados Unidos aumentaram as pressões diplomáticas, militares e econômicas sobre a União Soviética, numa época em que ela já estava sofrendo de estagnação econômica. Em meados da década de 1980, o novo líder soviético Mikhail Gorbachev introduziu as reformas liberalizantes da glasnost ("abertura", c. 1985) e perestroika ("reorganização", 1987) e encerrou o envolvimento soviético no Afeganistão. As pressões pela soberania nacional se intensificaram na Europa Oriental e Gorbachev se recusou a apoiar militarmente seus governos. O resultado em 1989 foi uma onda de revoluções que (com exceção da Romênia ) derrubaram pacificamente todos os governos comunistas da Europa Central e Oriental. O próprio Partido Comunista da União Soviética perdeu o controle na União Soviética e foi banido após uma tentativa de golpe abortada em agosto de 1991. Isso, por sua vez, levou à dissolução formal da URSS em dezembro de 1991, à declaração de independência de suas repúblicas constituintes e ao colapso dos governos comunistas em grande parte da África e Ásia. Os Estados Unidos foram deixados como a única superpotência do mundo. A Guerra Fria e seus eventos deixaram um legado significativo. É frequentemente mencionada na cultura popular, especialmente na mídia que apresenta temas de espionagem (principalmente a franquia internacional de livros e filmes de James Bond) e a ameaça da guerra nuclear. Apesar disso, um estado renovado de tensão entre o Estado sucessor da União Soviética, a Rússia, e os Estados Unidos nos anos 2010 (incluindo seus aliados ocidentais), bem como uma tensão crescente entre uma China cada vez mais poderosa e os Estados Unidos e seus aliados ocidentais passou a ser referido como a Segunda Guerra Fria.

## Etimologia
No final da Segunda Guerra Mundial, o escritor inglês George Orwell usou o termo guerra fria em seu ensaio "Você e a bomba atômica", publicado em 19 de outubro de 1945 no jornal britânico Tribune. Contemplando um mundo vivendo à sombra da ameaça da guerra nuclear, Orwell olhou para as previsões de James Burnham de um mundo polarizado, escrevendo:
Olhando para o mundo como um todo, a deriva por muitas décadas não foi em direção à anarquia, mas em direção à reimposição da escravidão ... A teoria de James Burnham tem sido muito discutida, mas poucas pessoas ainda consideraram suas implicações ideológicas - isto é, o tipo da visão de mundo, do tipo de crenças e da estrutura social que provavelmente prevaleceria em um Estado ao mesmo tempo inconquistável e em permanente estado de "guerra fria" com seus vizinhos.
No The Observer de 10 de março de 1946, Orwell escreveu: "após a conferência de Moscou em dezembro passado, a Rússia começou a fazer uma 'guerra fria' contra a Grã-Bretanha e o Império Britânico".
O primeiro uso do termo para descrever o confronto geopolítico específico do pós-guerra entre a União Soviética e os Estados Unidos veio em um discurso de Bernard Baruch, um influente consultor de presidentes democratas, em 16 de abril de 1947. O discurso, escrito pelo jornalista Herbert Bayard Swope, proclamou: "Não sejamos enganados: estamos hoje no meio de uma guerra fria". O colunista de jornais Walter Lippmann deu ao termo um público amplo com seu livro A Guerra Fria. Quando perguntado em 1947 sobre a fonte do termo, Lippmann o atribuiu a um termo francês da década de 1930, la guerre froide.

## Antecedentes

### Revolução Russa

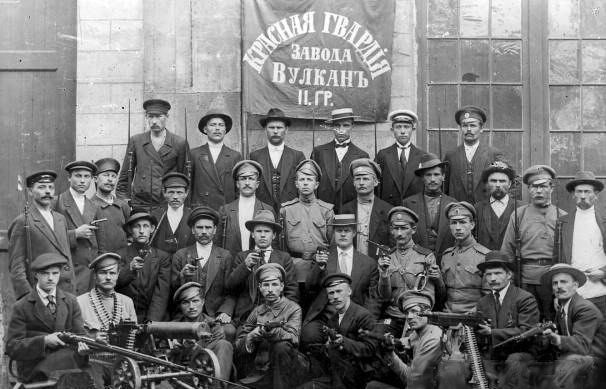
Guardas Vermelhos durante a Revolução de Outubro.

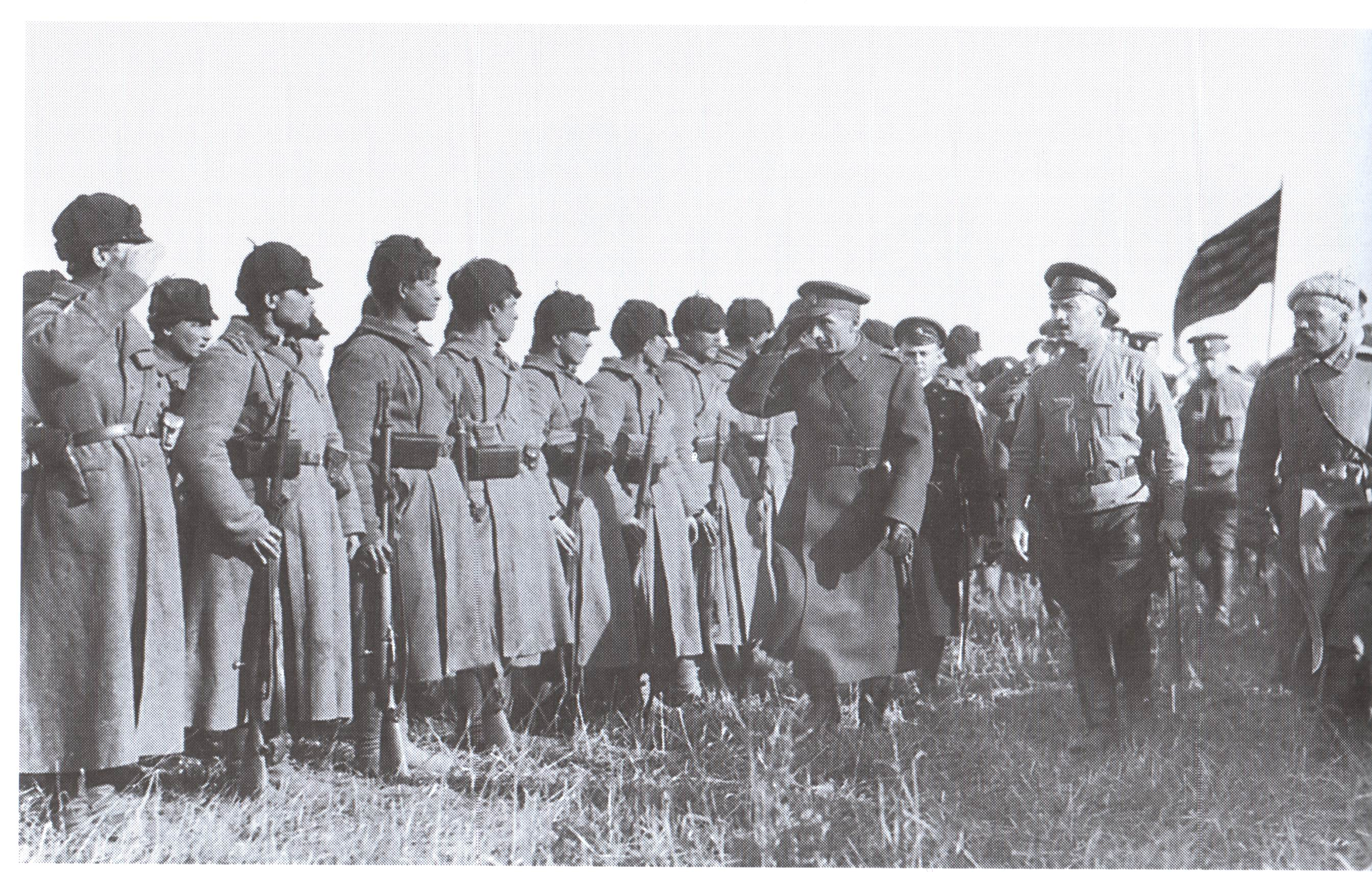
Aleksandr Kolchak revistando membros do Exército Branco.

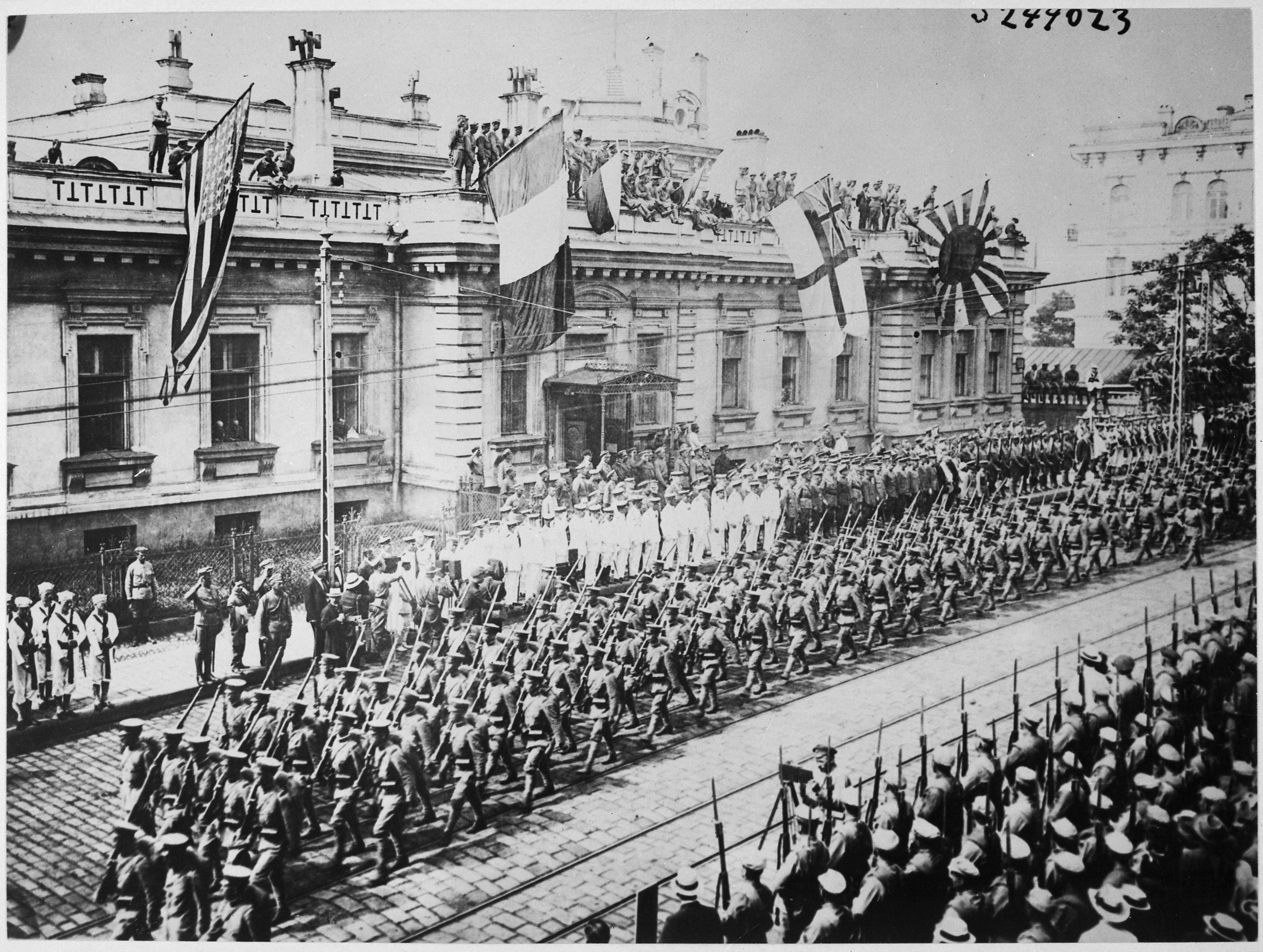
Tropas aliadas em Vladivostok, agosto de 1918, durante a intervenção aliada na Guerra Civil Russa.

Enquanto a maioria dos historiadores rastreia as origens da Guerra Fria no período imediatamente após a Segunda Guerra Mundial, outros argumentam que ela começou com a Revolução de Outubro no Império Russo, em 1917, quando os bolcheviques tomaram o poder. Na Primeira Guerra Mundial, os impérios Britânico, Francês e Russo haviam constituído as potências aliadas desde o início e os Estados Unidos se uniram a eles em abril de 1917. Os bolcheviques tomaram o poder na Rússia em novembro de 1917, mas os exércitos alemães avançaram rapidamente através das fronteiras. Os Aliados responderam com um bloqueio econômico contra toda a Rússia. No início de março de 1918, os soviéticos acompanharam a onda de repulsa popular contra a guerra e aceitaram duros termos de paz alemães com o Tratado de Brest-Litovsk. Aos olhos de alguns aliados, a Rússia agora estava ajudando o Império Alemão a vencer a guerra, libertando um milhão de soldados alemães para a Frente Ocidental e "abandonando grande parte do suprimento de comida, da base industrial, dos suprimentos de combustível e das comunicações da Rússia com a Europa Ocidental". De acordo com o historiador Spencer Tucker, os Aliados sentiram: "O tratado foi a traição final da causa aliada e plantou as sementes da Guerra Fria. Com o Brest-Litovsk, o fantasma da dominação alemã na Europa Oriental ameaçou se tornar realidade e os Aliados começaram a pensar seriamente em uma intervenção militar" e passaram a intensificar sua "guerra econômica" contra os bolcheviques. Alguns bolcheviques viam a Rússia como apenas o primeiro passo, planejando incitar revoluções contra o capitalismo em todos os países ocidentais, mas a necessidade de paz com a Alemanha levou o líder soviético Vladimir Lenin a se afastar dessa posição.
Em 1918, o Reino Unido enviou dinheiro e algumas tropas para apoiar os contrarrevolucionários antibolcheviques "brancos". Essa política foi liderada pelo então Ministro da Guerra, Winston Churchill, um anticomunista comprometido. A Rússia soviética se viu isolada na diplomacia internacional. Vladimir Lenin afirmou que a União Soviética estava cercada por um "cerco capitalista hostil" e via a diplomacia como uma arma para manter divididos os inimigos soviéticos. Ele criou uma organização para promover revoluções irmãs em todo o mundo, o Comintern. Falhou em todos os lugares; foi esmagado quando tentou iniciar revoluções na Alemanha, Baviera e Hungria. As falhas levaram a uma reviravolta interna em Moscou e o Reino Unido e outros países importantes - exceto os Estados Unidos - fizeram negócios comerciais e, às vezes, reconheceram a soberania da nova União Soviética. Em 1933, velhos medos de ameaças comunistas haviam desaparecido e a comunidade empresarial estadunidense, assim como os editores de jornais, exigia reconhecimento diplomático. O presidente Franklin D. Roosevelt usou a autoridade presidencial para normalizar as relações em novembro de 1933. No entanto, não houve progresso nas dívidas czaristas que Washington queria que Moscou pagasse. As expectativas de comércio expandido se mostraram irreais. Os historiadores Justus D. Doenecke e Mark A. Stoler observam que "as duas nações logo ficaram desiludidas com o acordo". Roosevelt nomeou William Bullitt como embaixador de 1933 a 1936. Bullitt chegou a Moscou com grandes esperanças de ampliar as relações soviético-estadunidenses, mas sua visão sobre a liderança soviética azedou após uma análise mais detalhada. No final de seu mandato, Bullitt era abertamente hostil ao governo soviético e permaneceu um anticomunista declarado pelo resto de sua vida.

### Começo da Segunda Guerra Mundial
No final da década de 1930, Stalin havia trabalhado com o ministro das Relações Exteriores, Maxim Litvinov, para promover frentes populares com partidos e governos capitalistas para se opor ao fascismo. Os soviéticos ficaram amargurados quando os governos ocidentais optaram por praticar a paz com a Alemanha nazista. Em março de 1939, o Reino Unido e a França - sem consultar a URSS - concederam a Adolf Hitler o controle de grande parte da Tchecoslováquia no Acordo de Munique. Enfrentando também um Império do Japão agressivo nas fronteiras da Rússia, Stalin mudou de direção e substituiu Litvinov por Vyacheslav Molotov, que negociou relações mais estreitas com a Alemanha.
Depois de assinar o Pacto Molotov-Ribbentrop e o tratado de fronteira germano-soviético, a URSS forçou os países bálticos - Estônia, Letônia e Lituânia - a permitir que o governo soviético estacionasse tropas em seus países. A Finlândia rejeitou tais demandas territoriais, o que provocou uma invasão soviética em novembro de 1939. A Guerra de Inverno resultante terminou em março de 1940 com concessões finlandesas. Reino Unido e França, tratando o ataque soviético à Finlândia como o equivalente a entrar na guerra ao lado dos alemães, responderam à invasão soviética apoiando a expulsão da URSS da Liga das Nações.
Em junho de 1940, a União Soviética anexou à força a Estônia, a Letônia e a Lituânia. Também apreendeu as disputadas regiões romenas da Bessarábia, o norte da Bucovina e Hertza. Mas depois que o exército alemão invadiu o território soviético na Operação Barbarossa em junho de 1941 e declarou guerra aos Estados Unidos em dezembro de 1941, a URSS e as potências aliadas trabalharam juntas para combater a Alemanha nazista. O Reino Unido assinou uma aliança formal e os Estados Unidos fizeram um acordo informal. Em tempo de guerra, os Estados Unidos supriram o Reino Unido, a União Soviética e outras nações aliadas através de seu Programa de Empréstimos e Arrendamentos. No entanto, Stalin permaneceu altamente desconfiado e acreditava que os britânicos e estadunidenses haviam conspirado para garantir que os soviéticos suportassem o peso da luta contra a Alemanha. De acordo com essa visão, os Aliados Ocidentais atrasaram deliberadamente a abertura de uma segunda frente antialemã, a fim de intervir no último minuto e moldar o acordo de paz. Assim, as percepções soviéticas sobre o Ocidente deixaram uma forte corrente de tensão e hostilidade entre as potências aliadas a partir daquele período.

## Fim da Segunda Guerra Mundial (1945–1947)

### Conferências de guerra sobre a Europa do pós-guerra

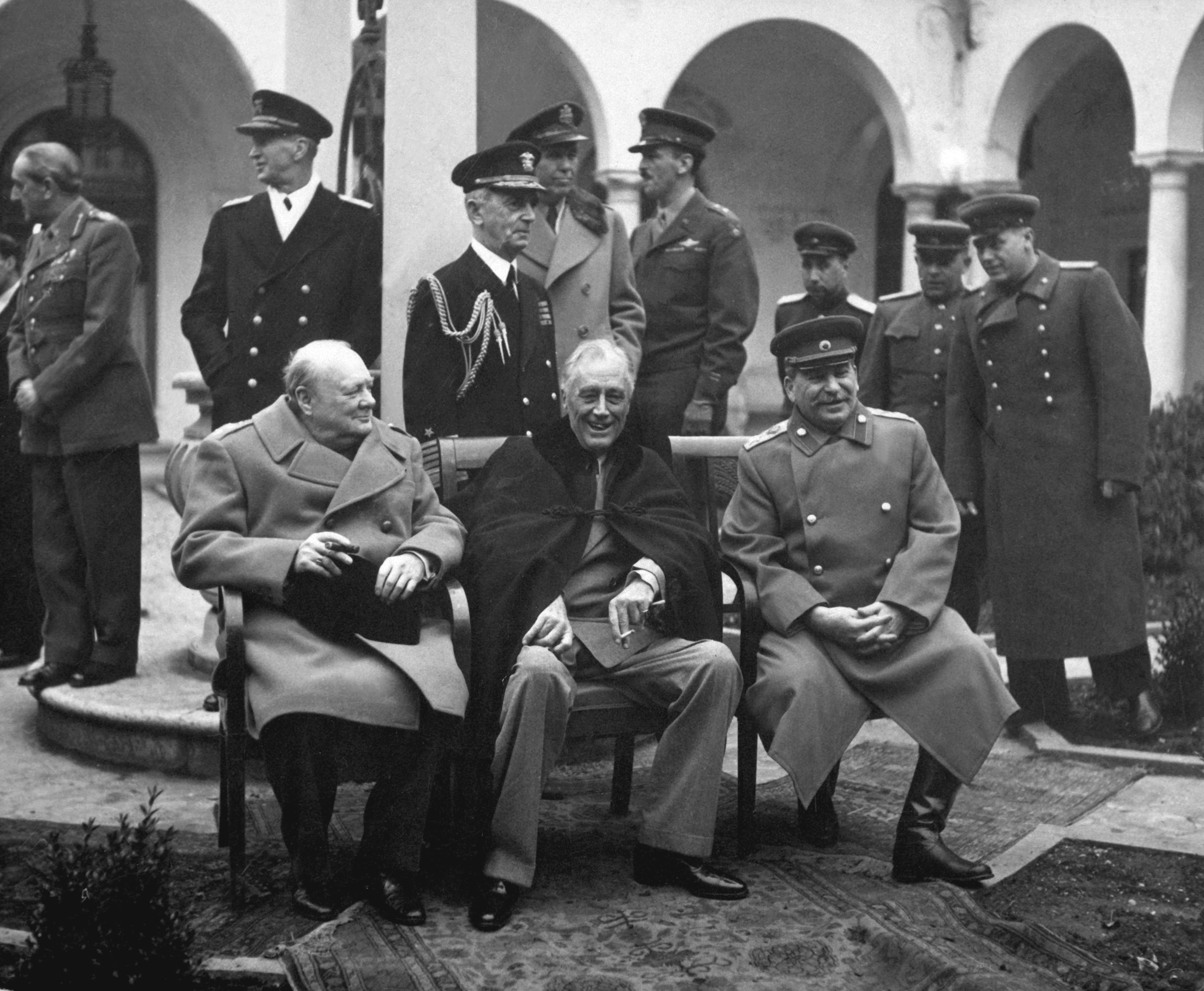
Os "Três Grandes" na Conferência de Ialta: Winston Churchill, Franklin D. Roosevelt e Joseph Stalin, 1945.

Os Aliados discordaram sobre a aparência do mapa europeu e como as fronteiras seriam traçadas após a Segunda Guerra Mundial. Cada lado continha ideias diferentes sobre o estabelecimento e a manutenção da segurança internacional no período pós-guerra. Alguns estudiosos afirmam que todos os aliados ocidentais desejavam um sistema de segurança no qual os governos democráticos fossem estabelecidos o mais amplamente possível, permitindo que os países resolvessem pacificamente as diferenças por meio de organizações internacionais. Outros observam que as potências do Atlântico estavam divididas em sua visão do novo mundo do pós-guerra. Os objetivos de Roosevelt - vitória militar na Europa e na Ásia, conquista da supremacia econômica global americana sobre o Império Britânico e criação de uma organização mundial de paz - eram mais globais do que os de Churchill, que se concentravam principalmente em garantir o controle do Mediterrâneo, garantindo a sobrevivência do Império Britânico e a independência dos países da Europa Central e Oriental como um amortecedor entre os soviéticos e o Reino Unido.
A União Soviética procurou dominar os assuntos internos dos países em suas regiões fronteiriças. Durante a guerra, Stálin criou centros de treinamento especiais para comunistas de diferentes países, para que eles pudessem estabelecer forças policiais secretas leais a Moscou assim que o Exército Vermelho assumisse o controle. Agentes soviéticos assumiram o controle da mídia, especialmente o rádio; eles rapidamente perseguiram e depois baniram todas as instituições cívicas independentes, de grupos de jovens a escolas, igrejas e partidos políticos rivais. Stálin também buscou a paz contínua com o Reino Unido e os Estados Unidos, na esperança de se concentrar na reconstrução interna e no crescimento econômico.

Zonas ocupadas pelos Aliados na Alemanha.

As diferenças entre Roosevelt e Churchill levaram a vários acordos separados com os soviéticos. Em outubro de 1944, Churchill viajou para Moscou e propôs o "acordo de percentuais" para dividir os Bálcãs em respectivas esferas de influência, incluindo a predominância de Stálin sobre a Romênia e a Bulgária e a carta branca de Churchill sobre a Grécia. Na Conferência de Ialta de fevereiro de 1945, Roosevelt assinou um acordo separado com Stálin em relação à Ásia e recusou-se a apoiar Churchill nas questões da Polônia e das reparações. Roosevelt finalmente aprovou o acordo dos percentuais, mas aparentemente ainda não havia um consenso firme sobre a estrutura para um acordo no pós-guerra na Europa.
Na Segunda Conferência de Quebec, uma conferência militar de alto nível realizada na cidade de Quebec, de 12 a 16 de setembro de 1944, Churchill e Roosevelt chegaram a acordo sobre uma série de questões, incluindo um plano para a Alemanha com base na proposta original de Henry Morgenthau Jr. O memorando elaborado por Churchill previa "eliminar as indústrias de guerra no Ruhr e no Saar ... ansioso para converter a Alemanha em um país principalmente agrícola e pastoral". No entanto, não incluía mais um plano para dividir o país em vários Estados independentes. Em 10 de maio de 1945, o presidente Truman assinou a diretiva de ocupação estadunidense JCS 1067, que estava em vigor há mais de dois anos, e era apoiada com entusiasmo por Stálin. Ela orientava as forças de ocupação estadunidenses a "... não darem passos em direção à reabilitação econômica da Alemanha".
Alguns historiadores argumentam que a Guerra Fria começou quando os Estados Unidos negociaram uma paz separada com o general nazista da SS, Karl Wolff, no norte da Itália. A União Soviética não teve permissão para participar e a disputa levou a uma correspondência acalorada entre Franklin Roosevelt e Stálin. Wolff, um criminoso de guerra, parece ter garantido imunidade nos julgamentos de Nuremberg pelo comandante do Escritório de Serviços Estratégicos (OSS) e pelo futuro diretor da CIA, Allen Dulles quando se conheceram em março de 1945. Wolff e suas forças estavam sendo considerados para ajudar a implementar a Operação Inimaginável, um plano secreto para invadir a União Soviética que Winston Churchill defendia durante esse período.

### Conferência de Potsdam e rendição do Japão

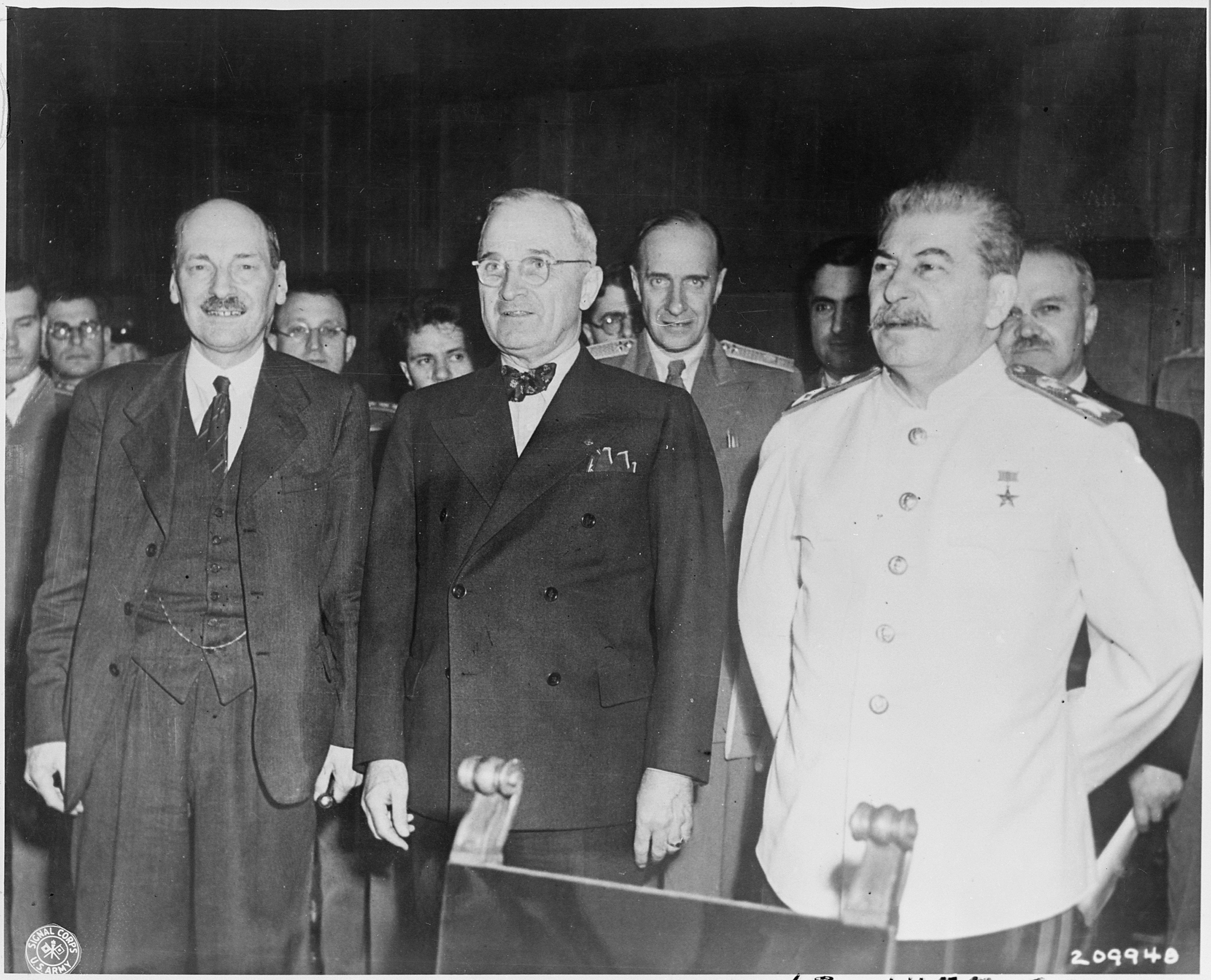
Clement Attlee, Harry S. Truman e Josef Stalin na Conferência de Potsdam, 1945.

Na Conferência de Potsdam, iniciada no final de julho após a rendição da Alemanha, surgiram sérias diferenças sobre o futuro desenvolvimento da Alemanha e do resto da Europa Central e Oriental. Os russos pressionaram sua demanda feita em Yalta, no sentido de obter 20 bilhões de dólares em reparações nas zonas de ocupação da Alemanha. Os estadunidense e britânicos se recusaram a fixar uma quantia em dólares para reparações, mas permitiram que os russos removessem alguma indústria de suas zonas. Além disso, a crescente antipatia e linguagem belicosa dos participantes serviu para confirmar suas suspeitas sobre as intenções hostis um do outro e para consolidar suas posições. Nesta conferência, Truman informou Stalin que os Estados Unidos possuíam uma nova arma poderosa.
Os Estados Unidos convidaram o Reino Unido para o seu projeto de bomba atômica, mas o mantiveram segredo para a União Soviética. Stalin sabia que os estadunidenses estavam trabalhando na bomba atômica e reagiu às notícias com calma. Uma semana após o final da Conferência de Potsdam, os Estados Unidos bombardearam Hiroshima e Nagasaki. Logo após os ataques, Stalin protestou contra as autoridades estadunidenses quando Truman ofereceu aos soviéticos pouca influência real no Japão ocupado. Stalin também ficou indignado com a queda real das bombas, chamando-as de "superbarbaridade" e alegando que "a balança foi destruída ... Isso não pode ser". O governo Truman pretendia usar seu programa em andamento de armas nucleares para pressionar a União Soviética nas relações internacionais.

### Início do Bloco Oriental

Mudanças territoriais do pós-guerra na Europa e a formação do Bloco Oriental, a chamada "Cortina de Ferro".

Durante os estágios iniciais da Segunda Guerra Mundial, a União Soviética lançou as bases para o Bloco Oriental, invadindo e anexando vários países como repúblicas socialistas soviéticas, por acordo com a Alemanha no Pacto Molotov – Ribbentrop. Isso incluía o leste da Polônia (incorporado no RSS da Bielorrússia e na RSS da Ucrânia), Letônia (que se tornou a RSS da Letônia), Estônia (que se tornou a RSS da Estônia), Lituânia (que se tornou o RSS da Lituânia), parte do leste da Finlândia (que se tornou a RSS Carelo-Finlandesa) e o leste da Romênia (que se tornou a RSS da Moldávia).
Os territórios da Europa Central e Oriental libertados da Alemanha nazista e ocupados pelas forças armadas soviéticas foram adicionados ao Bloco Oriental e convertidos em Estados satélites.
- República Popular da Bulgária (15 de setembro de 1946)
- República Popular da Polônia (19 de janeiro de 1947)
- República Popular da Romênia (13 de abril de 1948)
- República Popular da Hungria (20 de agosto de 1949)[55]
- República Democrática Alemã (7 de outubro de 1949)[56]

Os regimes de estilo soviético que surgiram no bloco não apenas reproduziram a economia planificada soviética, mas também adotaram os métodos brutais empregados por Josef Stalin e pela polícia secreta soviética, a fim de suprimir a oposição real e potencial. Na Ásia, o Exército Vermelho havia invadido a Manchúria no último mês da guerra e ocupou a grande faixa do território coreano localizado ao norte do paralelo 38.
Como parte da consolidação do controle de Stalin sobre o Bloco Oriental, o Comissariado do Povo para Assuntos Internos (NKVD), liderado por Lavrentiy Beria, supervisionou o estabelecimento de sistemas policiais secretos no estilo soviético no Bloco Oriental que deveriam esmagar a resistência anticomunista. Quando surgiram os mais leves movimentos de independência no bloco, a estratégia de Stalin se equipara à de lidar com rivais nacionais antes da guerra: eles foram retirados do poder, julgados, presos e, em vários casos, executados.
O primeiro-ministro britânico Winston Churchill estava preocupado com o fato de que, dado o enorme tamanho das forças soviéticas destacadas na Europa no final da guerra e a percepção de que o líder soviético Josef Stalin não era confiável, existia uma ameaça soviética à Europa Ocidental. Após a Segunda Guerra Mundial, as autoridades estadunidenses orientaram os líderes da Europa Ocidental a estabelecer sua própria força secreta de segurança para impedir a subversão no bloco ocidental, o que evoluiu para a Operação Gladio.

## A contenção e a doutrina Truman (1947–1953)

### Cortina de ferro, Irã, Turquia e Grécia

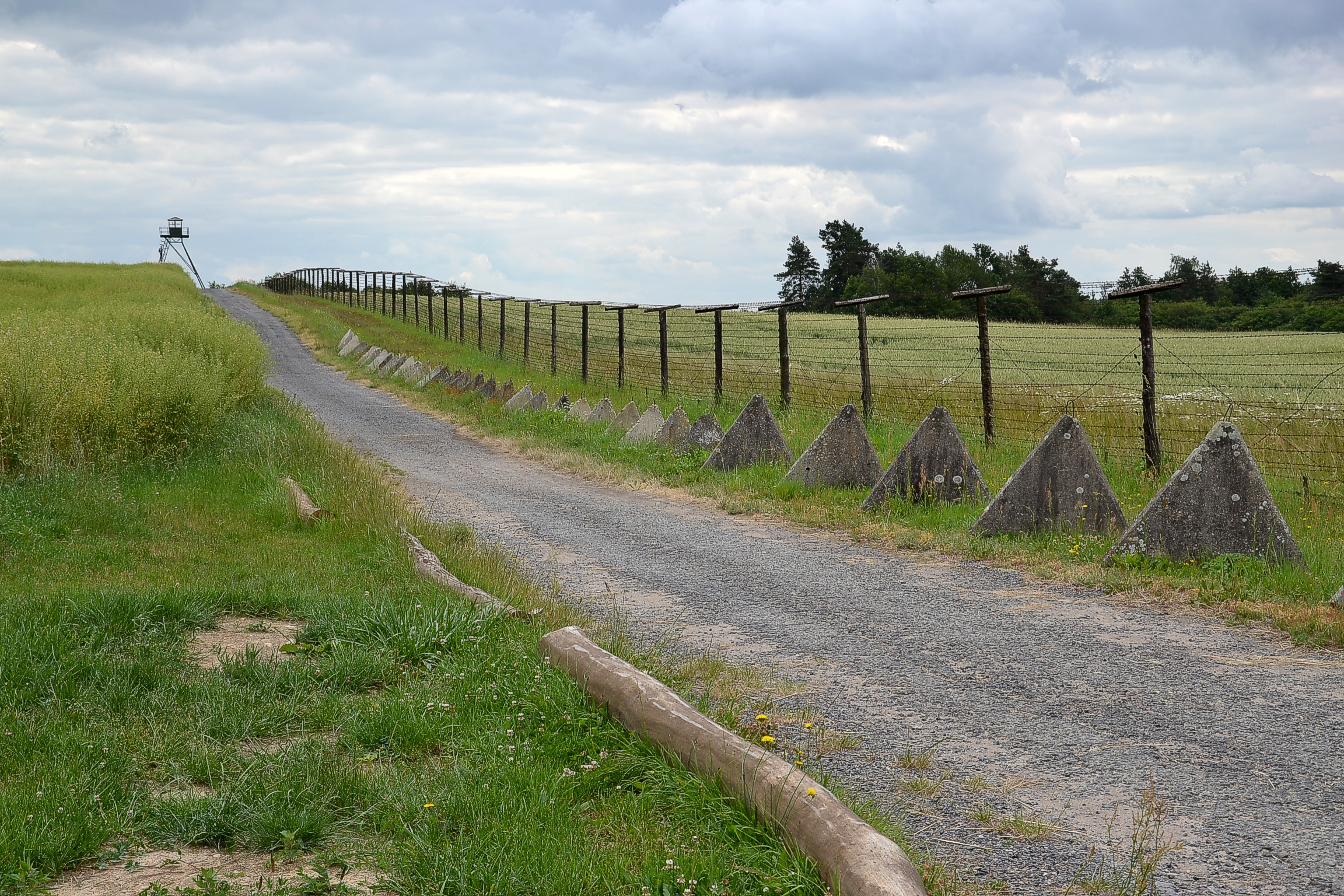
Restos da "cortina de ferro" na República Tcheca.

No final de fevereiro de 1946, o "longo telegrama" de George F. Kennan, de Moscou a Washington, ajudou a articular a linha cada vez mais dura do governo estadunidense contra os soviéticos, que se tornaria a base da estratégia dos Estados Unidos em relação à União Soviética durante o período. Após a invasão anglo-soviética do Irã na Segunda Guerra Mundial, o país foi ocupado pelo Exército Vermelho no extremo norte e pelos britânicos no sul. O Irã foi usado pelos Estados Unidos e pelo Reino Unido para abastecer a União Soviética e os Aliados concordaram em se retirar do Irã dentro de seis meses após a cessação das hostilidades. No entanto, quando esse prazo chegou, os soviéticos permaneceram no Irã sob o disfarce da República Popular do Azerbaijão e República Curda de Mahabad. Pouco depois, em 5 de março, o ex-primeiro-ministro britânico Winston Churchill proferiu seu famoso discurso "Cortina de Ferro" em Fulton, Missouri. O discurso pedia uma aliança anglo-americana contra os soviéticos, a quem ele acusou de estabelecer uma "cortina de ferro" que dividia a Europa de "Stettin no Báltico a Trieste no Adriático".
Uma semana depois, em 13 de março, Stalin respondeu vigorosamente ao discurso, dizendo que Churchill poderia ser comparado a Hitler, na medida em que defendia a superioridade racial das nações de língua inglesa para que pudessem satisfazer sua fome de dominação mundial e que tal declaração era "um apelo à guerra contra a URSS". O líder soviético também rejeitou a acusação de que a URSS estava exercendo um controle crescente sobre os países que estavam em sua esfera. Ele argumentou que não havia nada de surpreendente no "fato de a União Soviética, ansiosa por sua segurança futura, estar tentando fazer com que os governos leais em sua atitude em relação à União Soviética devessem existir nesses países".
Em setembro, o lado soviético produziu o telegrama Novikov, enviado pelo embaixador soviético nos EUA, mas encomendado e "coescrito" por Vyacheslav Molotov; ele retratava os Estados Unidos como estando sob o controle de capitalistas monopolistas que estavam desenvolvendo capacidade militar "para preparar as condições para conquistar a supremacia mundial em uma nova guerra". Em 6 de setembro de 1946, James F. Byrnes proferiu um discurso na Alemanha repudiando o Plano Morgenthau (uma proposta para dividir e desindustrializar a Alemanha do pós-guerra) e alertando os soviéticos que os Estados Unidos pretendiam manter uma presença militar na Europa. indefinidamente. Como Byrnes admitiu um mês depois: "O ponto principal do nosso programa era ganhar o povo alemão [...] foi uma batalha entre nós e a Rússia por mentes [...]". Em dezembro, os soviéticos concordaram em se retirar do Irã após uma pressão persistente dos Estados Unidos, um sucesso inicial da política de contenção.
Em 1947, o presidente estadunidense Harry S. Truman ficou indignado com a resistência da União Soviética às suas demandas no Irã, na Turquia e na Grécia, bem como com a rejeição soviética do Plano Baruch sobre armas nucleares. Em fevereiro de 1947, o governo britânico anunciou que não podia mais financiar o Reino da Grécia em sua guerra civil contra insurgentes liderados pelos comunistas. O governo estadunidense respondeu a este anúncio adotando uma política de contenção, com o objetivo de impedir a propagação do comunismo. Truman fez um discurso pedindo a alocação de 400 milhões de dólares para intervir na guerra e apresentou a Doutrina Truman, que enquadrou o conflito como uma disputa entre povos livres e regimes totalitários. Os formuladores de políticas norte-americanos acusaram a União Soviética de conspirar contra os monarquistas gregos, em um esforço para expandir a influência soviética, apesar de Stalin ter dito ao Partido Comunista para cooperar com o governo apoiado pelos britânicos. (Os insurgentes foram ajudados pela República Federal Socialista da Iugoslávia de Josip Broz Tito contra os desejos de Stalin.)
A declaração da Doutrina Truman marcou o início de um consenso bipartidário de defesa e política externa entre republicanos e democratas, focado na contenção e dissuasão que enfraqueceram durante e após a Guerra do Vietnã, mas persistiram depois. Partidos moderados e conservadores na Europa, bem como social-democratas, deram apoio praticamente incondicional à aliança ocidental, enquanto comunistas europeus e americanos, financiados pelo KGB e envolvidos em suas operações de inteligência, aderiram à linha de Moscou, embora a dissidência tenha começado a aparecer após 1956. Outras críticas à política de consenso vieram de ativistas anti-Guerra do Vietnã, da Campanha pelo Desarmamento Nuclear e do movimento antinuclear.

### Plano Marshall e golpe de Estado da Checoslováquia

Mapa da Europa dos países que receberam ajuda do Plano Marshall. As colunas azuis mostram a quantidade total relativa de ajuda por país.

No início de 1947, a França, a Grã-Bretanha e os Estados Unidos tentaram, sem sucesso, chegar a um acordo com a União Soviética para um plano que visse uma Alemanha economicamente autossuficiente, incluindo uma contabilidade detalhada das plantas industriais, bens e infraestrutura já removidos pelos soviéticos. Em junho de 1947, de acordo com a Doutrina Truman, os Estados Unidos promulgaram o Plano Marshall, uma promessa de assistência econômica a todos os países europeus dispostos a participar, incluindo a União Soviética.
O objetivo do plano era reconstruir os sistemas democráticos e econômicos europeus e combater as ameaças percebidas ao equilíbrio de poder da Europa, como partidos comunistas assumindo o controle por meio de revoluções ou eleições. O plano também declarou que a prosperidade europeia dependia da recuperação econômica alemã. Um mês depois, Truman assinou a Lei de Segurança Nacional de 1947, criando um Departamento de Defesa unificado, a Agência Central de Inteligência (CIA) e o Conselho de Segurança Nacional (NSC). Essas se tornariam as principais burocracias da política de defesa dos Estados Unidos durante a Guerra Fria.
Stalin acreditava que a integração econômica com o Ocidente permitiria que os países do Bloco Oriental escapassem ao controle soviético e que os Estados Unidos estavam tentando comprar um realinhamento pró-EUA da Europa. Stalin, portanto, impediu que os países do bloco oriental recebessem ajuda do Plano Marshall. A alternativa da União Soviética ao Plano Marshall, que pretendia envolver subsídios soviéticos e comércio com a Europa Central e Oriental, ficou conhecida como Plano Molotov (posteriormente institucionalizado em janeiro de 1949 como Conselho de Assistência Econômica Mútua). Stalin também temia uma Alemanha reconstituída; sua visão de uma Alemanha do pós-guerra não incluía a capacidade de rearmar ou representar qualquer tipo de ameaça à União Soviética.

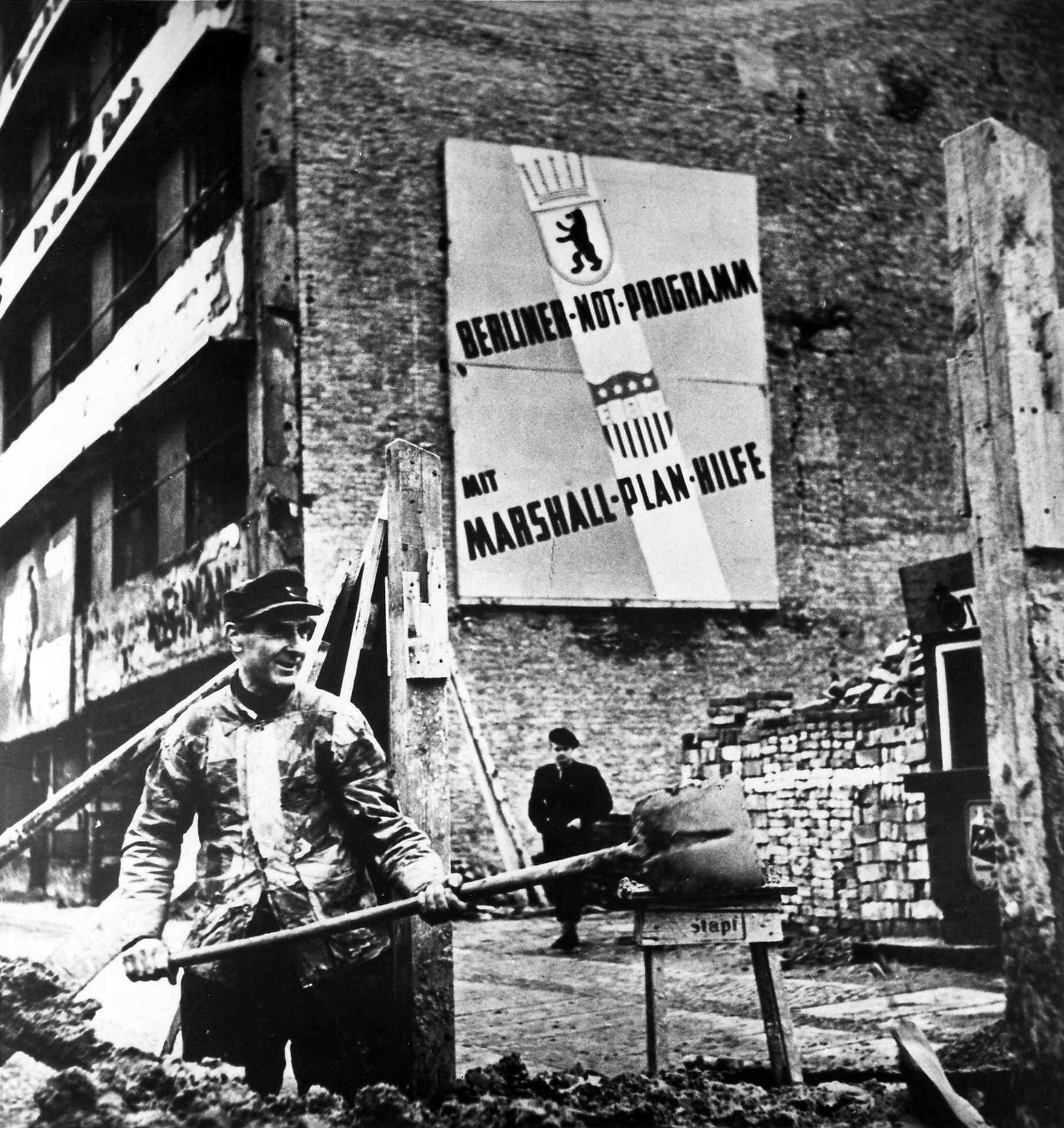
Construção em Berlim Ocidental financiada pelo Plano Marshall.

No início de 1948, após relatos de fortalecimento de "elementos reacionários", os agentes soviéticos executaram um golpe de Estado na Tchecoslováquia, o único Estado do Bloco Oriental que os soviéticos haviam permitido reter estruturas democráticas. A brutalidade pública do golpe chocou as potências ocidentais mais do que qualquer evento até aquele momento, desencadeou um breve susto de que uma guerra ocorreria e varreu os últimos vestígios de oposição ao Plano Marshall no Congresso dos Estados Unidos.
As políticas gêmeas da Doutrina Truman e do Plano Marshall levaram a bilhões em ajuda econômica e militar para a Europa Ocidental, Grécia e Turquia. Com a ajuda estadunidense, os militares gregos venceram sua guerra civil. Sob a liderança de Alcide De Gasperi, os democratas-cristãos italianos derrotaram a poderosa aliança comunista-socialista nas eleições de 1948.

### Espionagem
Todas as principais potências se envolveram em espionagem, usando uma grande variedade de espiões, agentes duplos e novas tecnologias, como a passagem de cabos telefônicos. As organizações mais famosas e ativas foram a CIA norte-americana, a KGB soviética e o MI6 britânico. A Stasi da Alemanha Oriental, diferentemente das demais, preocupava-se principalmente com a segurança interna, mas sua Diretoria Principal de Reconhecimento operava atividades de espionagem em todo o mundo. A CIA subsidiou secretamente e promoveu atividades e organizações culturais anticomunistas. A CIA também estava envolvida na política europeia, especialmente na Itália. Espionagem ocorreu em todo o mundo, mas Berlim foi o campo de batalha mais importante para a atividade deste tipo na época.
Muita informação arquivística secreta foi divulgada, de modo que o historiador Raymond L. Garthoff conclui que provavelmente havia paridade na quantidade e qualidade das informações secretas obtidas por cada lado. No entanto, os soviéticos provavelmente tinham uma vantagem em termos de HUMINT (espionagem) e "às vezes em seu alcance em altos círculos políticos". Em termos de impacto decisivo, no entanto, ele conclui:
Agora também podemos ter grande confiança no julgamento de que não houve "toupeiras" bem-sucedidas no nível da tomada de decisões políticas de ambos os lados. Da mesma forma, não há evidências, de nenhum lado, de nenhuma decisão política ou militar importante que tenha sido descoberta prematuramente por espionagem e frustrada pelo outro lado. Também não há evidências de qualquer decisão política ou militar importante que tenha sido crucialmente influenciada (muito menos gerada) por um agente do outro lado.

### Cominform e a divisão Tito-Stalin
Em setembro de 1947, os soviéticos criaram o Cominform, cujo objetivo era reforçar a ortodoxia dentro do movimento comunista internacional e estreitar o controle político sobre os satélites soviéticos por meio da coordenação de partidos comunistas no Bloco Oriental. O Cominform enfrentou um revés embaraçoso no mês de junho seguinte, quando a Divisão Tito-Stalin obrigou seus membros a expulsar a Iugoslávia, que permaneceu comunista, mas adotou uma posição não alinhada.

### Bloqueio de Berlim

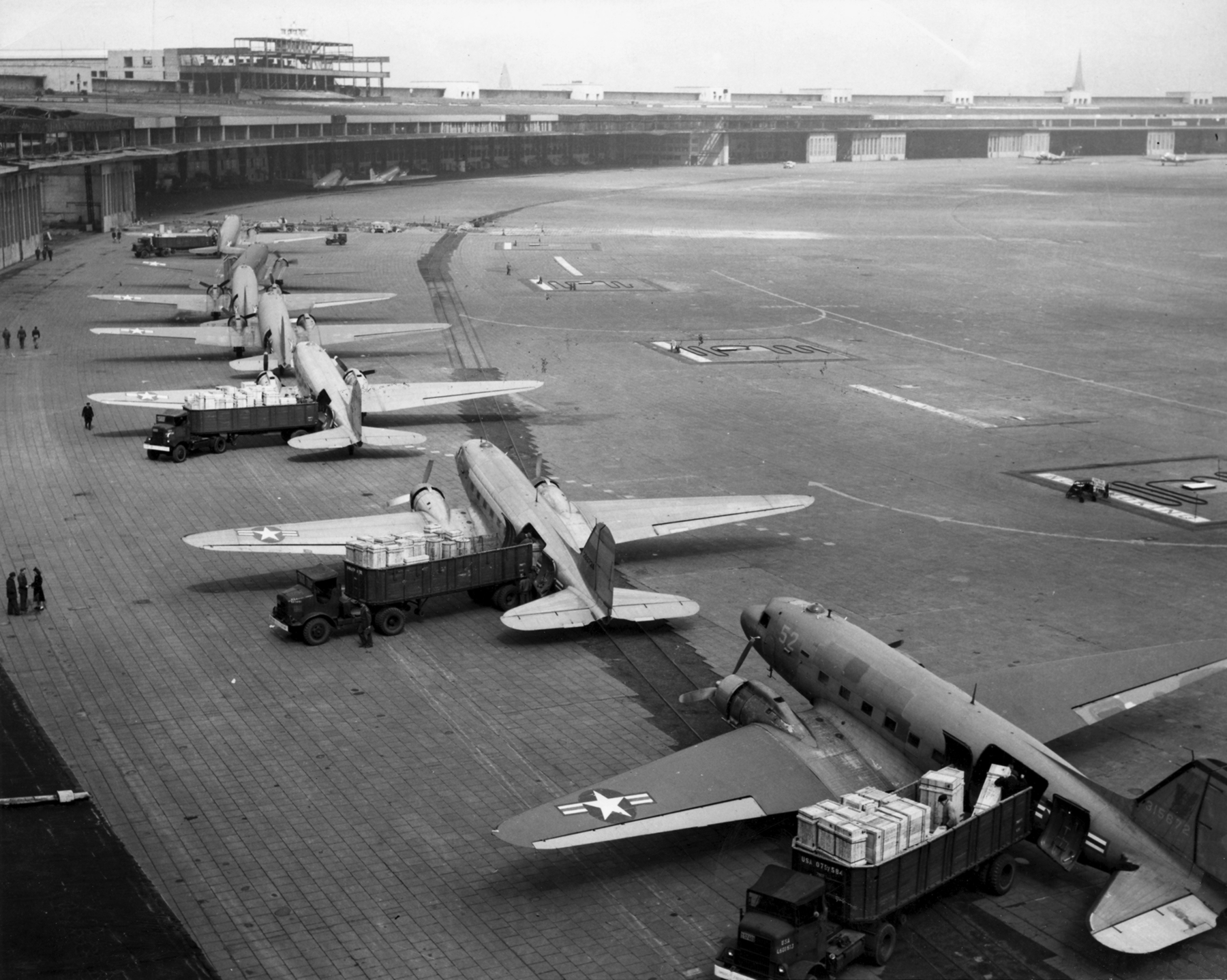
C-47s descarregando no aeroporto Tempelhof em Berlim durante o bloqueio de Berlim.

Os Estados Unidos e o Reino Unido fundiram suas zonas de ocupação no oeste da Alemanha na "Bizonia" (1 de janeiro de 1947, mais tarde "Trizonia", com a adição da zona de ocupação francesa em abril de 1949). Como parte da reconstrução econômica da Alemanha, no início de 1948, representantes de vários governos da Europa Ocidental e dos Estados Unidos anunciaram um acordo para a fusão de áreas da Alemanha Ocidental em um sistema governamental federal. Além disso, de acordo com o Plano Marshall, eles começaram a reindustrializar e reconstruir a economia da Alemanha Ocidental, incluindo a introdução de uma nova moeda, o marco alemão, para substituir a antiga moeda, o Reichsmark, que os soviéticos haviam degradado. Os Estados Unidos haviam decidido secretamente que uma Alemanha unificada e neutra era indesejável, com Walter Bedell Smith dizendo ao general Eisenhower "apesar da nossa posição anunciada, realmente não queremos nem pretendemos aceitar a unificação alemã sob quaisquer termos que os russos possam concordar, mesmo que pareçam atender a maioria de nossos requisitos".
Pouco tempo depois, Stalin instituiu o Bloqueio de Berlim (24 de junho de 1948 - 12 de maio de 1949), uma das primeiras grandes crises da Guerra Fria, impedindo que alimentos, materiais e suprimentos chegassem a Berlim Ocidental. Os Estados Unidos, o Reino Unido, a França, o Canadá, a Austrália, a Nova Zelândia e vários outros países começaram o maciço "transporte aéreo de Berlim", fornecendo alimentos e outras provisões a Berlim Ocidental.
Os soviéticos montaram uma campanha de relações públicas contra a mudança de política. Mais uma vez, os comunistas de Berlim Oriental tentaram interromper as eleições municipais de Berlim (como haviam feito nas eleições de 1946), que foram realizadas em 5 de dezembro de 1948 e produziram uma participação de 86,3% e uma vitória esmagadora para os não comunistas. partidos. Os resultados efetivamente dividiram a cidade nas versões leste e oeste de seu antigo território. 300 000 berlinenses demonstraram e instaram o transporte aéreo internacional a continuar e a piloto da Força Aérea dos EUA Gail Halvorsen criou a "Operação Vittles", que fornecia doces para crianças alemãs. Em maio de 1949, Stalin recuou e suspendeu o bloqueio.
Em 1952, Stalin propôs repetidamente um plano para unificar a Alemanha Oriental e Ocidental sob um único governo escolhido nas eleições supervisionadas pelas Nações Unidas para que a nova Alemanha ficasse fora das alianças militares ocidentais, mas essa proposta foi recusada pelas potências ocidentais. Algumas fontes contestam a sinceridade da proposta.

### Começo da OTAN e da Rádio Europa Livre

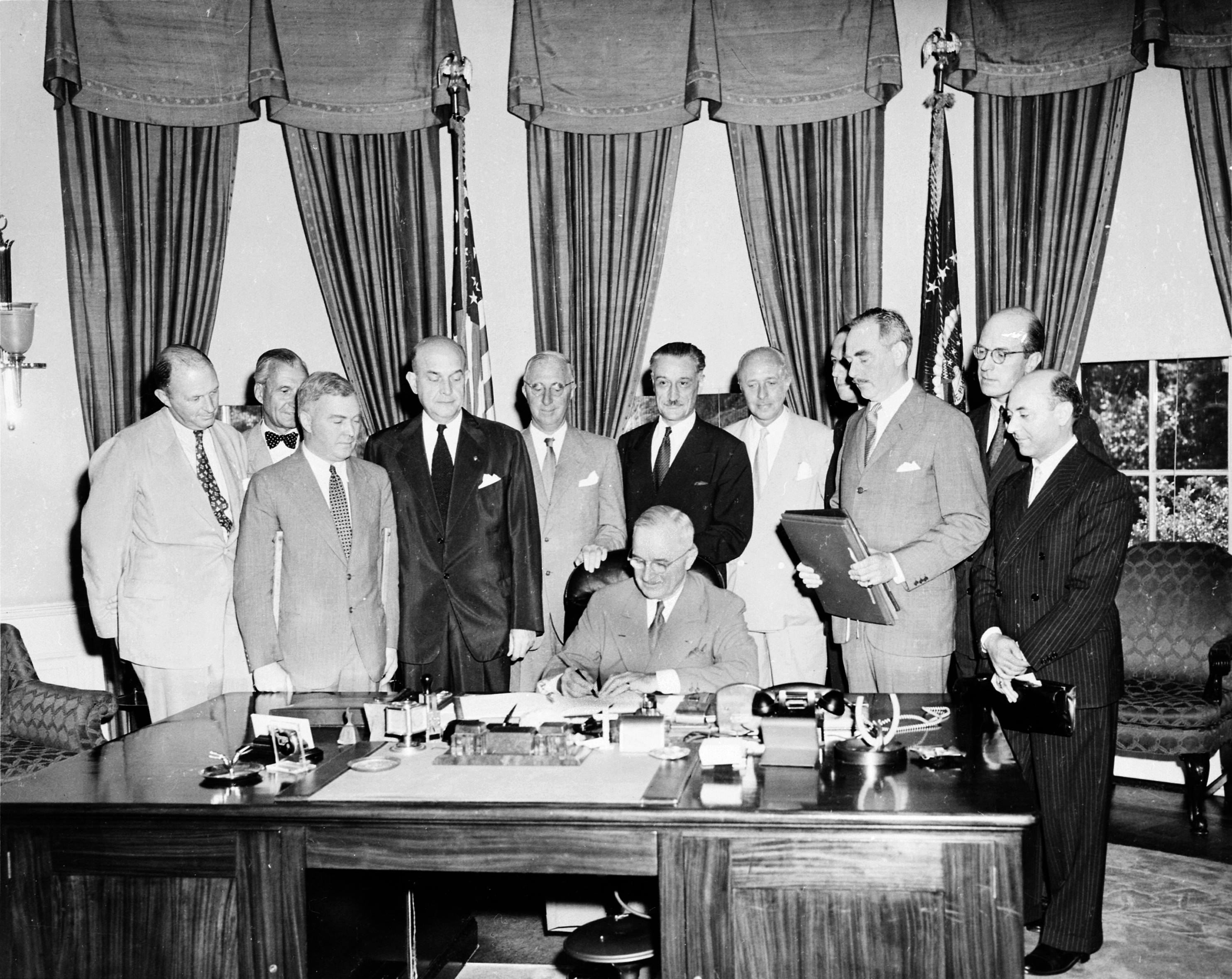
O presidente Truman assina o Tratado do Atlântico Norte com convidados no Salão Oval.

Reino Unido, França, Estados Unidos, Canadá e outros oito países da Europa Ocidental assinaram o Tratado do Atlântico Norte em abril de 1949, estabelecendo a Organização do Tratado do Atlântico Norte (OTAN). Em agosto, o primeiro dispositivo atômico soviético foi detonado em Semipalatinsk, na RSS Cazaque. Após as recusas soviéticas de participar de um esforço de reconstrução alemão iniciado pelos países da Europa Ocidental em 1948, Estados Unidos, Reino Unido e França lideraram o estabelecimento da Alemanha Ocidental a partir das três zonas ocidentais de ocupação em abril de 1949. A União Soviética proclamou sua zona de ocupação na Alemanha, a República Democrática Alemã, em outubro.
A mídia no Bloco Oriental era um órgão do estado, completamente dependente e subserviente ao partido comunista. As organizações de rádio e televisão eram de propriedade do Estado, enquanto a mídia impressa era de propriedade de organizações políticas, principalmente do partido comunista local. Transmissões de rádio soviéticas usavam a retórica marxista para atacar o capitalismo, enfatizando temas de exploração do trabalho, imperialismo e guerra.
Juntamente com as transmissões da British Broadcasting Corporation (BBC) e da Voz da América para a Europa Central e Oriental  um grande esforço de propaganda iniciado em 1949 foi a Radio Free Europe / Radio Liberty, dedicada a provocar o desaparecimento pacífico do sistema comunista no Bloco Oriental. A Radio Free Europe tentou alcançar esses objetivos, servindo como uma estação de rádio substituta, uma alternativa à imprensa doméstica controlada e dominada por partidos. A Radio Free Europe foi um produto de alguns dos arquitetos mais importantes da estratégia da Guerra Fria nos Estados Unidos, especialmente aqueles que acreditavam que a Guerra Fria acabaria sendo travada por meios políticos e não militares, como George F. Kennan.
Os formuladores de políticas estadunidenses, incluindo Kennan e John Foster Dulles, reconheceram que a Guerra Fria era, em essência, uma guerra de ideias. Os Estados Unidos, atuando através da CIA, financiaram uma longa lista de projetos para combater o apelo comunista entre intelectuais na Europa e no mundo em desenvolvimento. A CIA também patrocinou secretamente uma campanha de propaganda doméstica chamada "Cruzada pela Liberdade".
No início dos anos 1950, os Estados Unidos trabalharam para o rearmamento da Alemanha Ocidental e, em 1955, garantiram sua plena adesão à OTAN. Em maio de 1953, Lavrenti Beria, até então em um cargo no governo, havia feito uma proposta malsucedida de permitir a reunificação de uma Alemanha neutra para impedir a incorporação da Alemanha Ocidental na OTAN.

### Guerra Civil Chinesa, SEATO e NSC-68

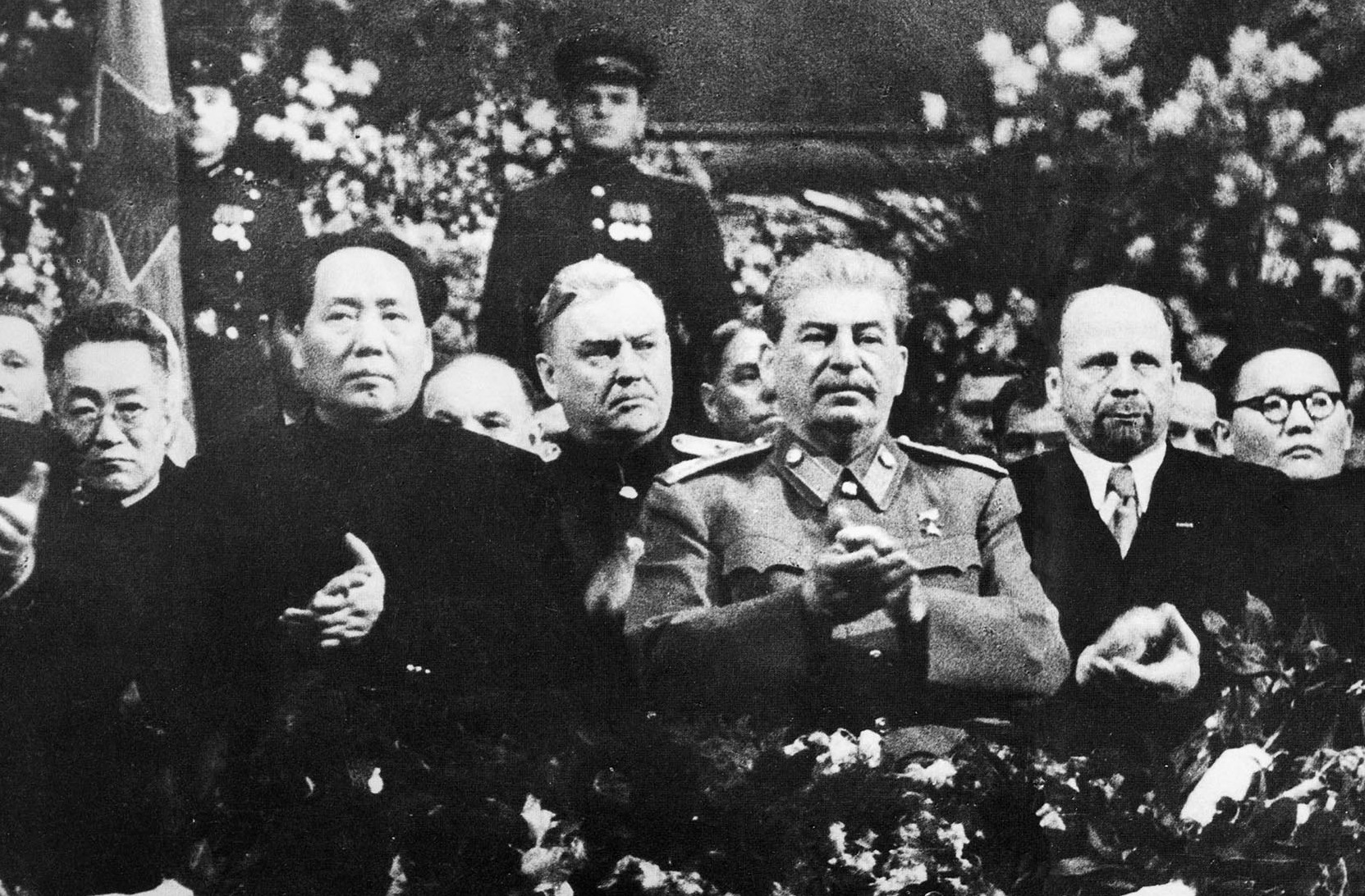
Mao Zedong e Joseph Stalin em Moscou, dezembro de 1949.

Em 1949, o Exército de Libertação Popular de Mao Zedong derrotou o governo nacionalista do Kuomintang (KMT), liderado por Chiang Kai-shek (KMT) e apoiado pelos Estados Unidos, na China e a União Soviética imediatamente criou uma aliança com a recém-formada República Popular da China. Segundo o historiador norueguês Odd Arne Westad, os comunistas venceram a Guerra Civil porque cometeram menos erros militares do que Chiang Kai-Shek e porque, em sua busca por um poderoso governo centralizado, Chiang antagonizou muitos grupos de interesse na China. Além disso, seu partido foi enfraquecido durante a guerra contra o Japão. Enquanto isso, os comunistas disseram a diferentes grupos, como os camponeses, exatamente o que eles queriam ouvir e se esconderam sob a capa do nacionalismo chinês.
Confrontado com a revolução comunista na China e o fim do monopólio atômico americano em 1949, o governo Truman rapidamente se moveu para escalar e expandir sua doutrina de contenção. No NSC 68, um documento secreto de 1950, o Conselho de Segurança Nacional instituiu uma política maquiavélica enquanto propunha reforçar os sistemas de alianças pró-ocidentais e quadruplicar os gastos em defesa. Truman, sob a influência do conselheiro Paul Nitze, via a política de contenção como uma forma de reverter completamente a influência soviética em todas as suas formas.
As autoridades dos Estados Unidos se moveram para expandir essa versão de contenção na Ásia, África e América Latina, a fim de combater movimentos nacionalistas revolucionários, frequentemente liderados por partidos comunistas financiados pela URSS, lutando contra a restauração dos impérios coloniais da Europa no sudeste asiático. e em outro lugar. Dessa maneira, esses Estados Unidos exercitariam "projeção de poder", se oporiam à neutralidade e estabeleceriam a hegemonia global. No início dos anos 1950 (período conhecido como "Pactomania"), os Estados Unidos formalizaram uma série de alianças com Japão, Austrália, Nova Zelândia, Tailândia e Filipinas (principalmente ANZUS em 1951 e SEATO em 1954), assim garantindo várias bases militares estadunidenses de longo prazo ao redor do mundo.

### Guerra da Coreia

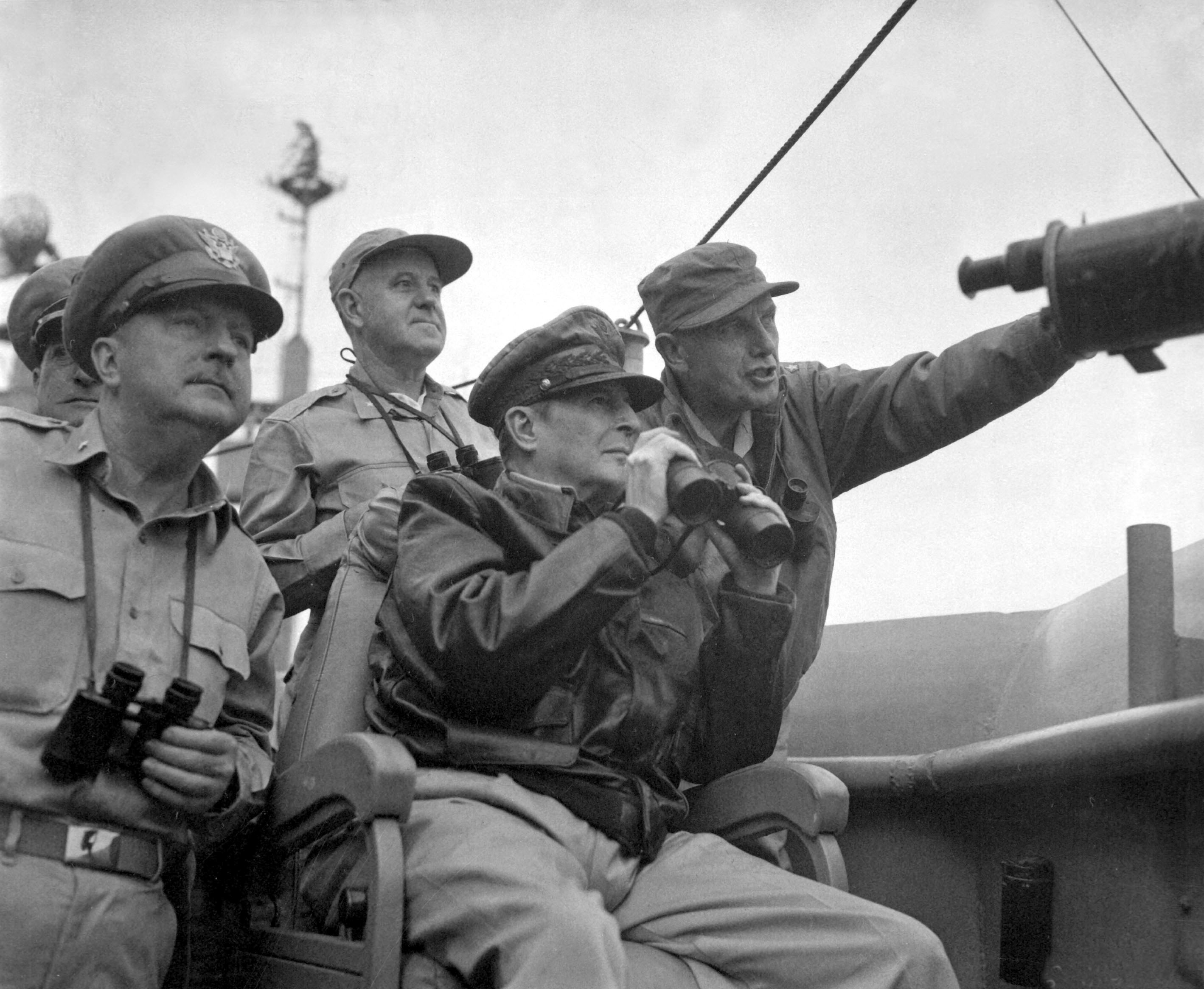
O general Douglas MacArthur (sentado), observa o bombardeio naval de Incheon, 15 de setembro de 1950.

Um dos exemplos mais significativos da implementação da contenção foi a intervenção dos Estados Unidos na Guerra da Coreia. Em junho de 1950, depois de anos de hostilidades mútuas, o Exército Popular da Coreia de Kim Il-sung invadiu a Coreia do Sul no 38ª paralelo. Stalin relutou em apoiar a invasão, mas acabou mandando conselheiros. Para surpresa de Stalin, as resoluções 82 e 83 do Conselho de Segurança das Nações Unidas apoiaram a defesa da Coreia do Sul, embora os soviéticos estivessem boicotando reuniões em protesto ao fato de Taiwan, e não a China comunista, ocupar um assento permanente no Conselho de Segurança da ONU, então apenas a Iugoslávia votou contra. Uma força das Nações Unidas de dezesseis países enfrentou a Coreia do Norte, embora 40% das tropas fossem sul-coreanas e cerca de 50% fossem dos Estados Unidos.
Os Estados Unidos inicialmente pareciam seguir a contenção quando entraram pela primeira vez na guerra. Isso direcionou a ação estadunidense a empurrar apenas a Coreia do Norte através do paralelo 38 e restaurar a soberania da Coreia do Sul, permitindo a sobrevivência da Norte como um Estado independente. No entanto, o sucesso do desembarque de Inchon inspirou os Estados Unidos e as Nações Unidas a adotarem uma estratégia de reversão e a derrubar a Coreia do Norte comunista, permitindo assim eleições nacionais sob os auspícios da ONU.

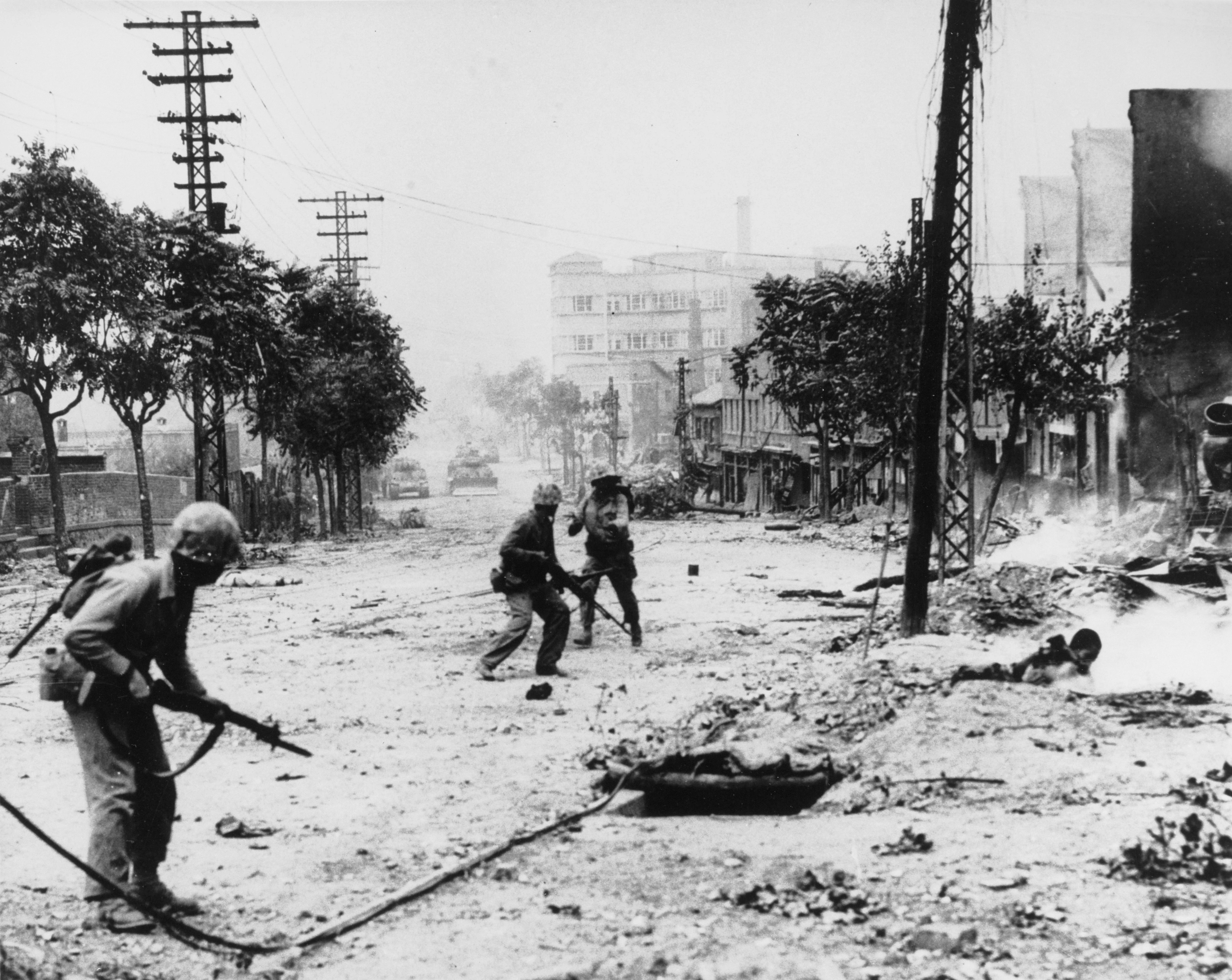
Marines dos EUA envolvidos em brigas de rua durante a libertação de Seul, setembro de 1950.

O general Douglas MacArthur então avançou pelo 38º paralelo para a Coreia do Norte. Os chineses, temerosos de uma possível presença dos Estados Unidos em sua fronteira ou mesmo de uma invasão por eles, enviaram um grande exército e derrotaram as forças da ONU. Truman sugeriu publicamente que ele poderia usar sua bomba atômica, mas Mao não se comoveu. O episódio foi usado para apoiar a sabedoria da doutrina de contenção, em oposição à reversão. Mais tarde, os comunistas foram levados a contornar a fronteira original, com mudanças mínimas. Entre outros efeitos, a Guerra da Coreia galvanizou a OTAN a desenvolver uma estrutura militar. A opinião pública nos países envolvidos, como o Reino Unido, foi dividida a favor e contra a guerra.
Após a aprovação do armistício em julho de 1953, o líder coreano Kim Il Sung criou uma ditadura totalitária altamente centralizada, de acordo com o poder ilimitado de sua família e gerando um intenso culto à personalidade. No sul, o ditador Syngman Rhee, apoiado pelos Estados Unidos, administrou um regime anticomunista profundamente violento.  Apesar de Rhee ter sido derrubado em 1960, a Coreia do Sul continuou a ser governada por um governo militar de ex-colaboradores japoneses até o restabelecimento de um sistema multipartidário no final da década de 1980.

## Crise e escalada (1953-1962)

### Khrushchev, Eisenhower e desestalinização
Em 1953, mudanças na liderança política de ambos os lados mudaram a dinâmica da Guerra Fria. Dwight D. Eisenhower tomou posse como presidente estadunidense em janeiro. Nos últimos 18 meses do governo Truman, o orçamento de defesa norte-americano quadruplicou e Eisenhower passou a reduzir os gastos militares em um terço, enquanto continuava a combater a Guerra Fria de maneira eficaz.

Forças das tropas da OTAN e do Pacto de Varsóvia na Europa em 1959.

Após a morte de Josef Stalin, Nikita Khrushchev tornou-se o líder soviético após o depoimento e execução de Lavrentiy Beria e o afastamento dos rivais Georgy Malenkov e Vyacheslav Molotov. Em 25 de fevereiro de 1956, Khrushchev chocou os delegados do 20º Congresso do Partido Comunista Soviético ao catalogar e denunciar os crimes de Stalin. Como parte de uma campanha de  desestalinização, ele declarou que a única maneira de reformar e se afastar das políticas de Stalin seria reconhecer os erros cometidos no passado.
Em 18 de novembro de 1956, enquanto falava com os embaixadores ocidentais em uma recepção na embaixada da Polônia em Moscou, Krushchev usou sua famosa expressão "goste ou não, a história está do nosso lado. Vamos enterrar você", chocando todos os presentes. Mais tarde, ele disse que não estava falando sobre guerra nuclear, mas sobre a vitória historicamente determinada do comunismo sobre o capitalismo. Em 1961, Khrushchev declarou que, mesmo que a URSS estivesse atrás do Ocidente, em uma década sua escassez de moradias desaparecesse, os bens de consumo seriam abundantes e, em duas décadas, a "construção de uma sociedade comunista" na URSS seria concluída.
O secretário de Estado de Eisenhower, John Foster Dulles, iniciou um "novo visual" para a estratégia de contenção, pedindo uma maior dependência de armas nucleares contra inimigos dos Estados Unidos em tempos de guerra. Dulles também enunciou a doutrina da "retaliação maciça", ameaçando uma resposta severa dos Estados Unidos a qualquer agressão soviética. Possuir superioridade nuclear, por exemplo, permitiu a Eisenhower enfrentar as ameaças soviéticas de intervir no Oriente Médio durante a crise de Suez em 1956. Os planos estadunidenses para uma guerra nuclear no final da década de 1950 incluíam a "destruição sistemática" de 1 200 grandes centros urbanos do Bloco Oriental e da China, incluindo Moscou, Berlim Oriental e Pequim, com suas populações civis entre os principais alvos.
Apesar dessas ameaças, havia grandes esperanças de afastamento quando ocorreu um aumento na diplomacia em 1959, incluindo uma visita de duas semanas de Krushchev aos Estados Unidos e planos para uma cúpula entre as duas potências para maio de 1960. No entanto, a conferência foi cancelada pelo escândalo do avião espião U-2, no entanto, no qual Eisenhower foi pego mentindo para o mundo sobre a invasão de aeronaves de vigilância dos Estados Unidos no território soviético.

### Pacto de Varsóvia e Revolução Húngara

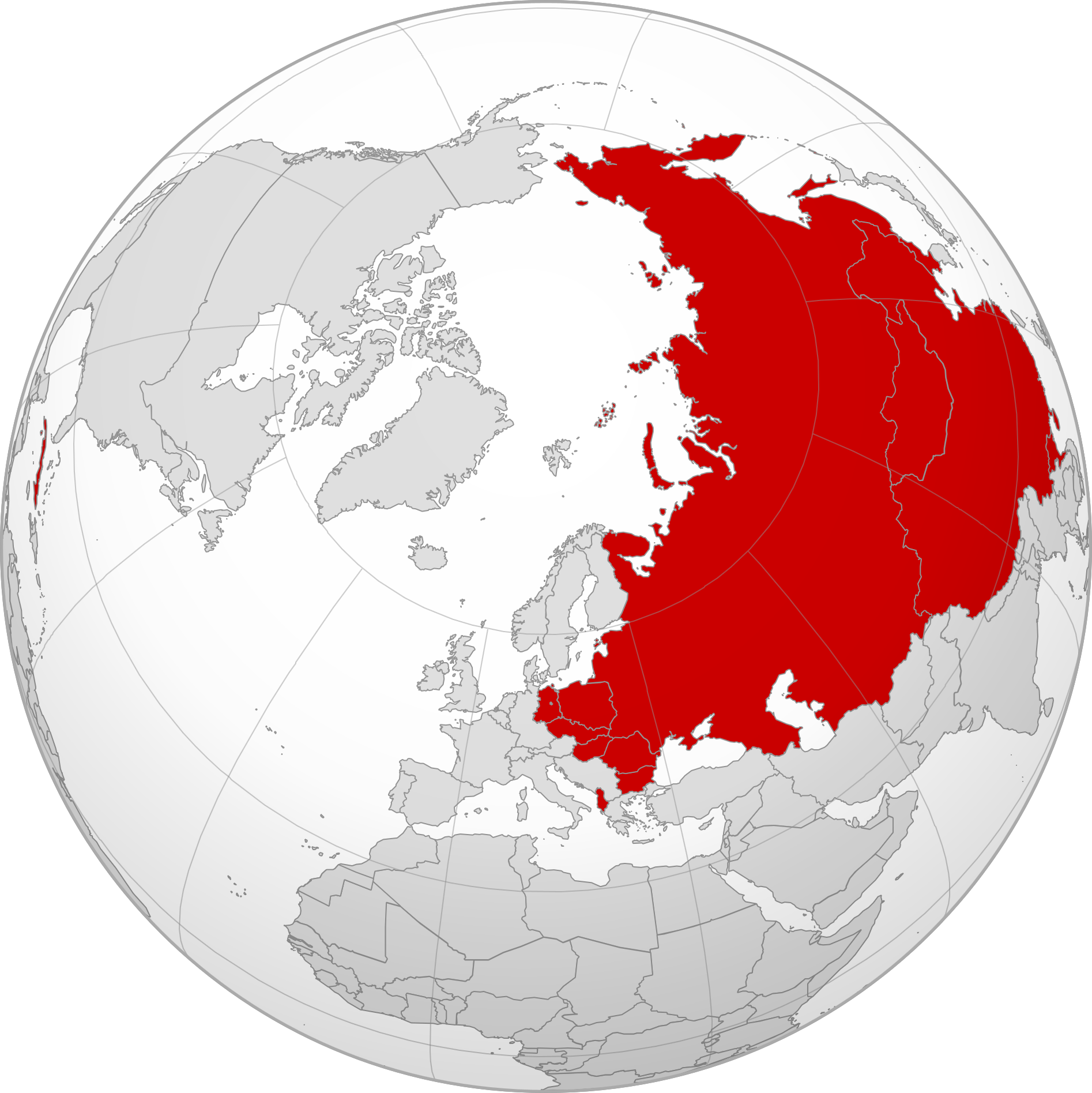
A extensão territorial máxima da influência soviética, após a Revolução Cubana de 1959 e antes da cisão sino-soviética oficial de 1961.

Enquanto a morte de Stalin em 1953 diminuiu levemente as tensões, a situação na Europa permaneceu uma trégua armada desconfortável. Os soviéticos, que já haviam criado uma rede de tratados de assistência mútua no Bloco Oriental em 1949, estabeleceram uma aliança formal, o Pacto de Varsóvia, em 1955, que opunha-se à OTAN.
A Revolução Húngara de 1956 ocorreu logo após Khrushchev organizar a remoção do líder stalinista húngaro Mátyás Rákosi. Em resposta a uma revolta popular, o novo regime formalmente dissolveu a polícia secreta, declarou sua intenção de se retirar do Pacto de Varsóvia e prometeu restabelecer eleições livres. O exército soviético então invadiu. Milhares de húngaros foram presos e deportados para a União Soviética e aproximadamente 200 000 deles fugiram da Hungria em meio ao caos. O líder húngaro Imre Nagy e outros foram executados após julgamentos soviéticos secretos.
De 1957 a 1961, Khrushchev ameaçou aberta e repetidamente o Ocidente com a aniquilação nuclear. Ele alegou que as capacidades dos mísseis soviéticos eram muito superiores às dos Estados Unidos, capazes de destruir qualquer cidade estadunidense ou europeia. De acordo com John Lewis Gaddis, Khrushchev rejeitava a "crença de Stalin na inevitabilidade da guerra", no entanto. O novo líder declarou que seu objetivo final era "coexistência pacífica". Na formulação de Krushchev, a paz permitiria o colapso do capitalismo por conta própria e também daria aos soviéticos tempo para aumentar suas capacidades militares, o que permaneceu por décadas até o "novo pensamento" de Gorbachev, que previa a coexistência pacífica como um fim em si mesmo e não como uma forma de luta de classes.
Os eventos na Hungria produziram fraturas ideológicas nos partidos comunistas do mundo, particularmente na Europa Ocidental, com grande declínio de membros, pois muitos países ocidentais e comunistas se sentiram desiludidos com a brutal resposta soviética. Os partidos comunistas no Ocidente nunca se recuperariam do efeito que a Revolução Húngara teve sobre seus membros, fato que foi imediatamente reconhecido por alguns, como o político iugoslavo Milovan Đilas, que logo depois que a revolução foi esmagada disse que as "feridas que a Revolução Húngara infligiu ao comunismo nunca podem ser completamente curadas".

### Ultimato de Berlim
Em novembro de 1958, Khrushchev fez uma tentativa frustrada de transformar Berlim em uma "cidade livre" independente e desmilitarizada. Deu aos Estados Unidos, Reino Unido e França um ultimato de seis meses para retirar suas tropas dos setores que ainda ocupavam em Berlim Ocidental, ou ele transferiria o controle dos direitos de acesso ocidentais aos alemães orientais. Khrushchev explicou anteriormente a Mao Zedong que "Berlim é os testículos do Ocidente. Toda vez que quero fazer o Ocidente gritar, aperto Berlim". A OTAN rejeitou formalmente o ultimato em meados de dezembro e Khrushchev retirou-o em troca de uma conferência de Genebra sobre a questão alemã. 

### Acúmulo militar estadunidense

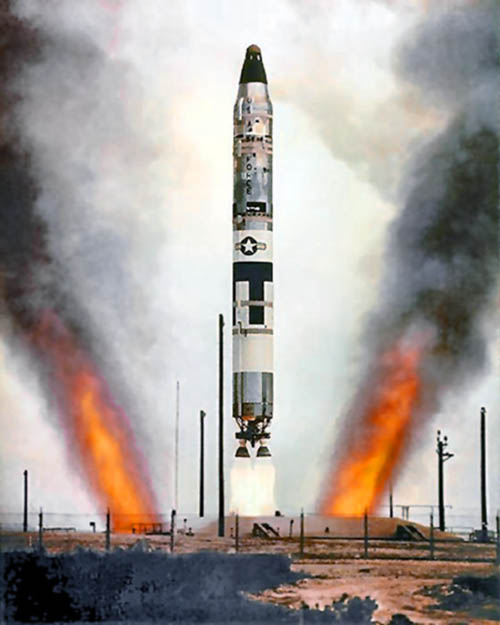
A "resposta flexível" representou a capacidade de combater todos os espectros de guerra, não apenas com armas nucleares como este míssil Titan II.

A política externa de Kennedy foi dominada por confrontos norte-americanos com a União Soviética, manifestados por guerras por procuração. Como Truman e Eisenhower, Kennedy apoiava a contenção para impedir a propagação do comunismo. A política do presidente Eisenhower havia enfatizado o uso de armas nucleares menos caras para impedir a agressão soviética, ameaçando ataques nucleares maciços por toda a União Soviética. As armas nucleares eram muito mais baratas do que manter um grande exército permanente, então Eisenhower cortou as forças convencionais para economizar dinheiro. Kennedy implementou uma nova estratégia conhecida como resposta flexível. Essa estratégia contava com armas convencionais para atingir objetivos limitados. Como parte dessa política, Kennedy expandiu as forças de operações especiais dos Estados Unidos, unidades militares de elite que poderiam combater de maneira não convencional em vários conflitos. Kennedy esperava que a estratégia de resposta flexível permitisse aos Estados Unidos combater a influência soviética sem recorrer à guerra nuclear.

### Competição no Terceiro Mundo
Os movimentos nacionalistas em alguns países e regiões, notadamente Guatemala, Indonésia e Indochina, eram frequentemente aliados a grupos comunistas ou, de outra forma, vistos como hostis aos interesses ocidentais. Nesse contexto, os Estados Unidos e a União Soviética competiam cada vez mais por influência no Terceiro Mundo, à medida que a descolonização ganhava impulso nos anos 1950 e no início dos anos 1960. Ambos os lados estavam vendendo armamentos para ganhar influência. O Kremlin viu as contínuas perdas territoriais das potências imperiais como presságio da eventual vitória de sua ideologia.
Os Estados Unidos usaram a Agência Central de Inteligência (CIA) para minar os governos neutros ou hostis do Terceiro Mundo e apoiar os aliados. Em 1953, o presidente Eisenhower implementou a Operação Ajax, uma operação secreta de golpe para derrubar o primeiro-ministro iraniano, Mohammad Mosaddegh, que foi popularmente eleito e era um inimigo do Reino Unido no Oriente Médio desde a nacionalização da Companhia Anglo-Iraniana de Petróleo, de propriedade britânica, em 1951. Winston Churchill disse aos Estados Unidos que Mosaddegh estava "cada vez mais se voltando para a influência comunista". O xá pró-ocidental, Mohammad Reza Pahlavi, assumiu o controle como um monarca autocrático.

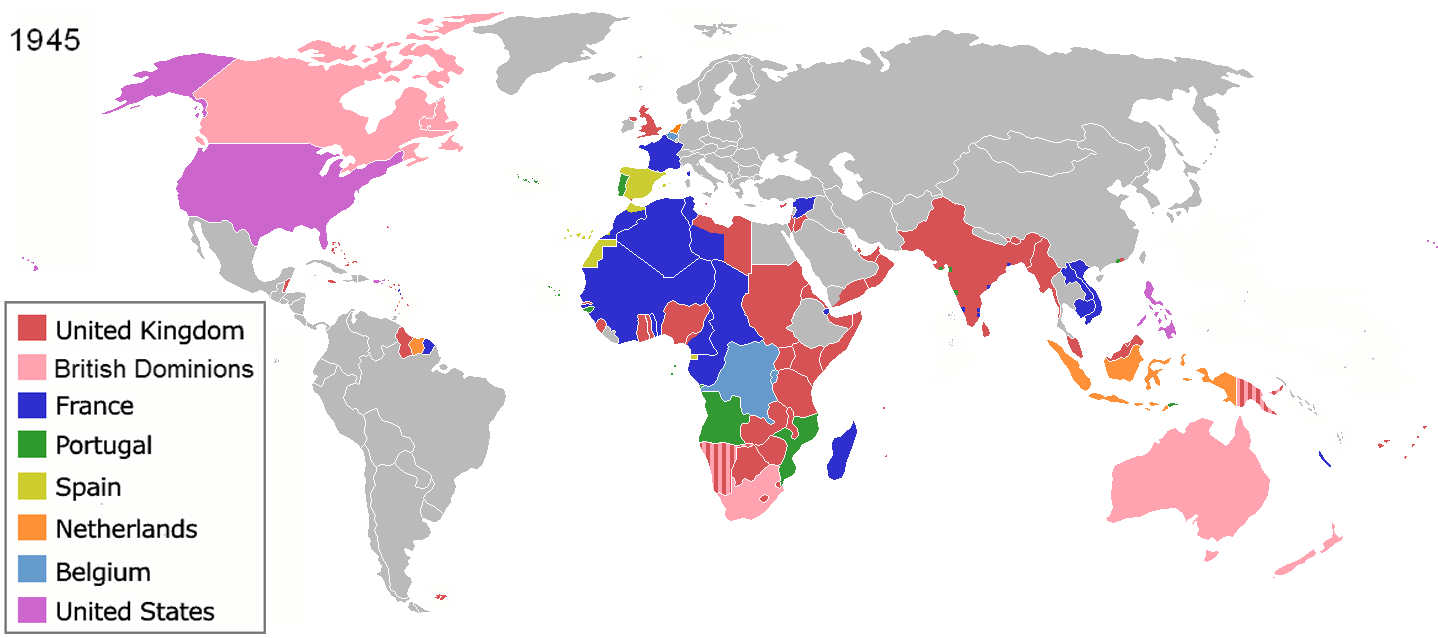
Os impérios coloniais ocidentais na Ásia e na África entraram em colapso nos anos seguintes a 1945.

Na Guatemala, uma república das bananas, o golpe de Estado guatemalteco de 1954 derrubou o presidente de esquerda Jacobo Árbenz com apoio material da CIA. O governo pós-Arbenz - uma junta militar liderada por Carlos Castillo Armas - revogou uma lei progressista de reforma agrária, devolveu propriedades nacionalizadas pertencentes à United Fruit Company, criou um Comitê Nacional de Defesa Contra o Comunismo e decretou uma Prevenção Penal Lei Contra o Comunismo, a pedido dos Estados Unidos.
O governo indonésio não alinhado de Sukarno enfrentou uma grande ameaça à sua legitimidade a partir de 1956, quando vários comandantes regionais começaram a exigir autonomia de Jacarta. Depois que a mediação falhou, Sukarno tomou medidas para remover os comandantes dissidentes. Em fevereiro de 1958, os comandantes militares dissidentes no centro de Sumatera (coronel Ahmad Hussein) e no sul de Sulawesi (coronel Ventje Sumual) declararam o governo revolucionário da República da Indonésia - movimento permesta destinado a derrubar o regime de Sukarno. A eles se juntaram muitos políticos civis do Partido Masyumi, como Sjafruddin Prawiranegara, que se opunham à crescente influência do partido comunista Partai Komunis Indonésia. Devido à sua retórica anticomunista, os rebeldes receberam armas, fundos e outras ajudas secretas da CIA até Allen Lawrence Pope, um piloto americano, ser abatido após um bombardeio a Ambon em abril de 1958. O governo central respondeu lançando invasões militares aéreas e marítimas das fortalezas rebeldes Padang e Manado. No final de 1958, os rebeldes foram derrotados militarmente e os últimos grupos de guerrilhas rebeldes restantes se renderam em agosto de 1961.

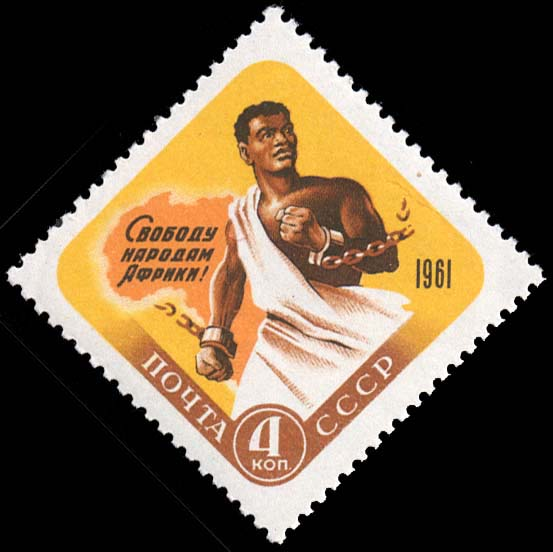
Selo soviético de 1961 exigindo a liberdade para as nações africanas.

Um mapa animado mostra a ordem da independência das nações africanas (1950–2011).

Na República do Congo, independente da Bélgica desde junho de 1960, o presidente Joseph Kasa-Vubu, que havia sido implantado pela CIA, ordenou a demissão do primeiro-ministro democraticamente eleito Patrice Lumumba e do gabinete governamental em setembro. Na crise do Congo que se seguiu, o coronel Mobutu Sese Seko, apoiado pela CIA, rapidamente mobilizou suas forças para tomar o poder através de um golpe militar e trabalhou com agências de inteligência ocidentais para assassinar Lumumba.
Na Guiana Britânica, o candidato esquerdista do Partido Popular Progressista (PPP), Cheddi Jagan, conquistou o cargo de ministro-chefe em uma eleição administrada colonialmente em 1953, mas foi rapidamente forçado a renunciar ao poder após a suspensão da constituição da nação ainda dependente do Reino Unido. Envergonhados pela vitória eleitoral esmagadora do partido supostamente marxista de Jagan, os britânicos aprisionaram a liderança do PPP e manobraram a organização em uma ruptura divisória em 1955, criando uma divisão entre Jagan e seus colegas do PPP. Jagan venceu novamente as eleições coloniais em 1957 e 1961; apesar da mudança britânica para uma reconsideração de sua visão do Jagan de esquerda como um comunista de estilo soviético naquele momento, os Estados Unidos pressionaram o Reino Unido a reter a independência da Guiana até que uma alternativa a Jagan pudesse ser identificada, apoiada e trazida no cargo.
Desgastados pela guerra de guerrilha comunista pela independência do Vietnã e derrotados pelos rebeldes comunistas vietnamitas na Batalha de Dien Bien Phu, em 1954, os franceses aceitaram o abandono negociado de sua participação colonial no Vietnã. Na Conferência de Genebra, foram assinados acordos de paz, deixando o Vietnã dividido entre uma administração pró-soviética no Vietnã do Norte e uma administração pró-ocidental no Vietnã do Sul, em uma divisão marcada no 17º paralelo norte. Entre 1954 e 1961, os Estados Unidos de Eisenhower enviaram ajuda econômica e assessores militares para fortalecer o regime pró-ocidental do Vietnã do Sul contra os esforços comunistas de desestabilizá-lo.
Muitos países emergentes da Ásia, África e América Latina rejeitaram a pressão para escolher lados na competição Ocidente-Oriente. Em 1955, na Conferência de Bandung, na Indonésia, dezenas de governos do Terceiro Mundo resolveram ficar de fora da Guerra Fria. O consenso alcançado em Bandung culminou com a criação do Movimento Não Alinhado, com sede em Belgrado, em 1961. Enquanto isso, Krushchev ampliou a política de Moscou para estabelecer laços com a Índia e outros importantes Estados neutros. Os movimentos de independência no Terceiro Mundo transformaram a ordem do pós-guerra em um mundo mais pluralista de nações descolonizadas da África e do Oriente Médio e de crescente nacionalismo na Ásia e na América Latina.

### Divisão sino-soviética

Um mapa mostrando as relações dos Estados comunistas após a cisão sino-soviética em 1980.

O período após 1956 foi marcado por sérios contratempos para a União Soviética, principalmente o colapso da aliança sino-soviética, iniciando a cisão sino-soviética. Mao havia defendido Stalin quando Khrushchev o criticou em 1956 e tratou o novo líder soviético como um iniciante superficial, acusando-o de ter perdido sua vantagem revolucionária. Por seu lado, Krushchev, perturbado pela atitude simplista de Mao em relação à guerra nuclear, se referiu ao líder chinês como um "lunático no trono".
Depois disso, Krushchev fez muitas tentativas desesperadas de reconstituir a aliança sino-soviética, mas Mao considerou-a inútil e negou qualquer proposta. A animosidade sino-soviética se espalhou em uma guerra de propaganda intra-comunista. Mais adiante, os soviéticos se concentraram em uma amarga rivalidade com a China de Mao pela liderança do movimento comunista global. O historiador Lorenz M. Lüthi argumenta:
A divisão sino-soviética foi um dos principais eventos da Guerra Fria, de igual importância que a construção do Muro de Berlim, a Crise dos Mísseis Cubanos, a Segunda Guerra do Vietnã e a reaproximação sino-americana. A divisão ajudou a determinar a estrutura da Segunda Guerra Fria em geral e influenciou o curso da Segunda Guerra do Vietnã em particular.

### Corrida espacial

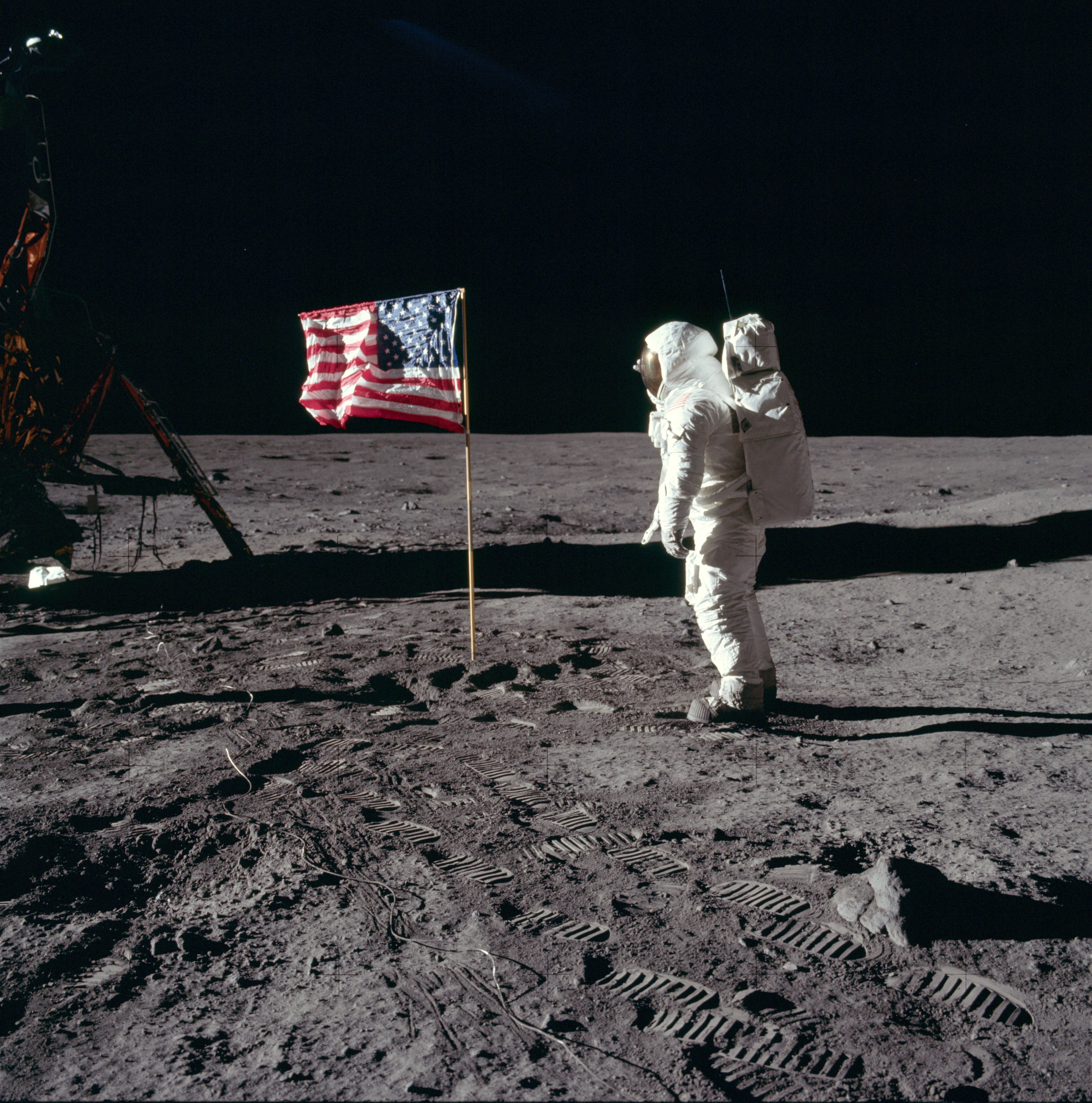
Os Estados Unidos chegaram à Lua em 1969.

Na frente de armas nucleares, os Estados Unidos e a URSS perseguiram o rearmamento nuclear e desenvolveram armas de longo alcance com as quais poderiam atingir o território da outra. Em agosto de 1957, os soviéticos lançaram com sucesso o primeiro míssil balístico intercontinental do mundo e em outubro eles lançaram o primeiro satélite terrestre, o Sputnik 1. O lançamento do Sputnik inaugurou a Corrida Espacial. Isso culminou nos desembarques da Apollo Moon, que o astronauta Frank Borman mais tarde descreveu como "apenas uma batalha na Guerra Fria".

### Revolução Cubana e a Invasão da Baía dos Porcos

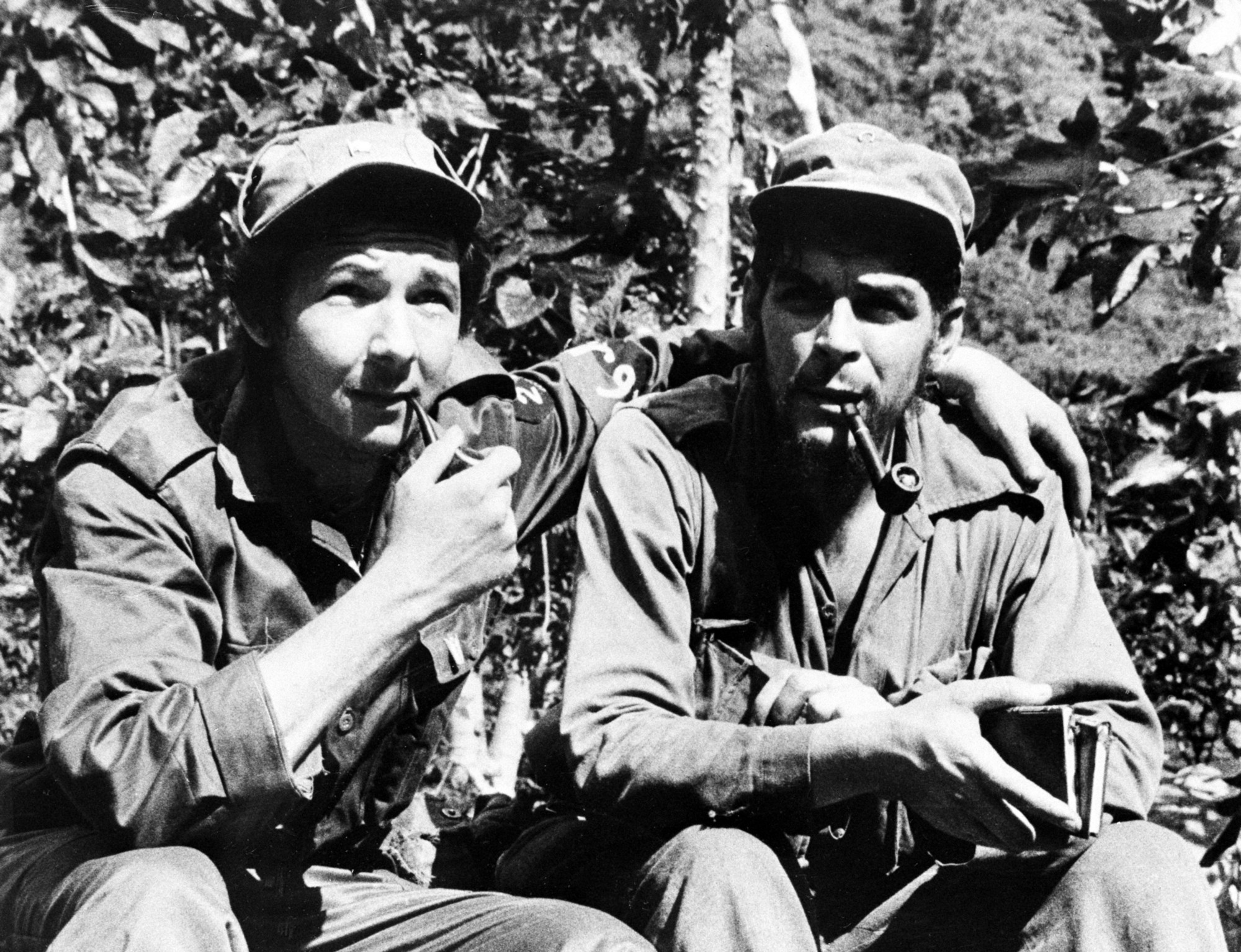
Raul Castro (à esquerda) e Che Guevara (à direita) em 1958.

Em Cuba, o Movimento 26 de julho, liderado pelos jovens revolucionários Fidel Castro e Che Guevara, tomou o poder na Revolução Cubana em 1º de janeiro de 1959, derrubando o presidente Fulgencio Batista, cujo regime impopular havia sido negado armas pelo governo Eisenhower.
As relações diplomáticas entre Cuba e Estados Unidos continuaram por algum tempo após a queda de Batista, mas o presidente Eisenhower deliberadamente deixou a capital para evitar encontrar Castro durante a viagem deste a Washington, D.C. em abril, deixando o vice-presidente Richard Nixon para conduzir a reunião em seu lugar. Cuba começou a negociar a compra de armas do Bloco Oriental em março de 1960.
Em janeiro de 1961, pouco antes de deixar o cargo, Eisenhower interrompeu formalmente as relações com o governo cubano. Em abril de 1961, a administração do recém-eleito presidente americano John F. Kennedy montou uma invasão organizada pela CIA, mas mal-sucedida, na ilha em Playa Girón e Playa Larga na província de Santa Clara — um fracasso que humilhou publicamente os Estados Unidos. Castro respondeu adotando publicamente o marxismo-leninismo e a União Soviética prometeu fornecer mais apoio.

### Crise de Berlim de 1961

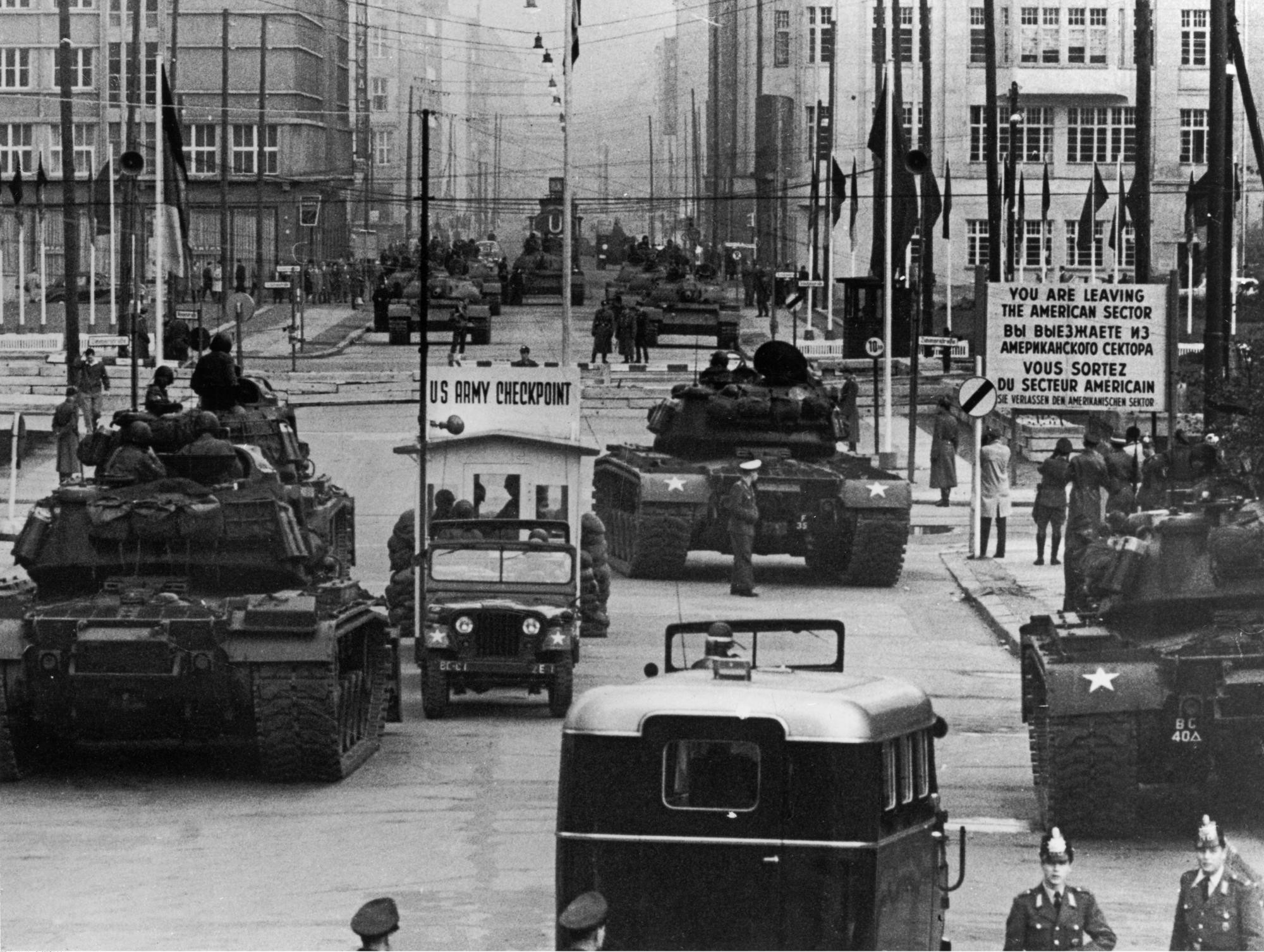
Tanques soviéticos e americanos se enfrentam no Checkpoint Charlie durante a crise de Berlim de 1961.

A Crise de Berlim de 1961 foi o último grande incidente da Guerra Fria em relação ao estatuto de Berlim e da Alemanha após a Segunda Guerra Mundial. No início da década de 1950, a abordagem soviética para restringir o movimento de emigração foi imitada pela maior parte do restante do Bloco Oriental.
No entanto, centenas de milhares de alemães orientais emigraram anualmente para a Alemanha Ocidental através de uma "brecha" no sistema que existia entre Berlim Oriental e Berlim Ocidental, onde as quatro potências de ocupação da Segunda Guerra Mundial administravam o movimento.
A emigração resultou em uma "fuga de cérebros" maciça da Alemanha Oriental para a Alemanha Ocidental de profissionais mais jovens, de tal forma que quase 20% da população da Alemanha Oriental havia migrado para a Alemanha Ocidental em 1961. Em junho, a União Soviética emitiu um novo ultimato exigindo a retirada das forças aliadas de Berlim Ocidental. O pedido foi rejeitado e, em 13 de agosto, a Alemanha Oriental ergueu uma barreira de arame farpado que eventualmente seria expandida através da construção do Muro de Berlim, o que efetivamente fechou a brecha.

### Crise de mísseis cubanos e queda de Khrushchev

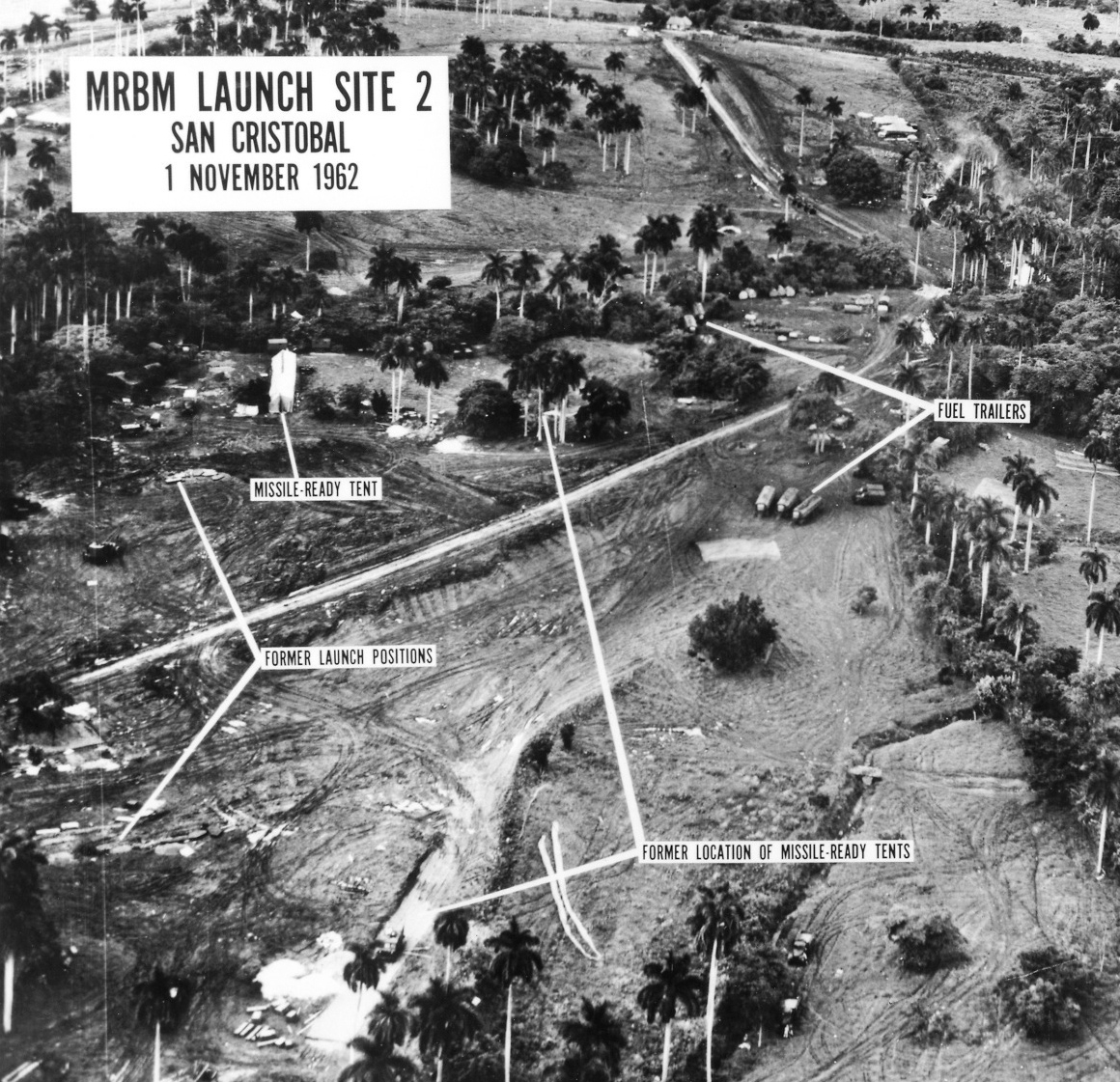
Fotografia aérea de um local de mísseis soviéticos em Cuba, tirada por um avião espião dos Estados Unidos, em 1 de novembro de 1962.

O governo Kennedy continuou buscando maneiras de expulsar Castro após a invasão da Baía dos Porcos, experimentando várias maneiras de secretamente facilitar a derrubada do governo cubano. Esperanças significativas foram depositadas em um programa secreto chamado Projeto Cubano, desenvolvido sob o governo Kennedy em 1961. Khrushchev soube do projeto em fevereiro de 1962 e os preparativos para instalar mísseis nucleares soviéticos em Cuba foram realizados como resposta.
Alarmado, Kennedy considerou várias reações. Finalmente, ele respondeu à instalação de mísseis nucleares em Cuba com um bloqueio naval e apresentou um ultimato aos soviéticos. Krushchev recuou de um confronto e a União Soviética retirou os mísseis em troca de uma promessa estadunidense de não invadir Cuba novamente. Castro mais tarde admitiu que "eu teria concordado com o uso de armas nucleares ... tínhamos como certo que se tornaria uma guerra nuclear de qualquer maneira e que iríamos desaparecer."
A crise dos mísseis cubanos (outubro a novembro de 1962) aproximou o mundo de uma guerra nuclear mais do que nunca.
Em 1964, os colegas do Kremlin de Khrushchev conseguiram expulsá-lo, mas permitiram uma aposentadoria pacífica. Acusado de grosseria e incompetência, ele também foi creditado por arruinar a agricultura soviética e levar o mundo à beira da guerra nuclear. Khrushchev tornou-se um constrangimento internacional quando autorizou a construção do Muro de Berlim, uma humilhação pública do marxismo-leninismo.

## Do confronto àdétente(1962-1979)

Forças das tropas da OTAN e do Pacto de Varsóvia na Europa em 1973.

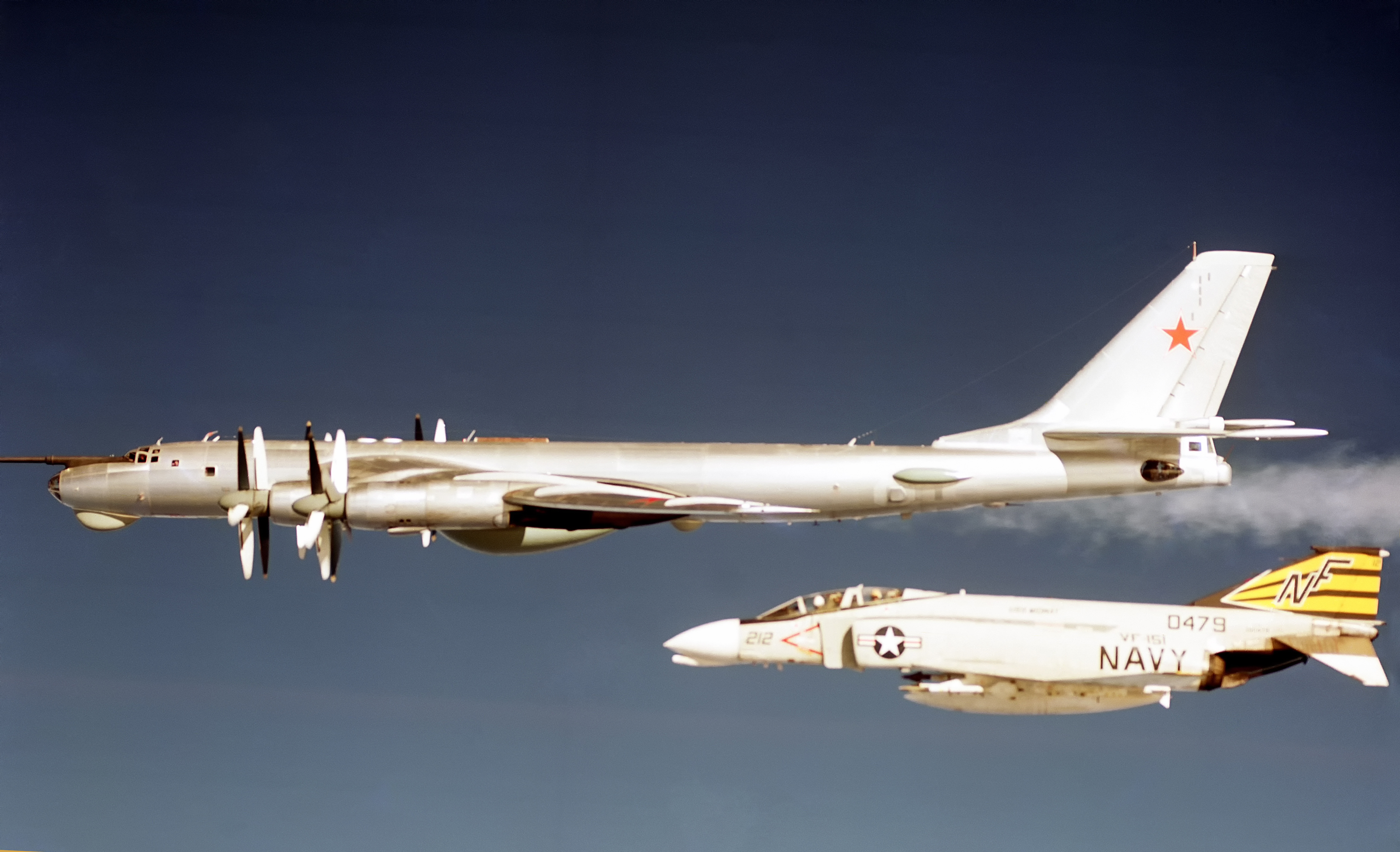
A Marinha dos Estados Unidos F-4 Phantom II intercepta uma aeronave soviética Tupolev Tu-95 D no início dos anos 1970.

Nas décadas de 1960 e 1970, os participantes da Guerra Fria lutaram para se adaptar a um novo padrão mais complicado de relações internacionais, no qual o mundo não estava mais dividido em dois blocos claramente opostos. Desde o início do período pós-guerra, a Europa Ocidental e o Japão se recuperaram rapidamente da destruição da Segunda Guerra Mundial e sustentaram um forte crescimento econômico nas décadas de 1950 e 1960, com o PIB per capita se aproximando dos Estados Unidos, enquanto as economias do Bloco Oriental estagnaram.
A Guerra do Vietnã se transformou em um atoleiro para os Estados Unidos, levando a um declínio no prestígio internacional e na estabilidade econômica, descarrilando acordos de armas e provocando inquietação doméstica. A retirada dos Estados Unidos da guerra levou-o a adotar uma política de afastamento com a China e a União Soviética.
Na crise do petróleo de 1973, a Organização dos Países Exportadores de Petróleo (OPEP) cortou sua produção do recurso. Isso elevou os preços do petróleo e prejudicou as economias ocidentais, mas ajudou a União Soviética gerando um enorme fluxo de dinheiro com suas vendas de petróleo.
Como resultado da crise do petróleo, combinada com a crescente influência de alinhamentos do Terceiro Mundo, como a OPEP e o Movimento Não Alinhado, os países menos poderosos tiveram mais espaço para afirmar sua independência e frequentemente se mostraram resistentes à pressão de qualquer superpotência. Enquanto isso, Moscou foi forçada a voltar sua atenção para lidar com os profundos problemas econômicos domésticos da União Soviética. Durante esse período, líderes soviéticos como Leonid Brezhnev e Alexei Kosygin adotaram a noção de détente.

### Guerra do Vietnã
Sob o presidente John F. Kennedy, os níveis de tropas dos estadunidenses no Vietnã cresceram sob o programa do Grupo de Assistência Militar, de pouco menos de mil em 1959 para 16 000 em 1963. O presidente do Vietnã do Sul, Ngo Dinh Diem, reprimiu violentamente os monges budistas em 1963, o que levou os Estados Unidos a endossar um golpe militar mortal contra Diem.

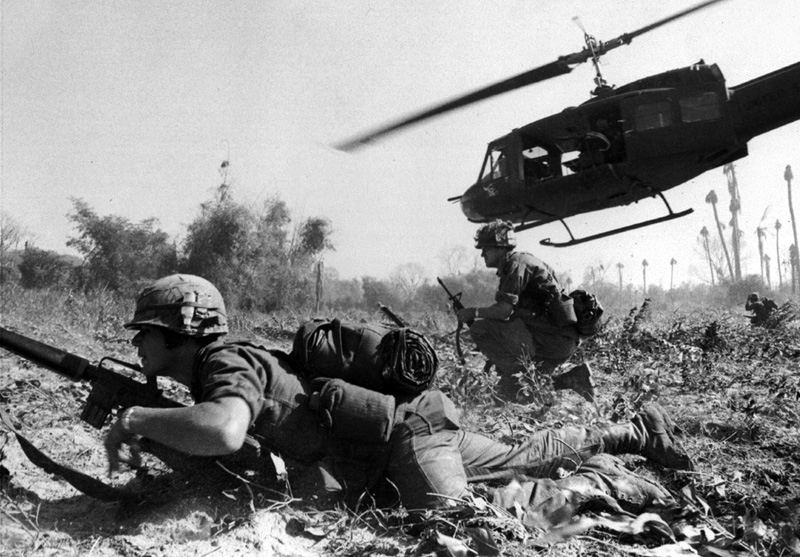
Operações de combate dos Estados Unidos durante a Batalha de Ia Drang, no Vietnã do Sul, novembro de 1965.

A guerra aumentou ainda mais em 1964, após o polêmico incidente do Golfo de Tonkin, no qual um destróier norte-americano teria entrado em conflito com as naves de ataque rápido do Vietnã do Norte. A Resolução do Golfo de Tonkin concedeu ao presidente Lyndon B. Johnson ampla autorização para aumentar a presença militar estadunidense, implantando unidades de combate em terra pela primeira vez e aumentando os níveis de tropas para 184 000. O líder soviético Leonid Brezhnev respondeu revertendo a política de retirada de Khrushchev e aumentando a ajuda aos norte-vietnamitas, esperando atrair o norte de sua posição pró-chinesa. A URSS desencorajou uma nova escalada da guerra, no entanto, fornecendo assistência militar suficiente para amarrar as forças estadunidenses. A partir deste ponto, o Exército Popular do Vietnã iniciou uma guerra mais convencional com as forças norte-americanas e sul-vietnamitas.
A Ofensiva do Tet de 1968 provou ser o ponto de virada da guerra. Apesar de anos de tutela e ajuda estadunidense, as forças do Vietnã do Sul não foram capazes de suportar a ofensiva comunista e a tarefa coube às forças dos Estados Unidos. Tet mostrou que o fim do envolvimento estadunidense não estava à vista, aumentando o ceticismo doméstico da guerra e dando origem ao que era chamado de "Síndrome do Vietnã", uma aversão pública aos envolvimentos militares estadunidenses no exterior. No entanto, as operações continuaram a cruzar fronteiras internacionais: as áreas fronteiriças do Laos e do Camboja foram usadas pelo Vietnã do Norte como rotas de suprimento e foram fortemente bombardeadas pelas forças estadunidenses.

### Retirada francesa das estruturas militares da OTAN
A unidade da OTAN foi violada no início de sua história, com uma crise ocorrendo durante a presidência de Charles de Gaulle na França. De Gaulle protestou contra o forte papel dos Estados Unidos na organização e o que ele percebeu como um relacionamento especial entre os Estados Unidos e o Reino Unido. Em um memorando enviado ao presidente Dwight D. Eisenhower e ao primeiro-ministro Harold Macmillan em 17 de setembro de 1958, ele defendeu a criação de uma diretoria tripártide que colocaria a França em pé de igualdade com os Estados Unidos e o Reino Unido e também pela expansão da cobertura da OTAN para incluir áreas geográficas de interesse para a França, principalmente a Argélia Francesa, onde a França estava travando uma guerra contrainsurgência e procurava assistência da OTAN. De Gaulle considerou a resposta que recebeu como insatisfatória e começou o desenvolvimento de um programa nuclear francês independente. Em 1966, ele retirou a França das estruturas militares da OTAN e expulsou as tropas da OTAN de solo francês.

### Invasão da Tchecoslováquia

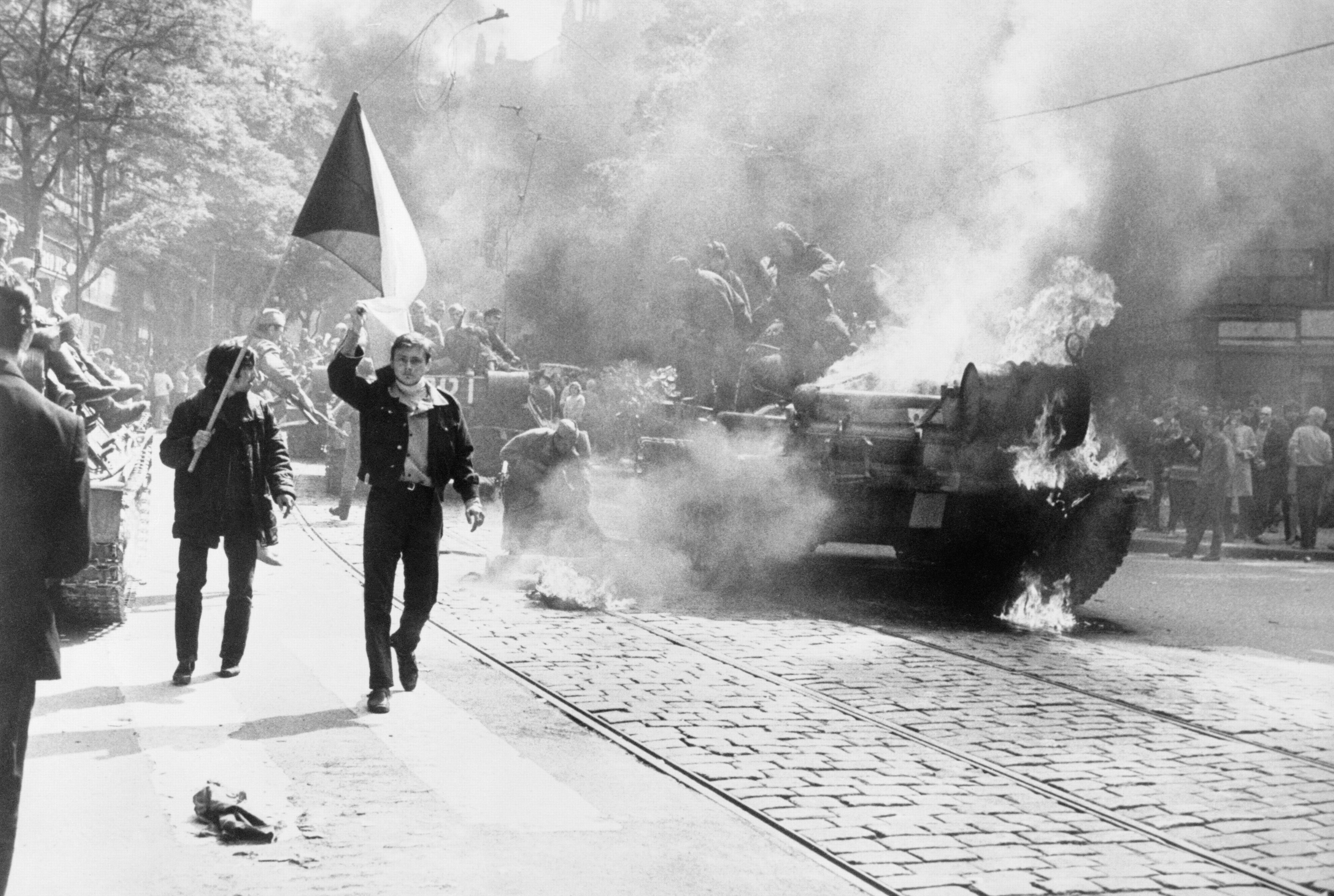
A invasão da Tchecoslováquia pela União Soviética em 1968 foi uma das maiores operações militares em solo europeu desde a Segunda Guerra Mundial.

Em 1968, ocorreu um período de liberalização política na Tchecoslováquia, chamado Primavera de Praga. Um "Programa de Ação" de reformas incluíram aumento da liberdade de imprensa, da liberdade de expressão e da liberdade de movimento, juntamente com uma ênfase econômica em bens de consumo, a possibilidade de um governo multipartidário, limitações sobre o poder da polícia secreta e possível retirada do Pacto de Varsóvia.
Em resposta à primavera de Praga, em 20 de agosto de 1968, o Exército Soviético, juntamente com a maioria de seus aliados do Pacto de Varsóvia, invadiu a Tchecoslováquia. A invasão foi seguida por uma onda de emigração, incluindo cerca de 70 000 tchecos e eslovacos inicialmente fugindo, com o total chegando a 300 000. A invasão provocou intensos protestos da Iugoslávia, Romênia, China e partidos comunistas da Europa Ocidental.

### Doutrina Brezhnev

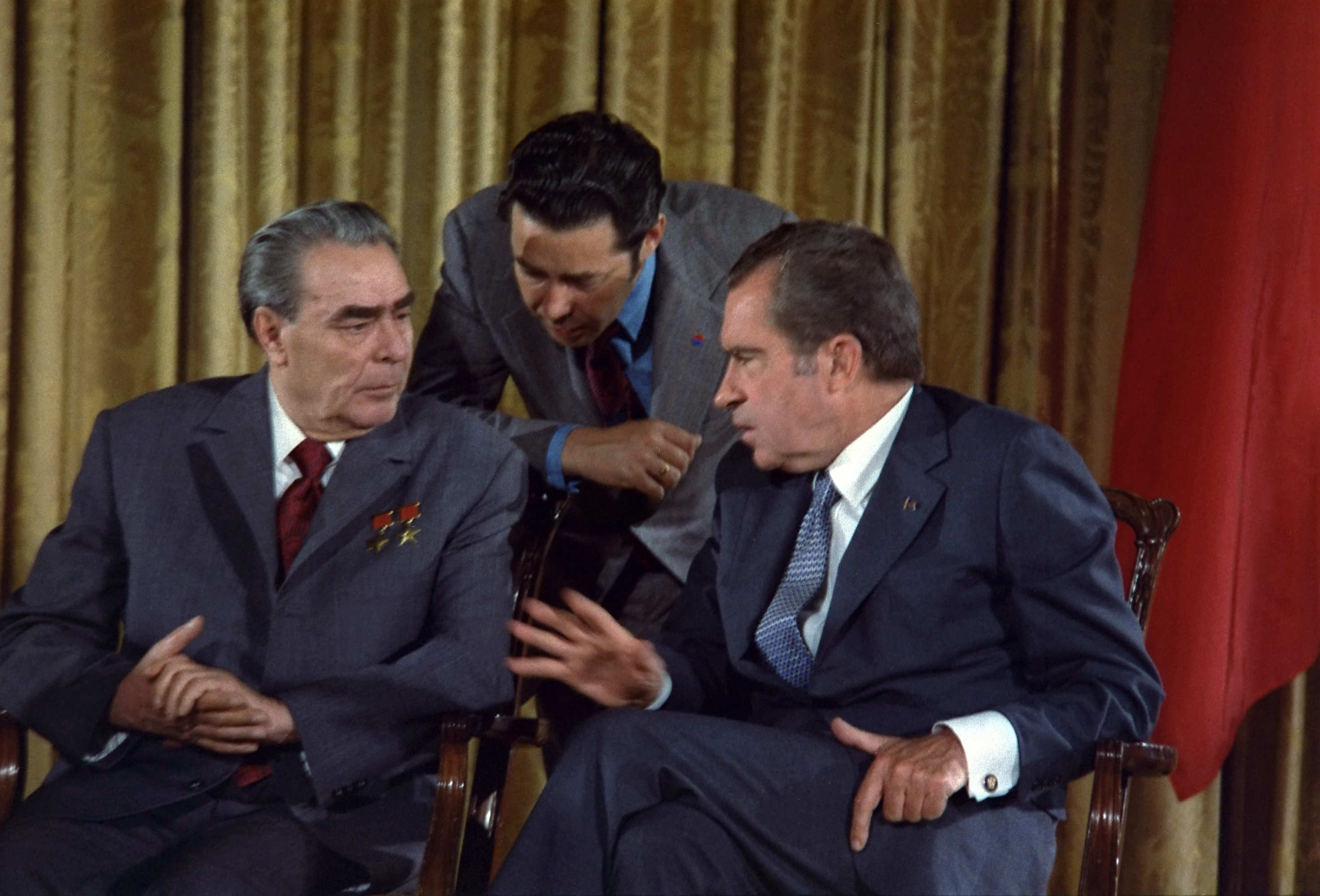
Leonid Brezhnev e Richard Nixon na Cúpula de Washington, 1973, uma marca na distensão entre a URSS e os EUA.

Em setembro de 1968, durante um discurso no Quinto Congresso do Partido dos Trabalhadores Polacos Unidos, um mês após a invasão da Tchecoslováquia, Brezhnev delineou a Doutrina de Brezhnev, na qual alegava o direito de violar a soberania de qualquer país que tentasse substituir o marxismo-leninismo pelo capitalismo. Durante o discurso, Brejnev declarou:
A doutrina teve origem nas falhas do marxismo-leninismo em Estados como Polônia, Hungria e Alemanha Oriental, que enfrentavam um padrão de vida em declínio contrastando com a prosperidade da Alemanha Ocidental e do resto da Europa Ocidental.

### Ramificações no Terceiro Mundo
Sob a administração de Lyndon B. Johnson, que ganhou o poder após o assassinato de John F. Kennedy, os Estados Unidos tomou uma postura mais linha-dura na América Latina, às vezes chamada de "Doutrina Mann". Em 1964, os militares brasileiros derrubaram o governo do presidente democraticamente eleito João Goulart com o apoio dos Estados Unidos. No final de abril de 1965, os estadunidenses enviaram cerca de 22 000 soldados para a República Dominicana para uma ocupação de um ano em uma invasão denominada Operação Power Pack, citando a ameaça do surgimento de uma revolução de estilo cubano na América Latina. Héctor García-Godoy atuou como presidente provisório, até que o ex-presidente conservador Joaquín Balaguer venceu a eleição presidencial de 1966 contra o ex-presidente Juan Bosch, que não fez campanha. Ativistas do Partido Revolucionário Dominicano de Bosch foram violentamente perseguidos pela polícia e pelas forças armadas dominicanas.

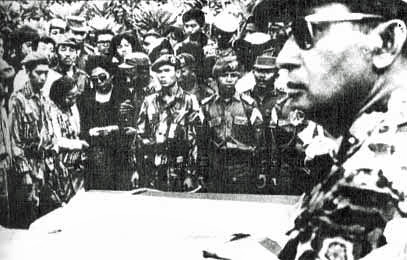
General Suharto da Indonésia no funeral de cinco generais mortos no Movimento de 30 de setembro, 2 de outubro de 1965.

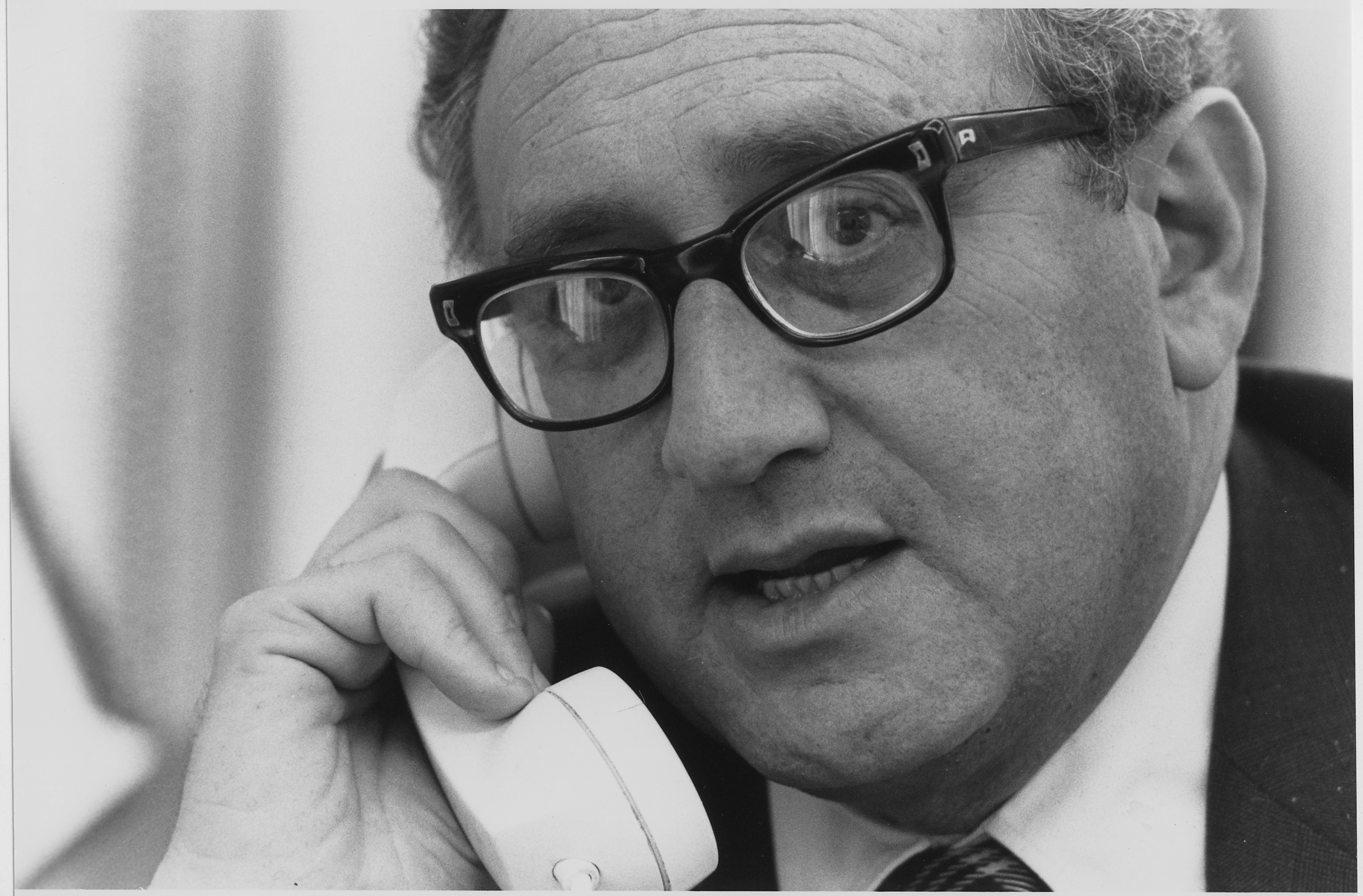
Henry Kissinger, que foi Conselheiro de Segurança Nacional e Secretário de Estado dos Estados Unidos sob as administrações dos presidentes Nixon e Ford, foi uma figura central na Guerra Fria enquanto esteve no cargo (1969–1977).

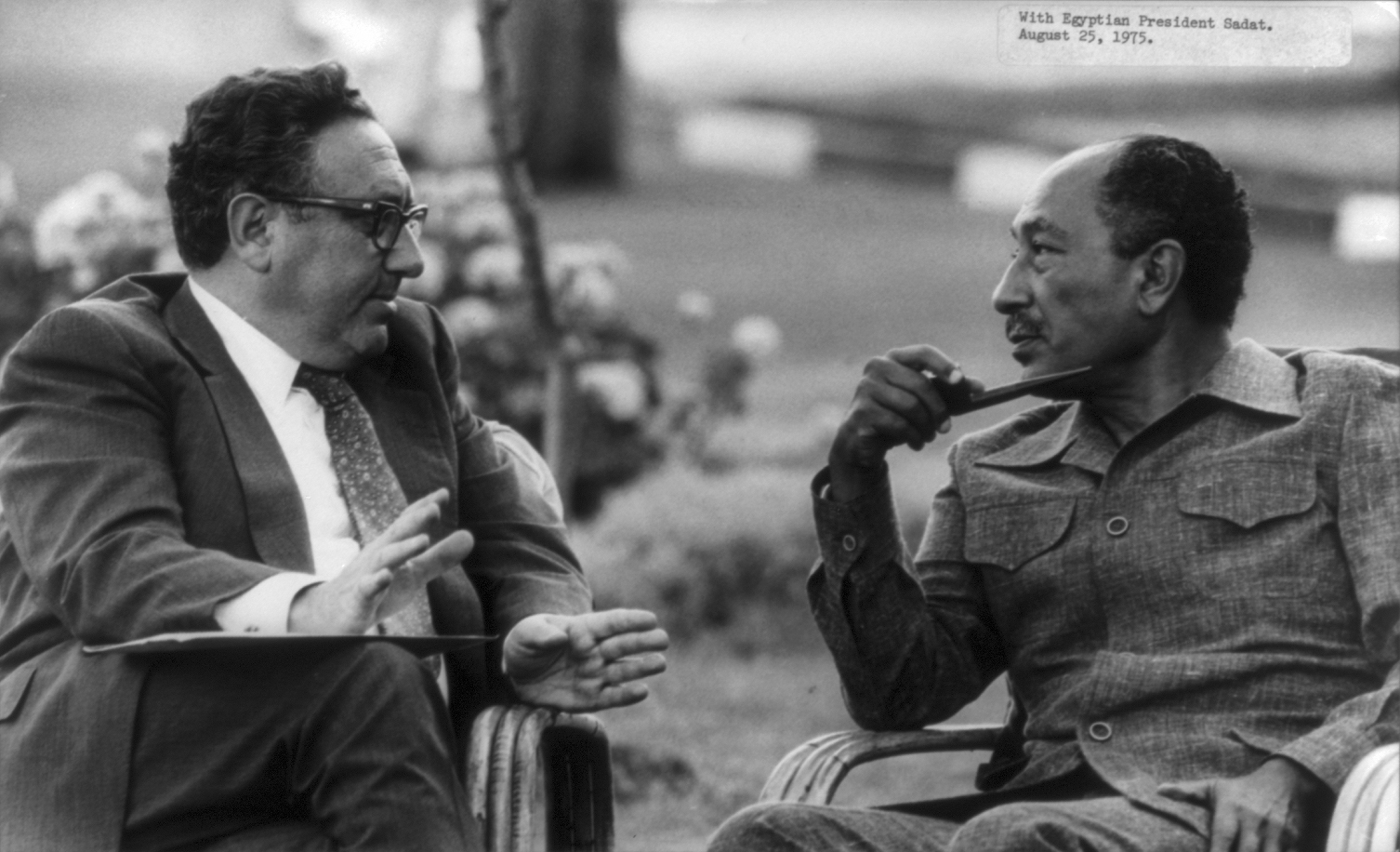
Líder egípcio Anwar Sadat com Henry Kissinger em 1975.

Na Indonésia, o general Suharto, anticomunista, tirou o controle do Estado de seu antecessor Sukarno, na tentativa de estabelecer uma "Nova Ordem". De 1965 a 1966, com a ajuda dos Estados Unidos e de outros governos ocidentais, os militares lideraram a matança em massa de mais de 500 000 membros e simpatizantes do Partido Comunista Indonésio e outras organizações de esquerda, e deteve centenas de milhares de prisioneiros em campos de em todo o país, sob condições extremamente desumanas. Um relatório ultrassecreto da CIA afirmava que os massacres "se classificam como um dos piores assassinatos em massa do século XX, juntamente com os expurgos soviéticos da década de 1930, os assassinatos nazistas durante a Segunda Guerra Mundial e o banho de sangue maoísta do início dos anos 1950". Esses assassinatos serviram aos interesses estratégicos dos Estados Unidos e constituem um importante ponto de virada na Guerra Fria, à medida que o equilíbrio de poder mudou no sudeste da Ásia.
Com a escalada da intervenção estadunidense no conflito entre o governo sul-vietnamita de Ngô Đình Diệm e os insurgentes comunistas da Frente Nacional para a Libertação do Vietnã do Sul (NLF), Johnson enviou cerca de 575 000 tropas no sudeste da Ásia para derrotar o NLF e seus aliados norte-vietnamitas na Guerra do Vietnã, mas sua política onerosa enfraqueceu a economia estadunidense e, em 1975, culminou no que a maioria do mundo viu como uma derrota humilhante da superpotência mais poderosa do mundo nas mãos de um dos líderes de uma das nações mais pobres do mundo.
O Oriente Médio continuou sendo uma fonte de discórdia. O Egito, que recebeu a maior parte de suas armas e assistência econômica da União Soviética, era um cliente problemático, sendo que os soviéticos estavam relutantes e se sentindo obrigados a ajudar o país árabe tanto na Guerra dos Seis Dias em 1967 (com conselheiros e técnicos) quanto na Guerra de Desgaste (com pilotos e aeronaves) contra o Israel pró-ocidental. Apesar do início de uma mudança egípcia de uma orientação pró-soviética para uma pró-estadunidense em 1972 (sob o novo líder egípcio Anwar Sadat), rumores de uma intervenção soviética iminente em nome dos egípcios durante a Guerra do Yom Kipur em 1973 provocou uma massiva mobilização estadunidense que ameaçava destruir a distensão. Embora o Egito pré-Sadat tenha sido o maior beneficiário da ajuda soviética no Oriente Médio, os soviéticos também foram bem-sucedidos em estabelecer relações estreitas com o Iêmen do Sul comunista, bem como com os governos nacionalistas da Argélia e do Iraque, sendo que os iraquianos assinaram um Tratado de Amizade e Cooperação de 15 anos com a União Soviética em 1972. Segundo o historiador Charles R. H. Tripp, o tratado perturbou "o sistema de segurança patrocinado pelos Estados Unidos e estabelecido como parte da Guerra Fria no Oriente Médio. Parecia que qualquer inimigo do regime de Bagdá era um potencial aliado dos Estados Unidos". Em resposta, os Estados Unidos financiaram secretamente rebeldes curdos liderados por Mustafa Barzani durante a Segunda Guerra Curdo-Iraquiana; os curdos foram derrotados em 1975, levando à realocação forçada de centenas de milhares de civis curdos. A assistência soviética indireta ao lado palestino do conflito israelense-palestino incluiu o apoio à Organização de Libertação da Palestina (OLP) de Yasser Arafat.
Na África Oriental, uma disputa territorial entre Somália e Etiópia sobre a região de Ogaden resultou na Guerra de Ogaden. Por volta de junho de 1977, tropas somalis ocuparam a região e começaram a avançar para o interior, rumo a posições etíopes nas montanhas Ahmar. Ambos os países eram Estados clientes da União Soviética; a Somália era liderada pelo autoproclamado líder militar marxista Siad Barre e a Etiópia era controlada pelo Derg, uma cabala de generais militares leais ao pró-soviético Mengistu Haile Mariam, que havia declarado o Governo Militar Provisório da Etiópia Socialista em 1975. Os soviéticos inicialmente tentaram exercer uma influência moderada nos dois Estados, mas em novembro de 1977 Barre rompeu relações com Moscou e expulsou seus conselheiros militares soviéticos. Ele então se voltou para o China e o Safari Club - um grupo de agências de inteligência pró-estadunidenses, incluindo as do Irã, Egito, Arábia Saudita - em busca de apoio e armas.

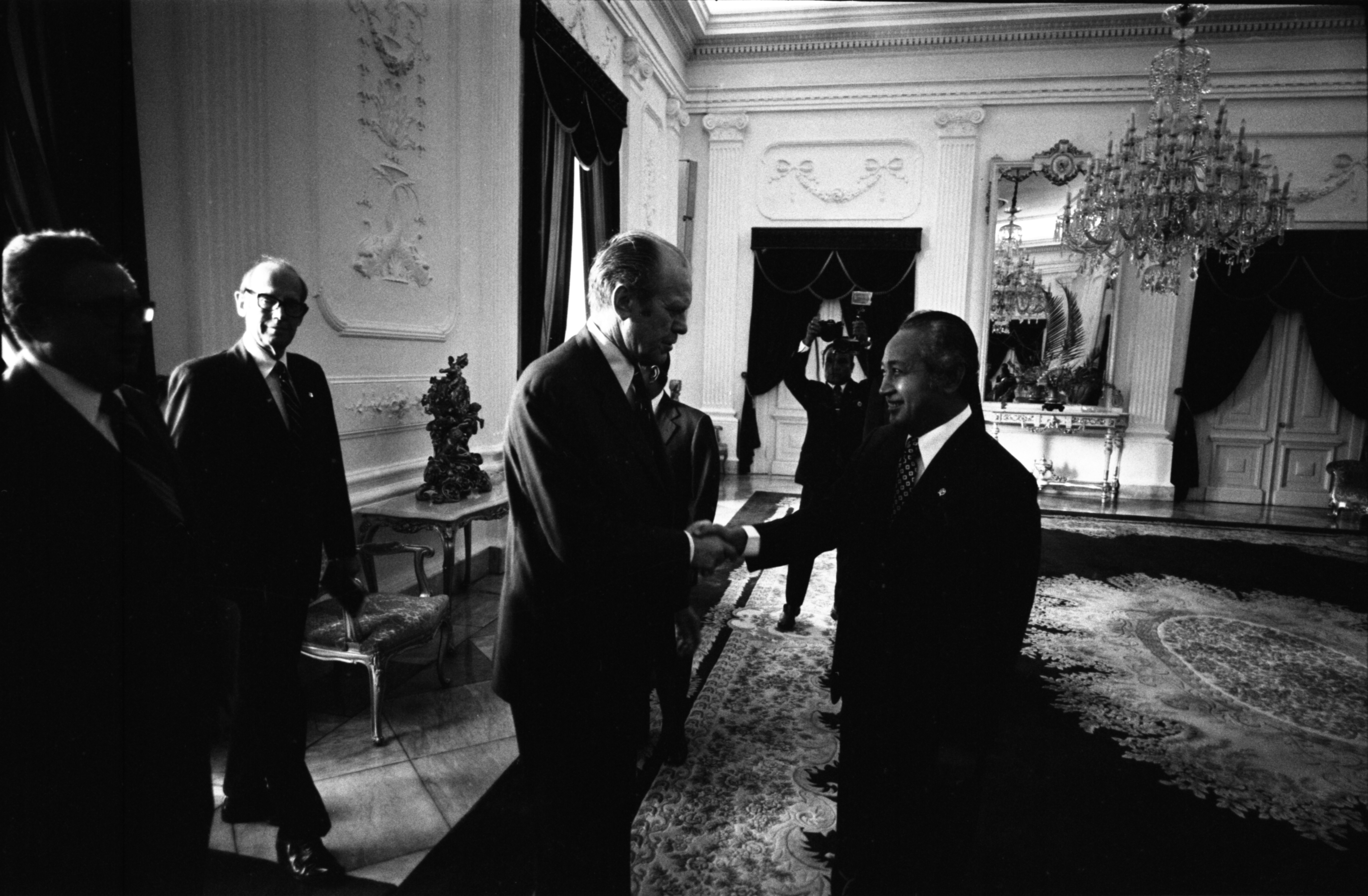
Suharto com Gerald Ford e Kissinger em Jacarta, em 6 de dezembro de 1975, um dia antes da invasão indonésia de Timor Leste.

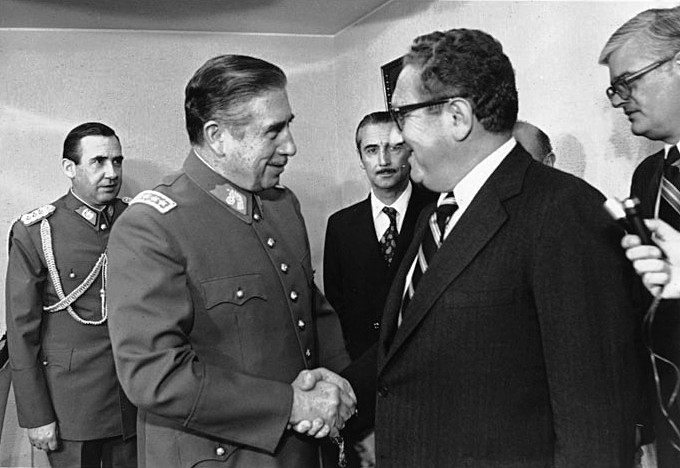
O líder chileno Augusto Pinochet cumprimenta Henry Kissinger em 1976.

Embora se recusasse a participar diretamente das hostilidades, a União Soviética deu o ímpeto a uma bem-sucedida ofensiva etíope para expulsar a Somália dos Ogaden. A contraofensiva foi planejada no nível de comando pelos conselheiros soviéticos ligados ao Estado-Maior Etíope e reforçada pela entrega de milhões de dólares em sofisticadas armas soviéticas. Cerca de 11 000 soldados cubanos lideraram o esforço principal, depois de receber um treinamento apressado em alguns dos sistemas de armas soviéticos recém-entregues por instrutores da Alemanha Oriental.
No Chile, o candidato do Partido Socialista, Salvador Allende, venceu a eleição presidencial de 1970, tornando-se o primeiro marxista democraticamente eleito a se tornar presidente de um país nas Américas. A CIA almejou a remoção de Allende e operou para minar seu apoio no país, o que contribuiu para um período de agitação que culminou no golpe de Estado feito pelo general Augusto Pinochet em 11 de setembro de 1973. Pinochet consolidou o poder como ditador militar, as reformas de Allende da economia foram revertidas e os opositores esquerdistas foram mortos ou detidos em campos de concentração sob a Direção de Inteligência Nacional (DINA). Os Estados comunistas - com exceção da China e da Romênia - romperam as relações com o Chile. O regime de Pinochet continuaria sendo um dos principais participantes da Operação Condor, uma campanha internacional de assassinato político e terrorismo de Estado, organizada por ditaduras militares de direita no Cone Sul da América do Sul, que foi secretamente apoiada pelos governo dos Estados Unidos.
Em 24 de abril de 1974, a Revolução dos Cravos derrubou Marcelo Caetano e o governo direitista do Estado Novo de Portugal, soando o sinal da morte do Império Português. A independência foi apressadamente concedida a várias colônias portuguesas, incluindo Angola, onde a desintegração do domínio colonial foi seguida por uma violenta guerra civil. Havia três facções militantes rivais competindo pelo poder em Angola, o Movimento Popular pela Libertação de Angola (MPLA), a União Nacional pela Independência Total de Angola (UNITA) e a Frente de Libertação Nacional de Angola (FNLA). Apesar dos três tinham tendências socialistas, o MPLA era o único partido com laços estreitos com a União Soviética. Sua adesão ao conceito de um Estado de partido único o alienou da FNLA e da UNITA, que começaram a se apresentar com uma orientação anticomunista e pró-ocidental.

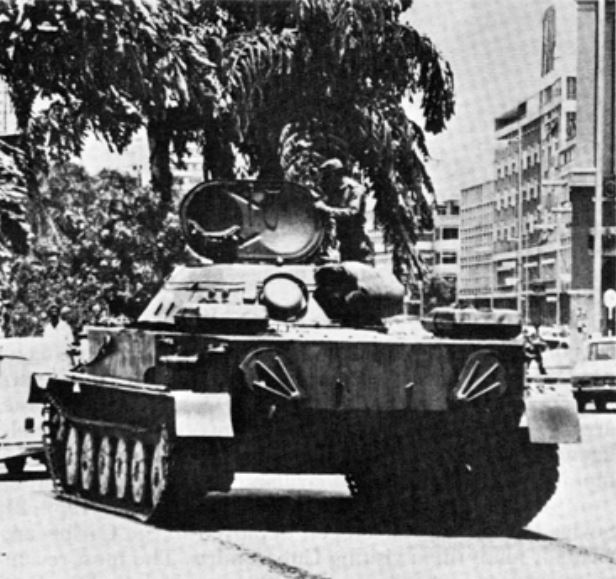
Tanque cubano nas ruas de Luanda, Angola, 1976.

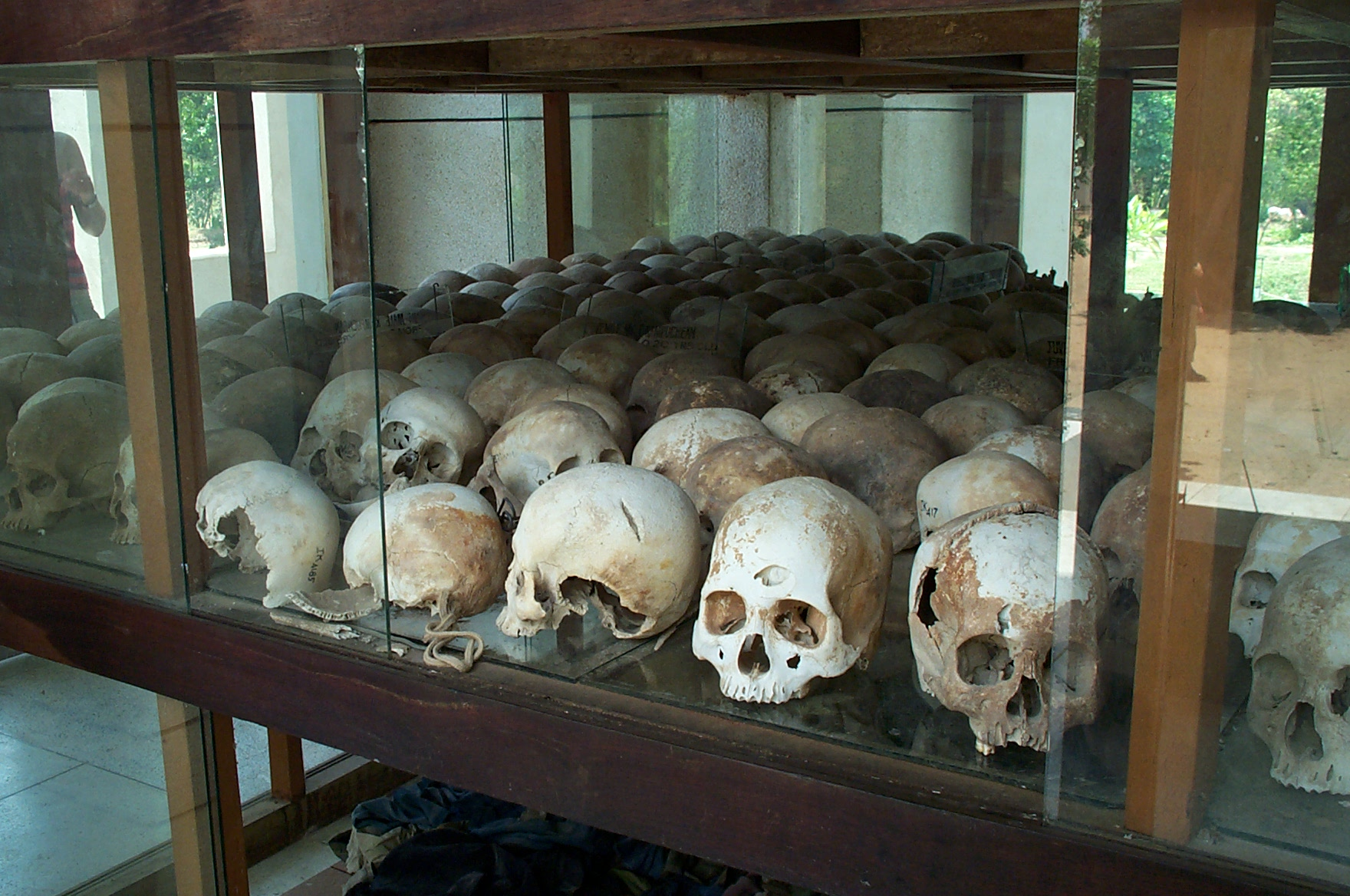
Durante o regime Khmer Vermelho liderado por Pol Pot, de 1,5 milhão a 2 milhões de pessoas morreram devido às políticas de sua presidência de quatro anos.

Quando os soviéticos começaram a fornecer armas ao MPLA, a CIA e a China ofereceram uma ajuda secreta substancial ao FNLA e à UNITA. O MPLA eventualmente solicitou apoio militar direto de Moscou na forma de tropas terrestres, mas os soviéticos recusaram, oferecendo-se para enviar conselheiros, mas não pessoal de combate. Cuba foi mais próxima e começou a reunir tropas em Angola para ajudar o MPLA. Em novembro de 1975, havia mais de mil soldados cubanos no país. O acúmulo persistente de tropas cubanas e armas soviéticas permitiu ao MPLA garantir a vitória e impedir uma intervenção abortada das tropas zairenses e sul-africanas, que haviam se mobilizado em uma tentativa tardia de ajudar o FNLA e a UNITA.
Durante a Guerra do Vietnã, o Vietnã do Norte usou áreas fronteiriças do Camboja como bases militares, o que Norodom Sihanouk, chefe de estado do Camboja, tolerou na tentativa de preservar a neutralidade do Camboja. Após a deposição de Sihanouk em março de 1970 pelo general pró-americano Lon Nol, que ordenou que os norte-vietnamitas deixassem o Camboja, o Vietnã do Norte tentou invadir todo o Camboja após negociações com Nuon Chea, o segundo em comando dos comunistas cambojanos (apelidado de Khmer Vermelho) lutando para derrubar o governo cambojano. Sihanouk fugiu para a China com o estabelecimento do GRUNK em Pequim. As forças estadunidenses e sul-vietnamitas responderam a essas ações com uma campanha de bombardeios e uma breve incursão terrestre, que contribuiu para a violência da guerra civil que logo envolveu todo o Camboja. Os bombardeios feitos pelos estadunidenses duraram até 1973 e, embora impedisse o Khmer Vermelho de tomar a capital, também acelerou o colapso da sociedade rural, aumentou a polarização social e matou dezenas de milhares de civis.
Depois de tomar o poder e se distanciar dos vietnamitas, líder pró Khmer Vermelho da China, Pol Pot, matou de 1,5 milhão a 2 milhões de cambojanos nos campos de extermínio, aproximadamente um quarto da população cambojana (um evento comumente chamado de genocídio cambojano). Martin Shaw descreveu essas atrocidades como "o mais puro genocídio da era da Guerra Fria". Apoiada pela Frente Unida Kampucheana pela Salvação Nacional, uma organização de comunistas pró-soviéticos e desertores Khmer Vermelho liderada por Heng Samrin, o Vietnã invadiu o Camboja em 22 de dezembro de 1978. A invasão conseguiu depor Pol Pot, mas o novo Estado lutaria para obter reconhecimento internacional além da esfera do Bloco Soviético, apesar dos protestos internacionais anteriores contra as violações graves dos direitos humanos do regime de Pol Pot, os representantes do Khmer Vermelho puderam sentar-se na Assembleia Geral das Nações Unidas, com forte apoio da China e das potências ocidentais. Os países membros da ASEAN ficariam atolados em uma guerra de guerrilha liderada por campos de refugiados localizados na fronteira com a Tailândia. Após a destruição do Khmer Vermelho, a reconstrução nacional do Camboja seria severamente prejudicada e o Vietnã sofreria um ataque chinês punitivo.

### Aproximação sino-estadunidense

Mao Tsé-Tung e o presidente estadunidense, Richard Nixon, durante sua visita à China.

Como resultado da cisão sino-soviética, as tensões ao longo da fronteira sino-soviética atingiram seu pico em 1969 e o então presidente estadunidense, Richard Nixon, decidiu usar o conflito para mudar o equilíbrio de poder em direção ao Ocidente na Guerra Fria. Em fevereiro de 1972, Nixon alcançou uma impressionante aproximação com a China, viajando para Pequim e se encontrando com Mao Tsé-Tung e Zhou Enlai.

### Nixon, Brezhnev edétente

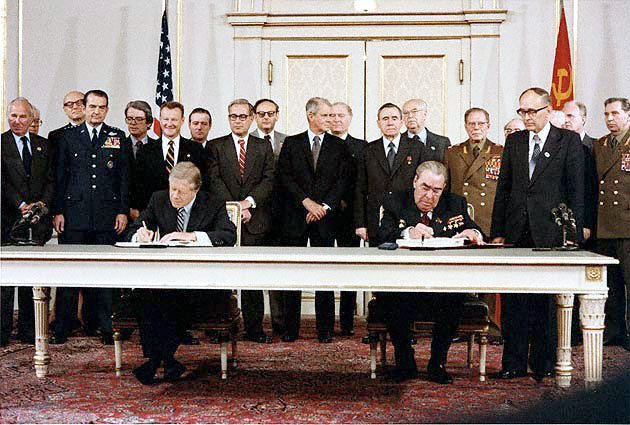
Leonid Brezhnev e Jimmy Carter assinam o tratado SALT II, em 18 de junho de 1979, em Viena.

Após sua visita à China, Nixon se reuniu com líderes soviéticos, incluindo Brejnev em Moscou. Essas conversas estratégicas sobre limitação de armas resultaram em dois importantes tratados de controle de armas: o SALT I, o primeiro pacto abrangente de limitação assinado pelas duas superpotências, e o Tratado de Mísseis AntiBalísticos, que proibiu o desenvolvimento de sistemas projetados para interceptar mísseis. Estes visavam limitar o desenvolvimento de dispendiosos mísseis antibalísticos e mísseis nucleares.
Nixon e Brezhnev proclamaram uma nova era de "coexistência pacífica" e estabeleceram a nova política inovadora de détente (ou cooperação) entre as duas superpotências. Enquanto isso, Brejnev tentou reavivar a economia soviética, que estava em declínio em parte por causa dos pesados gastos militares. Entre 1972 e 1974, os dois lados também concordaram em fortalecer seus laços econômicos, incluindo acordos para o aumento do comércio. Como resultado de suas reuniões, a détente substituiria a hostilidade da Guerra Fria e os dois países viveriam mutuamente.
Esses desenvolvimentos coincidiram com a política "Ostpolitik" de Bonn, formulada pelo chanceler da Alemanha Ocidental, Willy Brandt, em um esforço para normalizar as relações entre a Alemanha Ocidental e a Europa Oriental. Outros acordos foram concluídos para estabilizar a situação na Europa, culminando nos Acordos de Helsinque, assinados na Conferência sobre Segurança e Cooperação na Europa, em 1975.

### Deterioração das relações nos anos 1970

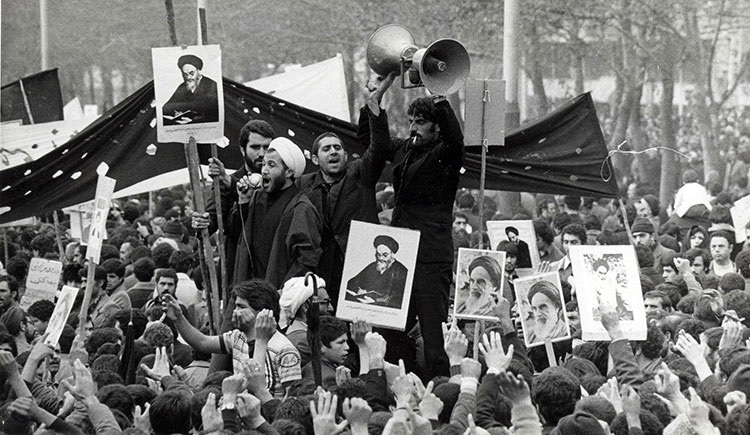
Povo iraniano protesta contra a dinastia Pahlavi durante a Revolução Iraniana.

Na década de 1970, a KGB, liderada por Yuri Andropov, continuou a perseguir personalidades soviéticas distintas, como Aleksandr Solzhenitsyn e Andrei Sakharov, que criticavam a liderança soviética em termos duros. Os conflitos indiretos entre as superpotências continuaram durante esse período de distensão no Terceiro Mundo, particularmente durante crises políticas no Oriente Médio, Chile, Etiópia e Angola.
Embora o presidente Jimmy Carter tenha tentado estabelecer outro limite para a corrida armamentista com o acordo SALT II em 1979, seus esforços foram prejudicados por outros eventos daquele ano, incluindo a Revolução Iraniana e a Revolução Nicaragüense, que expulsaram regimes pró-EUA, e sua retaliação contra a intervenção soviética no Afeganistão em dezembro.

## "Segunda Guerra Fria" (1979-1985)

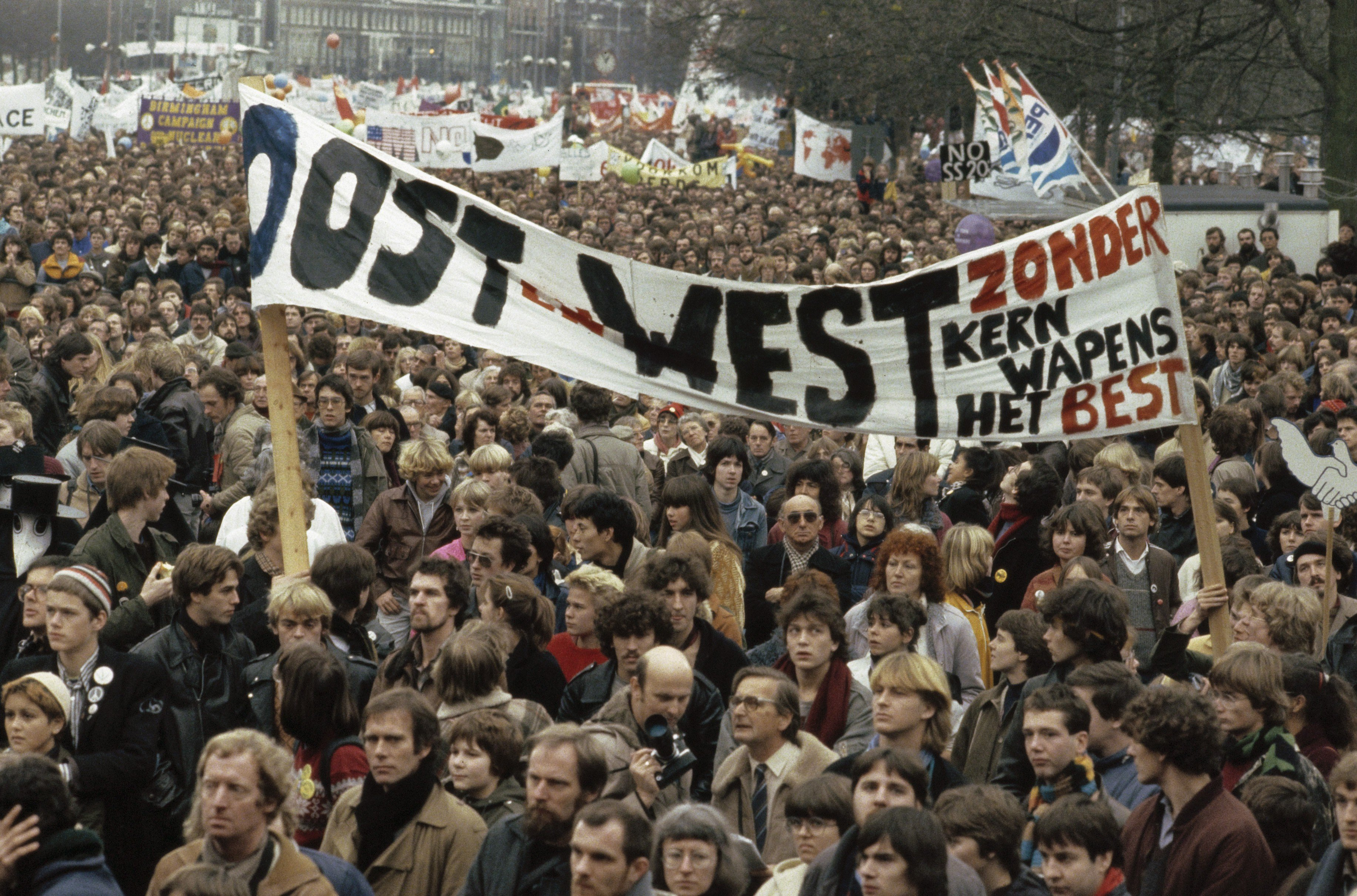
Protesto em Amsterdã contra o lançamento de mísseis Pershing II na Europa, 1981.

O termo Segunda Guerra Fria refere-se ao período de intenso despertar das tensões e conflitos da Guerra Fria no final dos anos 1970 e início dos anos 1980. As tensões aumentaram muito entre as grandes potências, com ambos os lados se tornando mais militaristas. Diggins diz: "Reagan se esforçou para combater a Segunda Guerra Fria, apoiando contrainsurgências no Terceiro Mundo". Cox diz: "A intensidade desta 'segunda' Guerra Fria foi tão grande quanto sua duração foi curta".

### Guerra soviética no Afeganistão
Em abril de 1978, o Partido Popular Democrático do Afeganistão (PDPA) tomou o poder no Afeganistão na Revolução de Saur. Em meses, os opositores do governo comunista lançaram uma revolta no leste do Afeganistão que rapidamente se expandiu para uma guerra civil travada por guerrilheiros mujahideen contra forças do governo em todo o país. Os rebeldes da Unidade Islâmica do Mujahideen do Afeganistão receberam treinamento militar e armas dos vizinhos Paquistão e China, enquanto a União Soviética enviou milhares de conselheiros militares para apoiar o governo do PDPA.

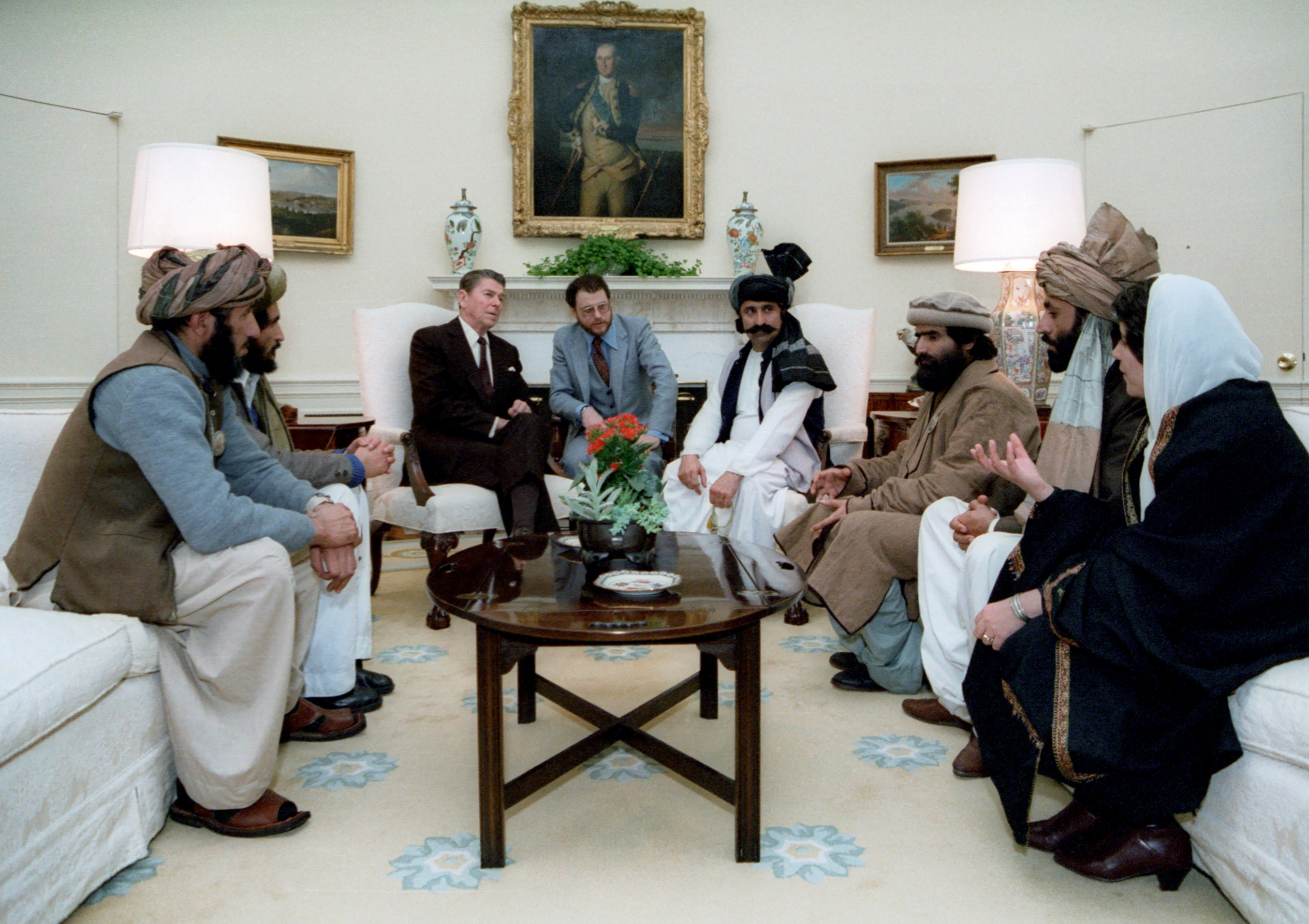
O presidente Reagan divulga seu apoio ao se reunir com líderes afegãos Mujahideen na Casa Branca, 1983.

Enquanto isso, o crescente atrito entre as facções concorrentes do PDPA - a Khalq dominante e a Parcham mais moderada - resultou na demissão de membros parchami do gabinete e na prisão de oficiais parchami sob o pretexto de um golpe de parchami. Em meados de 1979, os Estados Unidos haviam iniciado um programa secreto para ajudar os mujahideen.
Em setembro de 1979, o presidente do Khalqist, Nur Muhammad Taraki, foi assassinado em um golpe no PDPA, orquestrado pelo colega do Khalq, Hafizullah Amin, que assumiu a presidência. Desconfiado pelos soviéticos, Amin foi assassinado pelas forças especiais soviéticas em dezembro de 1979. Um governo organizado pelos soviéticos, liderado por Babrak Karmal, do Parcham, mas incluindo as duas facções, preencheu o vácuo. Tropas soviéticas foram destacadas para estabilizar o Afeganistão sob Karmal em números mais substanciais, embora o governo soviético não esperasse fazer a maior parte dos combates no Afeganistão. Como resultado, porém, os soviéticos estavam agora diretamente envolvidos no que havia sido uma guerra doméstica no Afeganistão.
Carter respondeu à intervenção soviética retirando o tratado SALT II do Senado, impondo embargos aos embarques de grãos e tecnologia para a URSS e exigindo um aumento significativo nos gastos militares, e anunciou ainda que os Estados Unidos boicotariam os Jogos Olímpicos de Verão de 1980 em Moscou. Ele descreveu a incursão soviética como "a ameaça mais séria à paz desde a Segunda Guerra Mundial".

### Reagan e Thatcher

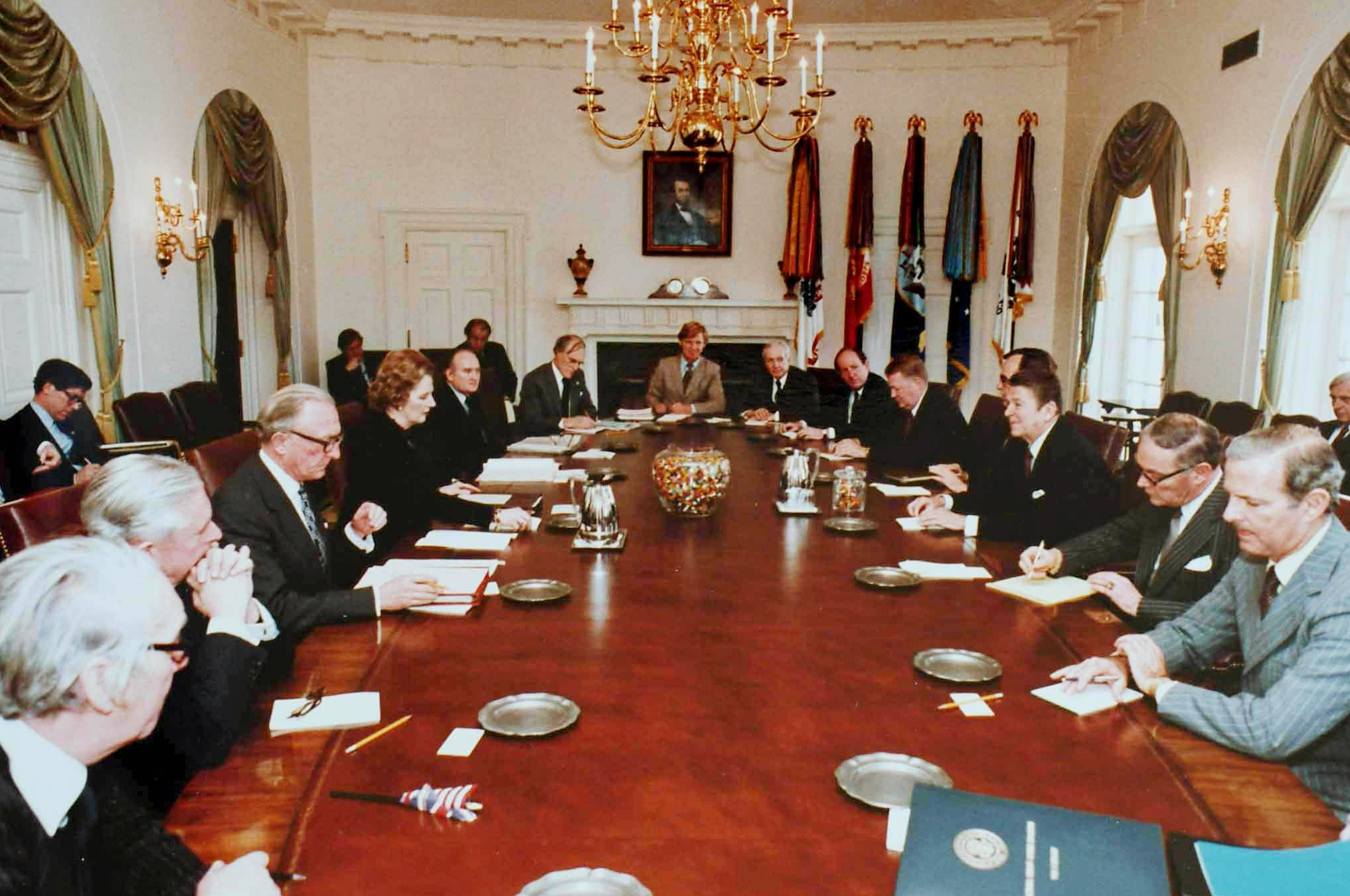
O Ministério de Thatcher se reúne com o Gabinete de Reagan na Casa Branca, 1981.

O mapa mundial das alianças militares em 1980.

Em janeiro de 1977, quatro anos antes de se tornar presidente, Ronald Reagan declarou sem rodeios, em conversa com Richard V. Allen, sua expectativa básica em relação à Guerra Fria. "Minha ideia da política americana em relação à União Soviética é simples, e alguns diriam simplista", disse ele. "É isso: nós vencemos e eles perdem. O que você acha disso?". Em 1980, Ronald Reagan derrotou Jimmy Carter nas eleições presidenciais de 1980, prometendo aumentar os gastos militares e confrontar os soviéticos em todos os lugares. Tanto Reagan quanto a nova primeira-ministra britânica Margaret Thatcher denunciaram a União Soviética e sua ideologia. Reagan rotulou a União Soviética de "império do mal" e previu que o comunismo seria deixado no "monte de cinzas da história", enquanto Thatcher inculpou os soviéticos como "empenhados no domínio do mundo". Em 1982, Reagan tentou cortar o acesso de Moscou à moeda forte, impedindo sua linha de gás proposta para a Europa Ocidental. Isso afetou a economia soviética, mas também causou má vontade entre os aliados dos Estados Unidos na Europa, que contavam com essa receita. Reagan recuou nesta questão.
No início de 1985, a posição anticomunista de Reagan havia se tornado uma posição conhecida como a nova Doutrina Reagan — que, além da contenção, formulava um direito adicional de subverter os governos comunistas existentes.

### Movimento de solidariedade polonês e lei marcial
Em dezembro de 1981, o polonês Wojciech Jaruzelski reagiu à crise impondo um período de lei marcial. Reagan impôs sanções econômicas à Polônia como resposta. Mikhail Suslov, o principal ideólogo do Kremlin, aconselhou os líderes soviéticos a não intervir se a Polônia estivesse sob o controle do Movimento Solidariedade, por medo de levar a sanções econômicas pesadas, resultando em uma catástrofe para a economia soviética.

### Questões militares e econômicas soviéticas e estadunidenses
|                                                                            |  | |
| Arsenal de armas nucleares dos Estados Unidos e da URSS/Rússia, 1945–2006. |  | Nuvem de cogumelo do teste nuclear Ivy Mike, 1952; um dos mais de mil testes realizados pelos EUA entre 1945 e 1992. |

A União Soviética havia construído um exército que consumia até 25 por cento do seu produto interno bruto em detrimento de bens de consumo e investimento em setores civis. Os gastos soviéticos na corrida armamentista e outros compromissos da Guerra Fria causaram e exacerbaram problemas estruturais profundamente arraigados no sistema soviético, que experimentaram pelo menos uma década de estagnação econômica nos últimos anos de Brezhnev.
O investimento soviético no setor de defesa não foi impulsionado pela necessidade militar, mas em grande parte pelos interesses de grandes burocracias partidárias e estatais dependentes do setor por seu próprio poder e privilégios. As Forças Armadas Soviéticas se tornaram as maiores do mundo em termos de número e tipos de armas que possuíam, no número de tropas em suas fileiras e no tamanho da base militar-industrial . No entanto, as vantagens quantitativas mantidas pelos militares soviéticos muitas vezes escondiam áreas em que o Bloco Oriental ficava dramaticamente atrás do Ocidente. Por exemplo, a  Guerra do Golfo Pérsico demonstrou como a armadura, os sistemas de controle de disparo e o campo de tiro do tanque de guerra principal mais comum da União Soviética, o T-72, eram drasticamente inferiores às do M1 Abrams estadunidense, mas a URSS tinha quase três vezes mais T-72s que os EUA tinham M1s.

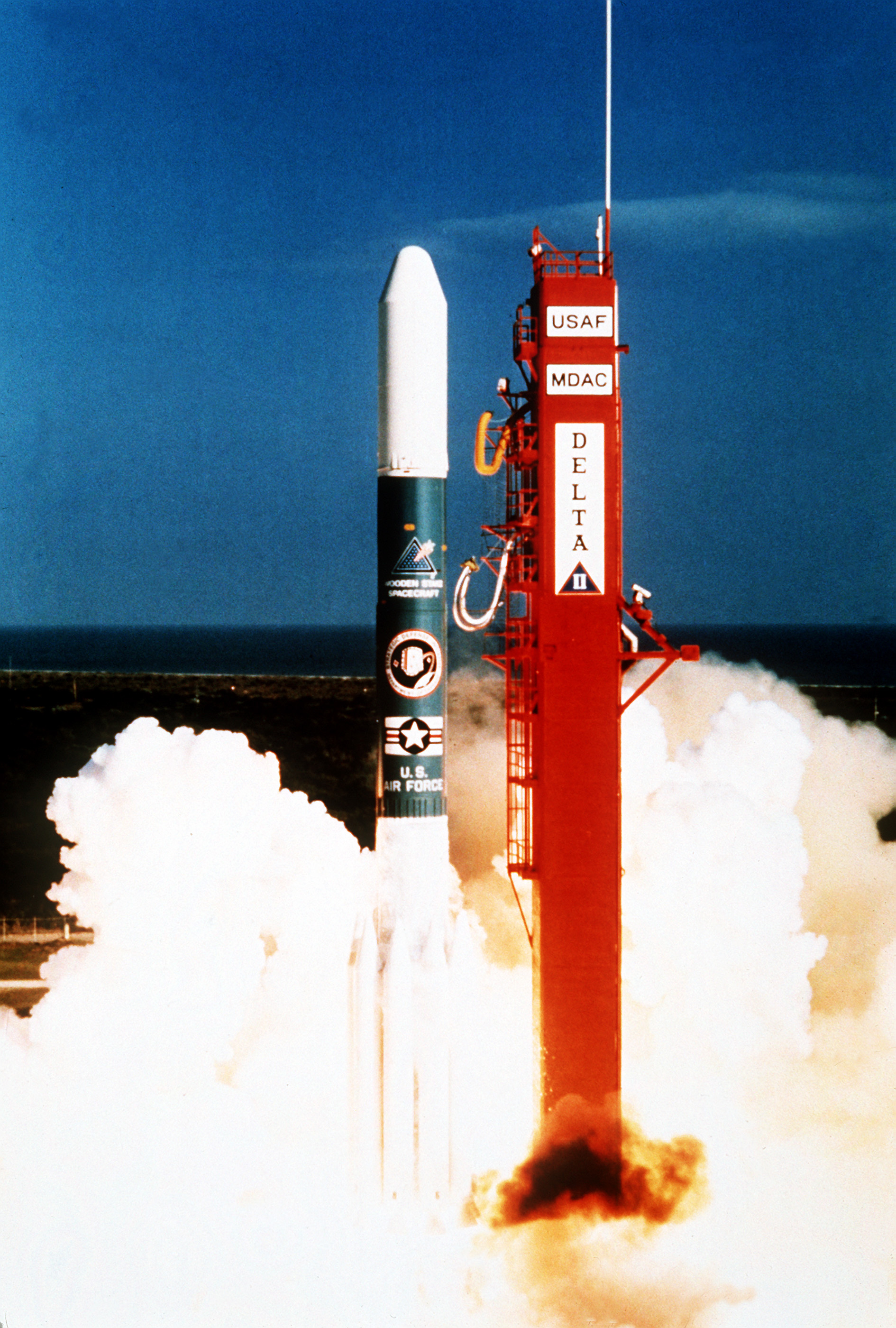
O veículo de lançamento Delta 183 decola, carregando o experimento do sensor da Iniciativa de Defesa Estratégica "Delta Star".

No início dos anos 1980, a URSS havia construído um arsenal militar e um exército superando o dos Estados Unidos. Logo após a invasão soviética do Afeganistão, o presidente Carter começou a formar massivamente as forças armadas dos Estados Unidos. Esse acúmulo foi acelerado pelo governo Reagan, que aumentou os gastos militares de 5,3% do PNB em 1981 para 6,5% em 1986 o maior aumento da defesa em tempos de paz na história dos Estados Unidos.
As tensões continuaram a se intensificar quando Reagan reviveu o programa B-1 Lancer, que havia sido cancelado pelo governo Carter, produziu mísseis LGM-118 Peacekeeper, instalou mísseis de cruzeiro norte-americanos na Europa e anunciou a experimental Iniciativa Estratégica de Defesa, apelidada de "Guerra nas Estrelas" pela mídia, um programa de defesa para abater mísseis no meio do voo. Os soviéticos implantaram mísseis balísticos RSD-10 visando a Europa Ocidental e a OTAN decidiu, sob o ímpeto da presidência de Carter, implantar mísseis MGM-31 Pershing e de cruzeiro na Europa, principalmente na Alemanha Ocidental.
Em 1 de setembro de 1983, a União Soviética abateu o voo 007 da Korean Air Lines, um Boeing 747 com 269 pessoas a bordo, incluindo o congressista Larry McDonald, uma ação que Reagan caracterizou como um "massacre". O avião havia violado o espaço aéreo soviético logo após a costa oeste da ilha Sacalina, perto da ilha de Moneron, e os soviéticos trataram a aeronave não identificada como um avião espião estadunidense invasor. O incidente aumentou o apoio ao destacamento militar, supervisionado por Reagan, que permaneceu em vigor até os acordos posteriores entre Reagan e Mikhail Gorbachev. O exercício Able Archer 83 em novembro de 1983, uma simulação realista de uma liberação nuclear coordenada da OTAN, foi talvez o momento mais perigoso desde a crise dos mísseis cubanos, pois a liderança soviética temia que um ataque nuclear fosse iminente.

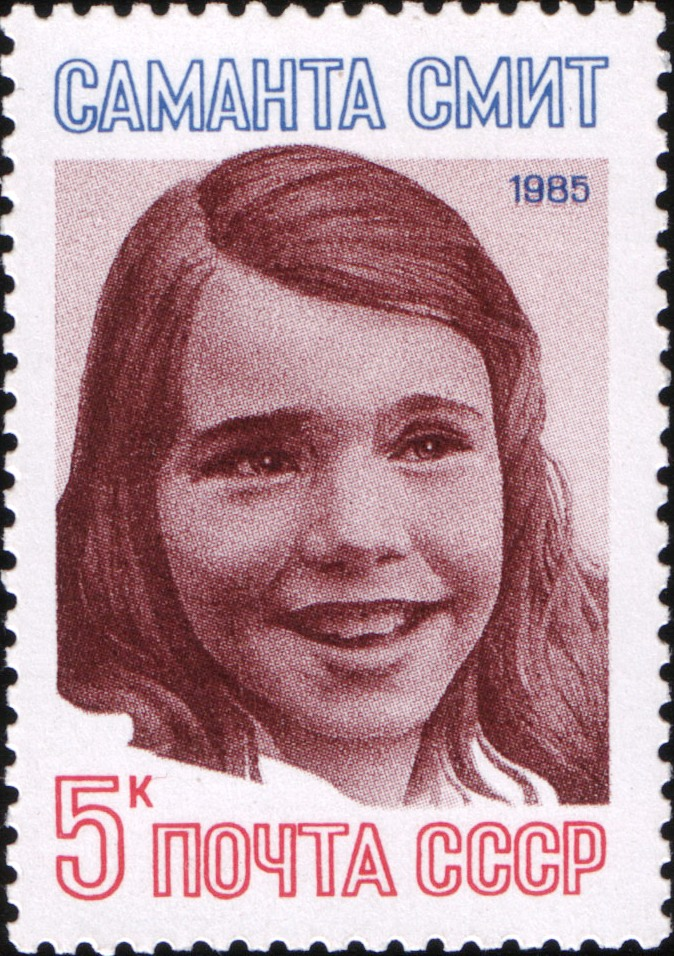
Depois que a estadunidense Samantha Smith, de dez anos, escreveu uma carta a Yuri Andropov expressando seu medo da guerra nuclear, Andropov convidou Smith para ir até a União Soviética.

As preocupações públicas domésticas estadunidenses sobre a intervenção em conflitos estrangeiros persistiram desde o final da Guerra do Vietnã. O governo Reagan enfatizou o uso de táticas de contrainsurgência rápidas e de baixo custo para intervir em conflitos estrangeiros. Em 1983, o governo Reagan interveio na Guerra Civil Libanesa, invadiu Granada, bombardeou a Líbia e apoiou os Contras da América Central, paramilitares anticomunistas que tentavam derrubar o governo sandinista alinhado pelos soviéticos na Nicarágua. Enquanto as intervenções de Reagan contra Granada e Líbia eram populares nos Estados Unidos, seu apoio aos rebeldes Contra estava atolado em polêmicas. O apoio do governo Reagan ao governo militar da Guatemala durante a Guerra Civil Guatemalteca, em particular o regime de Efraín Ríos Montt, também foi controverso.
Enquanto isso, os soviéticos incorriam em altos custos para suas próprias intervenções estrangeiras. Embora Brezhnev estivesse convencido em 1979 de que a guerra soviética no Afeganistão seria breve, os guerrilheiros muçulmanos, auxiliados pelos Estados Unidos, pela China, pelo Reino Unido, pela Arábia Saudita e pelo Paquistão, enfrentaram uma forte resistência contra a invasão. O Kremlin enviou quase 100 000 soldados para apoiar seu regime fantoche no Afeganistão, levando muitos observadores externos a classificar a guerra de "Vietnã dos soviéticos".
Um alto funcionário do Departamento de Estado dos EUA previu esse resultado já em 1980, postulando que a invasão resultou em parte de uma "crise doméstica dentro do sistema soviético. ... Pode ser que a lei termodinâmica da entropia tenha ... alcançado o sistema soviético, que agora parece gastar mais energia em simplesmente manter seu equilíbrio do que em melhorar a si mesmo. Poderíamos estar vendo um período de movimento estrangeiro em um momento de decadência interna".

## Anos finais (1985-1991)

### Reformas de Gorbachev

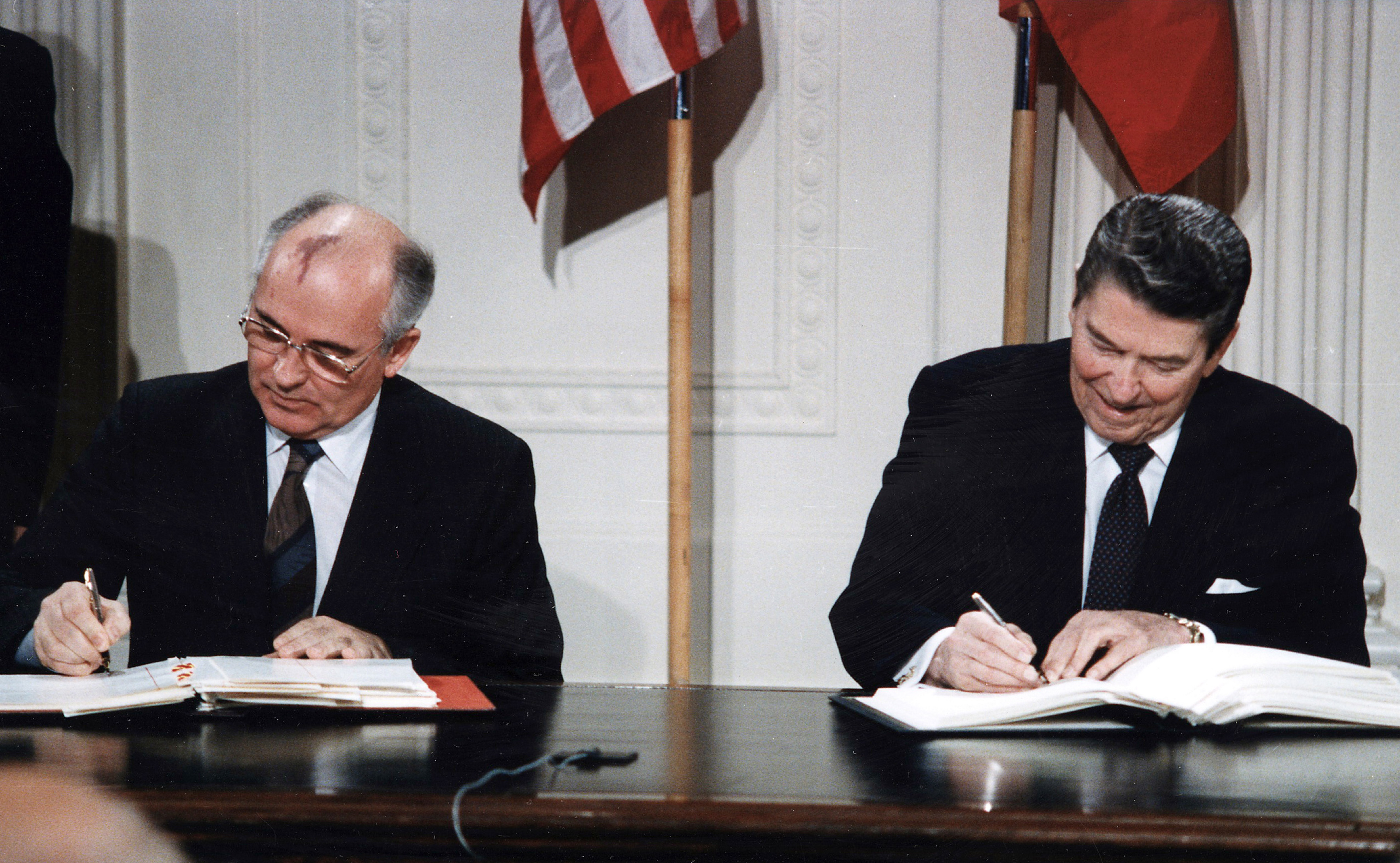
Mikhail Gorbachev e Ronald Reagan assinam o Tratado INF na Casa Branca, 1987.

Quando o relativamente jovem Mikhail Gorbachev se tornou Secretário-Geral em 1985, a economia soviética estava estagnada e enfrentava uma queda acentuada nos ganhos em moeda estrangeira, como resultado da queda nos preços do petróleo na década de 1980. Esses problemas levaram Gorbachev a investigar medidas para reviver o país.
Um começo ineficaz levou à conclusão de que mudanças estruturais mais profundas eram necessárias e, em junho de 1987, Gorbachev anunciou uma agenda de reforma econômica chamada perestroika, ou reestruturação, que relaxava o sistema de cotas de produção, permitia a propriedade privada de empresas e abria o caminho para o investimento estrangeiro. Essas medidas visavam redirecionar os recursos do país dos onerosos compromissos militares da Guerra Fria para as áreas mais produtivas do setor civil.
Em parte, como uma maneira de combater a oposição interna de panelinhas partidárias a suas reformas, Gorbachev introduziu simultaneamente o glasnost, ou abertura, que aumentou a liberdade de imprensa e a transparência das instituições estatais. A glasnost pretendia reduzir a corrupção no topo do Partido Comunista e moderar o abuso de poder no Comitê Central. A abertura também possibilitou um maior contato entre os cidadãos soviéticos e o mundo ocidental, particularmente com os Estados Unidos, contribuindo para a aceleração da distensão entre as duas nações.

### Descongelamento das relações

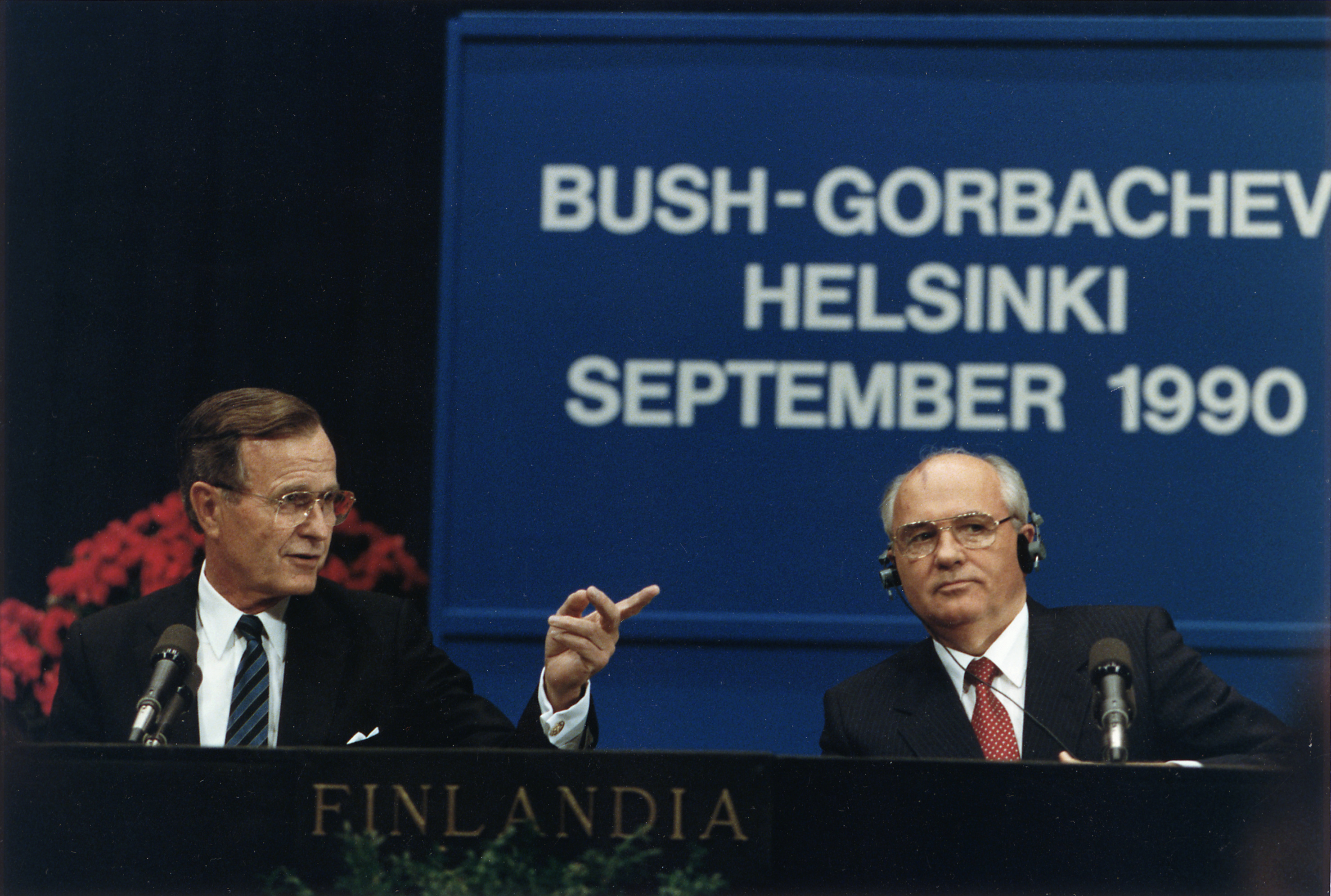
O início dos anos 1990 provocou um degelo nas relações entre as superpotências.

Discurso "Derrube este muro!": Reagan falando em frente ao Portão de Brandemburgo, 12 de junho de 1987.

Em resposta às concessões militares e políticas do Kremlin, Reagan concordou em renovar as negociações sobre questões econômicas e a redução da corrida armamentista. A primeira cúpula foi realizada em novembro de 1985 em Genebra, Suíça. Os dois líderes, acompanhados apenas por um intérprete, concordaram em princípio em reduzir o arsenal nuclear de cada país em 50 por cento. Uma segunda cúpula foi realizada em outubro de 1986 em Reykjavík, Islândia. As conversas foram bem até que o foco mudou para a Iniciativa de Defesa Estratégica proposta por Reagan, que Gorbachev queria eliminar. Reagan recusou. As negociações falharam, mas a terceira cúpula em 1987 levou a um avanço com a assinatura do Tratado das Forças Nucleares de Alcance Intermediário (INF). O tratado INF eliminou todos os mísseis balísticos e de cruzeiro lançados no solo, com armas nucleares, com alcance entre 500 e 5 500 quilômetros e sua infraestrutura.
As tensões ocidente-oriente diminuíram rapidamente até meados da década de 1980, culminando com a cúpula final em Moscou em 1989, quando Gorbachev e George H. W. Bush assinaram o tratado de controle de armas START I. Durante o ano seguinte, tornou-se evidente para os soviéticos que os subsídios de petróleo e gás, juntamente com o custo da manutenção de níveis maciços de tropas, representavam um dreno econômico substancial. Além disso, a vantagem de segurança de uma zona-tampão foi reconhecida como irrelevante e os soviéticos declararam oficialmente que não mais interviriam nos assuntos dos Estados aliados na Europa Central e Oriental.
Em 1989, as forças soviéticas se retiraram do Afeganistão e em 1990 Gorbachev consentiu com a reunificação alemã pois a única alternativa era um cenário como o da Praça da Paz Celestial. Quando o Muro de Berlim caiu, o conceito de "Casa Europeia Comum" de Gorbachev começou a tomar forma.

### Revoluções na Europa Oriental

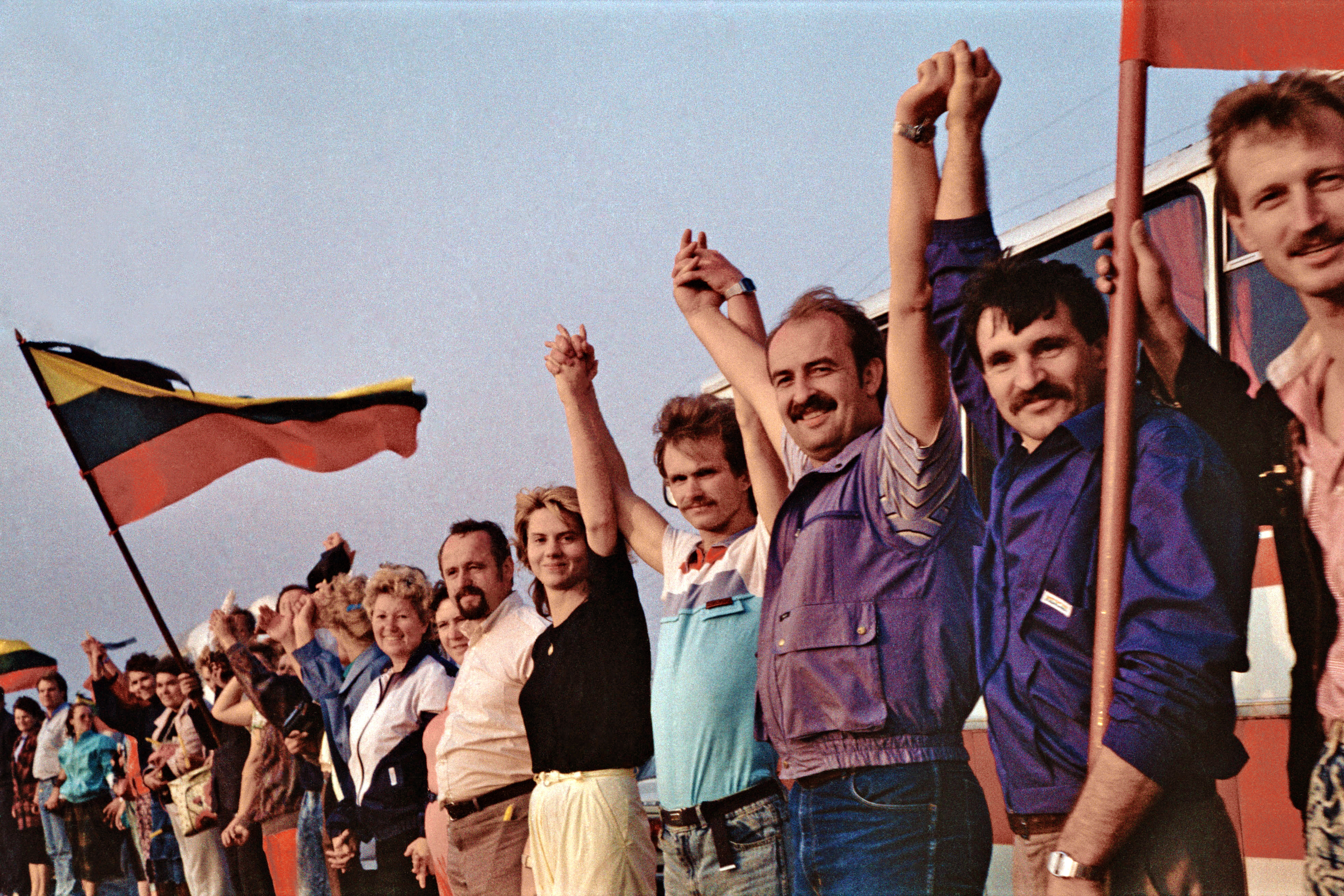
Corrente humana na Lituânia durante a Cadeia Báltica, 23 de agosto de 1989.

Em 1989, o sistema de alianças soviéticas estava à beira do colapso e, privados do apoio militar soviético, os líderes comunistas dos Estados do Pacto de Varsóvia estavam perdendo poder. Organizações de base, como o movimento Solidariedade da Polônia, rapidamente ganharam terreno com fortes bases populares. Em 1989, os governos comunistas da Polônia e da Hungria se tornaram os primeiros a negociar a organização de eleições competitivas. Na Tchecoslováquia e na Alemanha Oriental, protestos em massa destituídos de líderes comunistas entrincheirados. Os regimes comunistas na Bulgária e na Romênia também desmoronaram, neste último caso, como resultado de uma revolta violenta. As atitudes haviam mudado o suficiente para que o Secretário de Estado dos EUA, James Baker, sugerisse que o governo estadunidense não se oporia à intervenção soviética na Romênia, em nome da oposição, para evitar derramamento de sangue. A onda de mudanças culminou com a queda do Muro de Berlim em novembro de 1989, que simbolizava o colapso dos governos comunistas europeus e terminou com a divisão imposta pela Cortina de Ferro na Europa. A onda revolucionária de 1989 varreu a Europa Central e Oriental e derrubou pacificamente todos os Estados comunistas de estilo soviético: Alemanha Oriental, Polônia, Hungria, Tchecoslováquia e Bulgária; a Romênia foi o único país do Bloco Oriental a derrubar violentamente seu regime comunista e executar seu chefe de Estado.

### Dissolução soviética

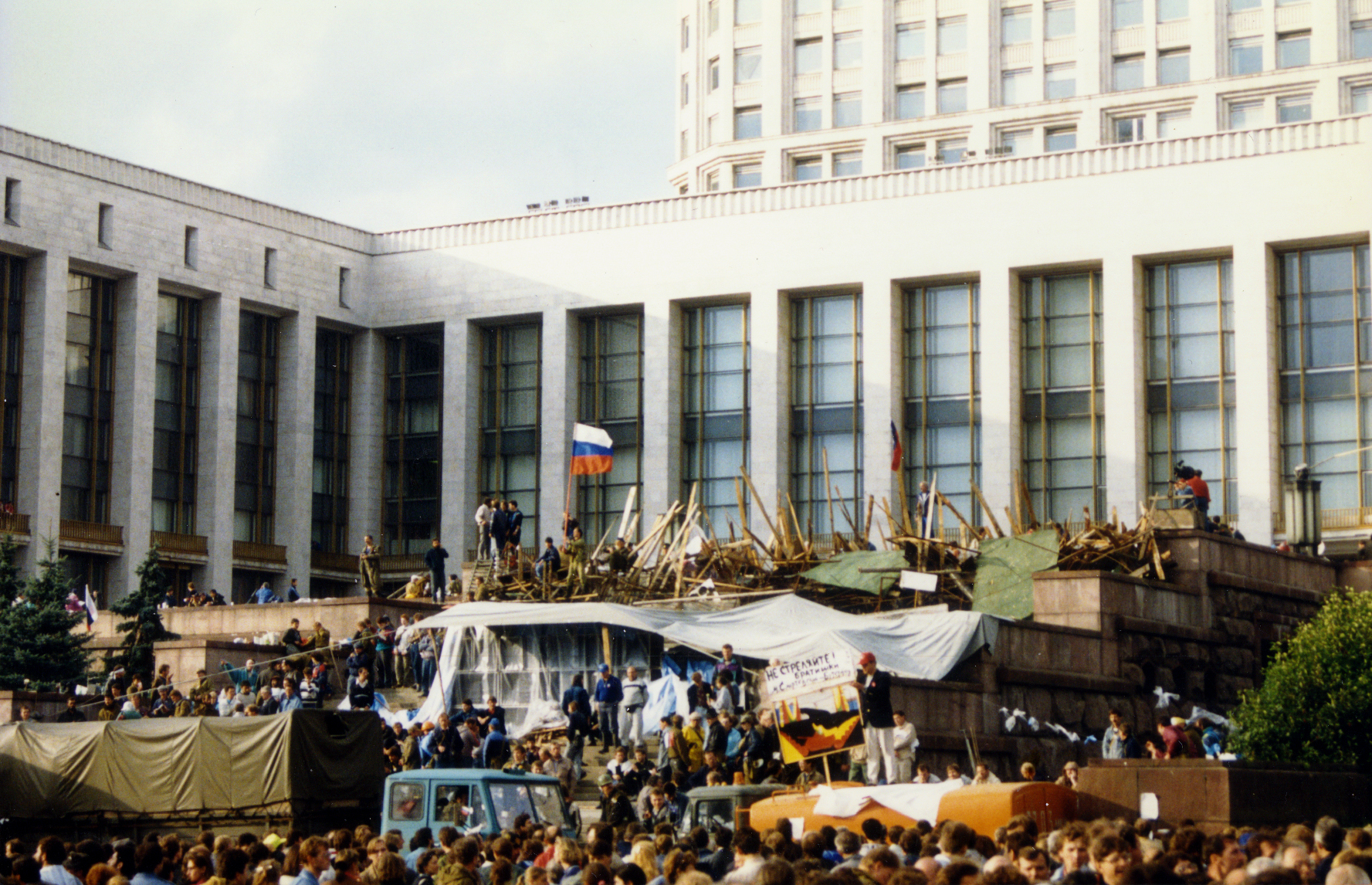
Golpe de agosto em Moscou, 1991.

Na própria URSS, a glasnost enfraqueceu os laços que mantinham a União Soviética e, em fevereiro de 1990, com a dissolução da URSS, o Partido Comunista foi forçado a renunciar ao seu monopólio de 73 anos sobre o poder do Estado. Ao mesmo tempo, a liberdade de imprensa e a dissidência permitida pela glasnost e a "questão das nacionalidades" cada vez mais levaram as repúblicas componentes da URSS a declarar sua autonomia em relação a Moscou, com os Estados bálticos se retirando totalmente da união.
A atitude permissiva de Gorbachev em relação à Europa Central e Oriental não se estendeu inicialmente ao território soviético; até Bush, que se esforçou para manter relações amistosas, condenou os assassinatos de janeiro de 1991 na Letônia e na Lituânia, alertando em particular que os laços econômicos seriam congelados se a violência continuasse. A URSS foi fatalmente enfraquecida por um golpe fracassado em agosto de 1991 e um número crescente de repúblicas soviéticas, particularmente a Rússia, ameaçou se separar da URSS. A Comunidade de Estados Independentes, criada em 21 de dezembro de 1991, é vista como uma entidade sucessora da União Soviética, mas, de acordo com os líderes da Rússia, seu objetivo era "permitir um divórcio civilizado" entre as repúblicas soviéticas e é comparável a um tipo de confederação fraca. A URSS foi declarada oficialmente dissolvida em 26 de dezembro de 1991.
O então presidente estadunidense, George H. W. Bush, expressou suas emoções: "A maior coisa que aconteceu no mundo em minha vida, em nossas vidas, é esta: pela graça de Deus, os Estados Unidos venceram a Guerra Fria".

## Consequências

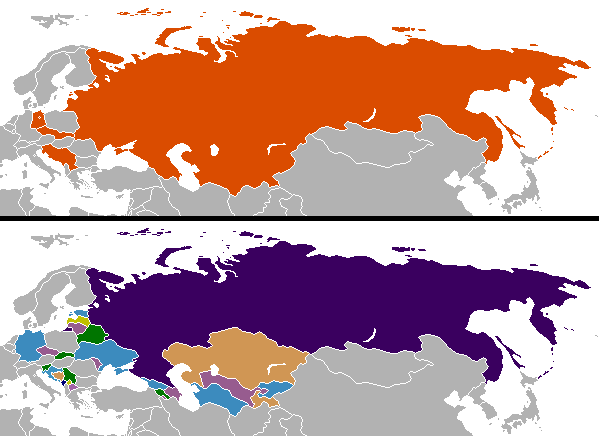
Mudanças nas fronteiras nacionais após o fim da Guerra Fria.

Após a dissolução da União Soviética, a Rússia cortou drasticamente seus gastos militares e a reestruturação da economia deixou milhões de desempregados. As reformas capitalistas culminaram em uma recessão no início dos anos 1990 mais severa do que a Grande Depressão experimentada pelos Estados Unidos e pela Alemanha. Nos 25 anos seguintes ao final da Guerra Fria, apenas cinco ou seis dos Estados pós-comunistas estão no caminho de se unir ao mundo rico e capitalista enquanto a maioria está ficando para trás, alguns a tal ponto que levaria várias décadas para alcançarem o ponto em que estavam antes do colapso do comunismo.
A Guerra Fria continua a influenciar os assuntos mundiais. O mundo pós-Guerra Fria é considerado unipolar, sendo os Estados Unidos a única superpotência restante. A Guerra Fria definiu o papel político dos Estados Unidos após a Segunda Guerra Mundial - em 1989, os Estados Unidos tinham alianças militares com 50 países, com 526 000 soldados estacionados ao redor do mundo, sendo 326 000 deles apenas na Europa (dois terços dos quais estavam na Alemanha Ocidental)  e 130 000 na Ásia (principalmente Japão e Coreia do Sul). A Guerra Fria também marcou o auge dos complexos militar-industriais em tempos de paz, especialmente nos Estados Unidos, e o financiamento militar em larga escala da ciência. Esses complexos, embora suas origens possam ser encontradas no início do século XIX, aumentaram consideravelmente durante a Guerra Fria. Especialistas acreditam que até 50 armas nucleares foram perdidas durante a Guerra Fria.

Desde o final da Guerra Fria, a União Europeia se expandiu para o leste, no território do antigo Pacto de Varsóvia e em partes da antiga União Soviética.

As despesas militares estadunidenses acumuladas durante toda a Guerra Fria totalizaram cerca de 8 trilhões de dólares. Além disso, quase 100 mil estadunidenses perderam a vida nas guerras da Coréia e do Vietnã. Embora seja difícil estimar as baixas soviéticas, como parte de seu produto nacional bruto, o custo financeiro para a União Soviética foi muito maior do que o incorrido pelos Estados Unidos.
Além da perda de vidas de soldados uniformizados, milhões morreram nas guerras por procuração das superpotências em todo o mundo, principalmente no sudeste da Ásia. A maioria das guerras por procuração e subsídios para conflitos locais terminaram junto com a Guerra Fria; guerras interestaduais, étnicas, guerras revolucionárias, bem como crises de refugiados e pessoas deslocadas declinaram acentuadamente nos anos pós-Guerra Fria.
No entanto, as consequências da Guerra Fria não são consideradas concluídas. Muitas das tensões econômicas e sociais que foram exploradas para alimentar a competição da Guerra Fria em partes do Terceiro Mundo permanecem agudas. O colapso do controle estatal em várias áreas anteriormente controladas por governos comunistas produziu novos conflitos civis e étnicos, particularmente na antiga Iugoslávia. Na Europa Central e Oriental, o fim da Guerra Fria deu início a uma era de crescimento econômico e aumento do número de democracias liberais, enquanto em outras partes do mundo, como o Afeganistão, a independência foi acompanhada pelo fracasso do Estado.

## Historiografia
Assim que o termo "Guerra Fria" foi popularizado para se referir às tensões do pós-guerra entre os Estados Unidos e a União Soviética, a interpretação do andamento e das origens do conflito tem sido uma fonte de controvérsia acirrada entre historiadores, cientistas políticos e jornalistas. Em particular, os historiadores discordaram profundamente sobre quem foi o responsável pelo colapso das relações soviético-estadunidenses após a Segunda Guerra Mundial; e se o conflito entre as duas superpotências era inevitável ou poderia ter sido evitado. Os historiadores também discordam sobre o que exatamente foi a Guerra Fria, quais eram as fontes do conflito e como separar os padrões de ação e reação entre os dois lados.
Embora explicações sobre as origens do conflito nas discussões acadêmicas sejam complexas e diversas, várias escolas gerais de pensamento sobre o assunto podem ser identificadas. Os historiadores geralmente falam de três abordagens diferentes para o estudo da Guerra Fria: relatos "ortodoxos", "revisionistas" e "pós-revisionistas".
Os posicionamentos "ortodoxos" atribuem a responsabilidade da Guerra Fria à União Soviética e sua expansão para a Europa. Escritores "revisionistas" atribuem mais responsabilidade pelo colapso da paz no pós-guerra aos Estados Unidos, citando uma série de esforços estadunidenses em e confrontar a União Soviética bem antes do final da Segunda Guerra Mundial. Os "pós-revisionistas" veem os eventos da Guerra Fria como mais sutis e tentam ser mais equilibrados na determinação do que ocorreu durante a Guerra Fria. Grande parte da historiografia sobre o período reúne duas ou mesmo todas as três dessas interpretações historigráficas.

#### Revistas
- Barnes, Trevor (1981). «The secret cold war: the CIA and American foreign policy in Europe, 1946–1956. Part I». The Historical Journal. 24 (2): 399–415. doi:10.1017/S0018246X00005537
- Bungert, Heike (Julho de 1994). «A New Perspective on French-American Relations during the Occupation of Germany, 1945?1948: Behind-the-Scenes Diplomatic Bargaining and the Zonal Merger». Diplomatic History. 18 (3): 333–352. doi:10.1111/j.1467-7709.1994.tb00217.x
- Cseresnyés, Ferenc (1999). «The '56 Exodus to Austria». The Hungarian Quarterly. XL (154): 86–101. Consultado em 9 de outubro de 2006. Cópia arquivada em 27 de novembro de 2004
- Esno, Tyler (Abril de 2018). «Reagan's Economic War on the Soviet Union». Diplomatic History (em inglês). 42 (2): 281–304. ISSN 0145-2096. doi:10.1093/dh/dhx061
- Farid, Hilmar (2005). «Indonesia's original sin: mass killings and capitalist expansion, 1965–66». Inter-Asia Cultural Studies. 6 (1): 3–16. doi:10.1080/1462394042000326879
- Garthoff, Raymond L. (2004). «Foreign intelligence and the historiography of the Cold War». Journal of Cold War Studies. 6 (2): 21–56. doi:10.1162/152039704773254759
- Gokcek, Gigi; Howard, Alison (2013). «Movies to the Rescue: Keeping the Cold War Relevant for Twenty-First-Century Students». Journal of Political Science Education. 9 (4): 436. doi:10.1080/15512169.2013.835561
- Iatrides, John O. (1 de outubro de 1996). «The British Labour Government and the Greek Civil War: The Imperialism of 'Non-Intervention' (review)». Journal of Modern Greek Studies. 14 (2): 373–76. ISSN 1086-3265. doi:10.1353/mgs.1996.0020
- Locard, Henri (1 de março de 2005). «State Violence in Democratic Kampuchea (1975–1979) and Retribution (1979–2004)». European Review of History: Revue européenne d'histoire. 12 (1): 121–143. ISSN 1350-7486. doi:10.1080/13507480500047811
- Matray, James I (Setembro de 1979). «Truman's Plan for Victory: National Self-Determination and the Thirty-Eighth Parallel Decision in Korea». JStor. Journal of American History. 66 (2): 314–33. JSTOR 1900879. doi:10.2307/1900879
- Milanović, Branko (2015). «After the Wall Fell: The Poor Balance Sheet of the Transition to Capitalism». Challenge. 58 (2): 135–38. doi:10.1080/05775132.2015.1012402
- Painter, D. S. (2014). «Oil and geopolitics: the oil crises of the 1970s and the Cold War». Historical Social Research. 39(4 (2014): 186–208. doi:10.12759/hsr.39.2014.4.186-208
- Slocomb, Margaret (2001). «The K5 Gamble: National Defence and Nation Building under the People's Republic of Kampuchea». Journal of Southeast Asian Studies (em inglês). 32 (2): 195–210. ISSN 1474-0680. doi:10.1017/S0022463401000091
- Smith, Walter B. (20 de março de 1953). «First Progress Report on Paragraph 5-1 of NSC 136/1, "U.S. Policy Regarding the Current Situation in Iran"» (PDF). George Washington University. Consultado em 7 de novembro de 2007
- Wilson, J. H. (1971). «American Business and the Recognition of the Soviet Union». Social Science Quarterly. 52 (2): 349–368

#### Notícias
- Bevins, Vincent (20 de outubro de 2017). «What the United States Did in Indonesia». The Atlantic. Consultado em 21 de outubro de 2017
- Bradner, Eric (2015). «Newly released documents reveal U.S. Cold War nuclear target list – CNNPolitics». CNN
- Evans, David (7 de fevereiro de 1992). «Desert Storm Filled Soviet Military With Awe». tribunedigital-chicagotribune (em inglês). Consultado em 15 de outubro de 2017
- Feeney, Mark (29 de março de 2006). «Caspar W. Weinberger, 88; Architect of Massive Pentagon Buildup». The Boston Globe. Boston.com. Consultado em 28 de maio de 2014
- Glass, Andrew (14 de outubro de 2017). «McNamara becomes Vietnam War skeptic, Oct. 14, 1966». Politico. Consultado em 1 de junho de 2018
- Maack, Benjamin (14 de novembro de 2008). «The Cold War's Missing Atom Bombs». Der Spiegel. Consultado em 20 de agosto de 2019. Cópia arquivada em 27 de junho de 2019
- Nzongola-Ntalaja, Georges (17 de janeiro de 2011). «Patrice Lumumba: the most important assassination of the 20th century». The Guardian. Consultado em 26 de outubro de 2019
- Orwell, George (19 de outubro de 1945). «You and the Atomic Bomb». Tribune
- Orwell, George (10 de março de 1946). «Russia began to make a 'cold war' on Britain and the British Empire». The Observer
- Perry, Juliet (21 de julho de 2016). «Tribunal finds Indonesia guilty of 1965 genocide; US, UK complicit». CNN. Consultado em 5 de junho de 2017
- Rev, Istvan (15 de março de 2010). «An Absurdist Film That Touches on Wartime Reality». The New York Times (em inglês). Consultado em 29 de novembro de 2017
- Safire, William (1 de outubro de 2006). «Islamofascism Anyone?». The New York Times
- Scott, Margaret (26 de outubro de 2017). «Uncovering Indonesia's Act of Killing». The New York Review of Books. Consultado em 27 de fevereiro de 2018
- Lebow, Richard Ned; Stein, Janice Gross (1 de fevereiro de 1994). «Reagan and the Russians». The Atlantic. Consultado em 28 de maio de 2010
- Talbott, Strobe; Hannifin, Jerry; Magnuson, Ed; Doerner, William R.; Kane, Joseph J. (12 de setembro de 1983). «Atrocity in the skies». Time. Consultado em 8 de junho de 2008
- Thaler, Kai (2 de dezembro de 2015). «50 years ago today, American diplomats endorsed mass killings in Indonesia. Here's what that means for today.». The Washington Post. Consultado em 12 de abril de 2017
- «Cambodia profile». BBC News (em inglês). 20 de julho de 2018. Consultado em 30 de dezembro de 2018
- «Cold War». BBC
- «Facts + Stats of the Yeltsin Era». PBS. 2014
- «Leaders agree arms reduction treaty». BBC News. 1979. Consultado em 10 de junho de 2008
- «1989: Malta summit ends Cold War». BBC. 3 de dezembro de 1989
- «President Nixon arrives in Moscow». BBC News. 22 de maio de 1972. Consultado em 10 de junho de 2008
- «Profile of Salvador Allende». BBC. 8 de setembro de 2003. Consultado em 25 de janeiro de 2011
- «Report of the Special Committee on the Problem of Hungary» (PDF). UN General Assembly. 1957
- «Russia brings winter to Prague Spring». BBC News. 21 de agosto de 1968. Consultado em 10 de junho de 2008
- «Soviet troops overrun Hungary». BBC News. 4 de novembro de 1956. Consultado em 11 de junho de 2008
- «Sputnik satellite blasts into space». BBC News. 4 de outubro de 1957. Consultado em 11 de junho de 2008
- «Syria crisis: UN chief says Cold War is back». BBC News. 13 de abril de 2018. Consultado em 23 de outubro de 2019
- «Toward the Summit; Previous Reagan-Gorbachev Summits». The New York Times. 29 de maio de 1988. Consultado em 21 de junho de 2008
- «What Guilt Does the U.S. Bear in Guatemala?». The New York Times. 19 de maio de 2013